# Genève
Pour les articles homonymes, voir Canton de Genève pour le canton et Genève (homonymie) .
Genève est une ville suisse située à l'extrémité sud-ouest du Léman. Elle est la deuxième ville de Suisse après Zurich, et le chef-lieu de la République et canton de Genève (GE). Au 1er janvier 2021, la ville comptait 203 856 habitants dans 16 km2, mais à la même date, son aire métropolitaine transfrontalière, définie par Eurostat et l'OFS suivant la méthodologie des zones urbaines fonctionnelles,(c'est-à-dire l'agglomération et la couronne périurbaine), comptait 1 053 436 habitants dans 2 292 km2 à cheval sur la Suisse et la France.
Depuis 2013, le canton de Genève, le district de Nyon (dans le canton de Vaud) et le pôle métropolitain du Genevois français (un pôle métropolitain situé à cheval sur les départements français de l'Ain et de la Haute-Savoie) se sont unis pour former le Grand Genève (précédemment connu sous le nom d'Agglomération franco-valdo-genevoise), un groupement local de coopération transfrontalière (GLCT) de droit suisse chargé d'assurer la coopération des collectivités locales dans l'espace métropolitain transfrontalier genevois, notamment en matière de transports publics transfrontaliers. D'une superficie (hors lac) de 1 996 km2, le Grand Genève comptait 1 046 168 habitants au 1er janvier 2021, 58,3 % d'entre eux en territoire suisse et 41,7 % en territoire français.
Genève est la ville qui accueille le plus d'organisations internationales au monde. Le canton de Genève accueille 39 organisations internationales et 431 organisations non gouvernementales (ONG). Le siège européen des Nations unies, le Comité international de la Croix-Rouge (CICR), l'Organisation mondiale du commerce (OMC), l'Organisation mondiale de la santé (OMS) et l'Organisation internationale du travail (OIT) font partie de ces organisations internationales.
Genève et New York sont les deux centres de coopération internationale les plus importants du monde, Genève étant le plus important en nombre d'institutions, de réunions et de congrès. L'Office des Nations unies à Genève (ONUG) est le centre de diplomatie multilatérale le plus actif au monde et il a été le théâtre de nombreuses négociations historiques. Comme Bâle, New York et Strasbourg, Genève est le siège de plusieurs institutions internationales sans être capitale politique d'un État.
Genève est la deuxième place financière du pays après Zurich. Elle est considérée comme la plus importante au monde en matière de gestion de fortune privée trans-nationale et s'impose entre autres comme la première place mondiale pour le négoce du pétrole devant Londres. Du fait de son rôle à la fois politique et économique, elle fait partie des « villes mondiales ». Selon une étude de 2019 menée par Mercer Consulting, Genève arrive (avec Zurich et Bâle) parmi les dix premières métropoles qui offrent la meilleure qualité de vie au monde. La ville est aussi connue comme une des plus coûteuses, se disputant régulièrement la première place du classement des villes les plus chères du monde avec Zurich,, ce qui fait que les ménages genevois disposent en 2016, à revenu égal, du revenu disponible le plus bas de Suisse ; ceci est cependant très largement compensé par un revenu brut moyen (et médian) parmi les plus élevés de Suisse,.
La langue officielle de la ville est le français. Genève enregistre 3,23 millions de nuitées en 2018, ce qui contribue à sa caractéristique de « ville mondiale ». Le jet d'eau de Genève, culminant à 140 m, est depuis 1891 l'un des principaux attraits touristiques de la ville.

## Géographie

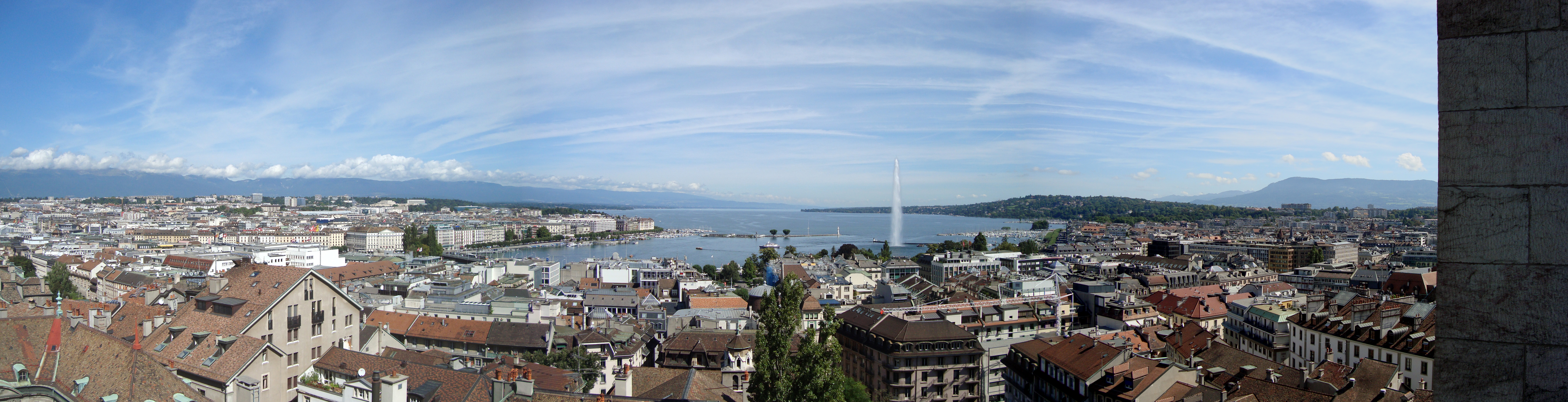
Panorama de la rade de Genève.

### Site
Genève s'étend à l'extrémité sud-ouest du lac Léman, sur les deux rives du Rhône, au centre d'une cuvette encadrée par des montagnes qui se trouvent toutes dans le territoire français : les Voirons, le Salève, le Môle, le Vuache (département de la Haute-Savoie) et le massif du Jura (partie située dans le département de l'Ain). Dans la rade de Genève émergent les pierres du Niton, deux rochers datant de la dernière ère glaciaire. L'un d'eux est choisi par le général Guillaume Henri Dufour comme niveau de mesure pour déterminer l'altitude de Genève, ainsi que comme point de référence du calcul de toutes les altitudes en Suisse. Genève fait partie du sillon alpin, un territoire géographique qui s'étend jusqu'à Valence, à 244 kilomètres au sud-ouest.
La vieille ville, constituée des quartiers de Cité-centre et de Saint-Gervais, s'est formée d'une part sur et autour d'une colline sur la rive gauche du lac et d'autre part sur les deux rives du Rhône autour de l'Île. Cette colline constitua dès la Préhistoire un refuge naturel protégé par le lac, le Rhône, l'Arve, des marécages et des fossés à l'est. La ville s'étend au XIXe siècle après la démolition des fortifications (1850-1880).
En 2000, la commune obtient le prix Wakker de la Ligue suisse du patrimoine national pour son concept de réaménagement des berges du Rhône et de son environnement urbain immédiat. Le projet appelé « Fil du Rhône » est alors progressivement mis en œuvre.
La commune de Genève s'étend sur 15,93 km2. Lors du relevé de 2013-2018, les surfaces d'habitations et d'infrastructures représentaient 92,0 % de sa superficie, les surfaces agricoles 1,4 %, les surfaces boisées 3,3 % et les surfaces improductives 3,2 %.

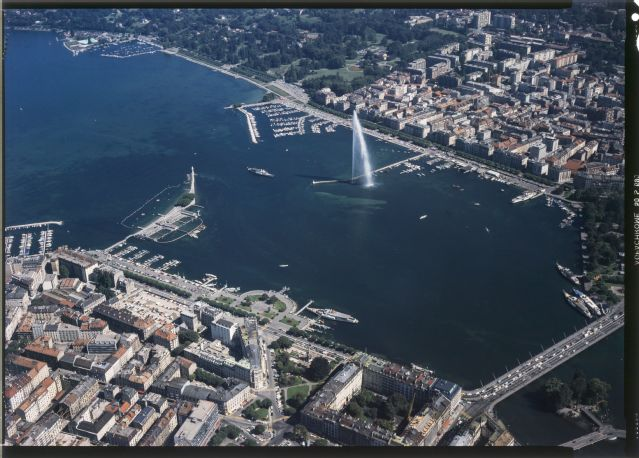
Vue aérienne de Genève, avec vue sur le Jet d'eau, en 1973 (photo : Swissair Photo AG).
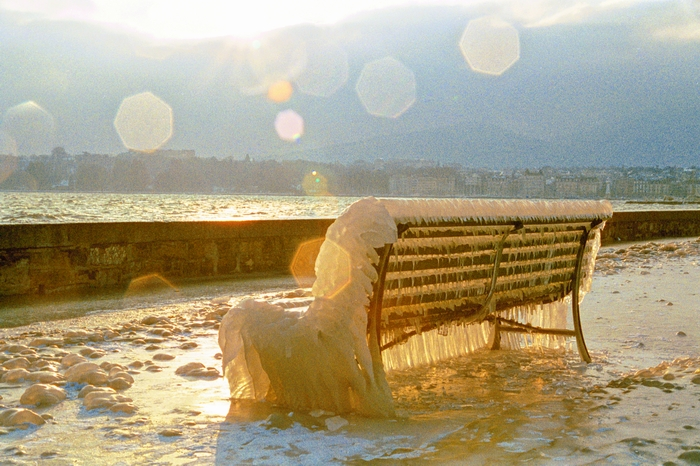
Glace sur la rade à la suite d'une bise soutenue.
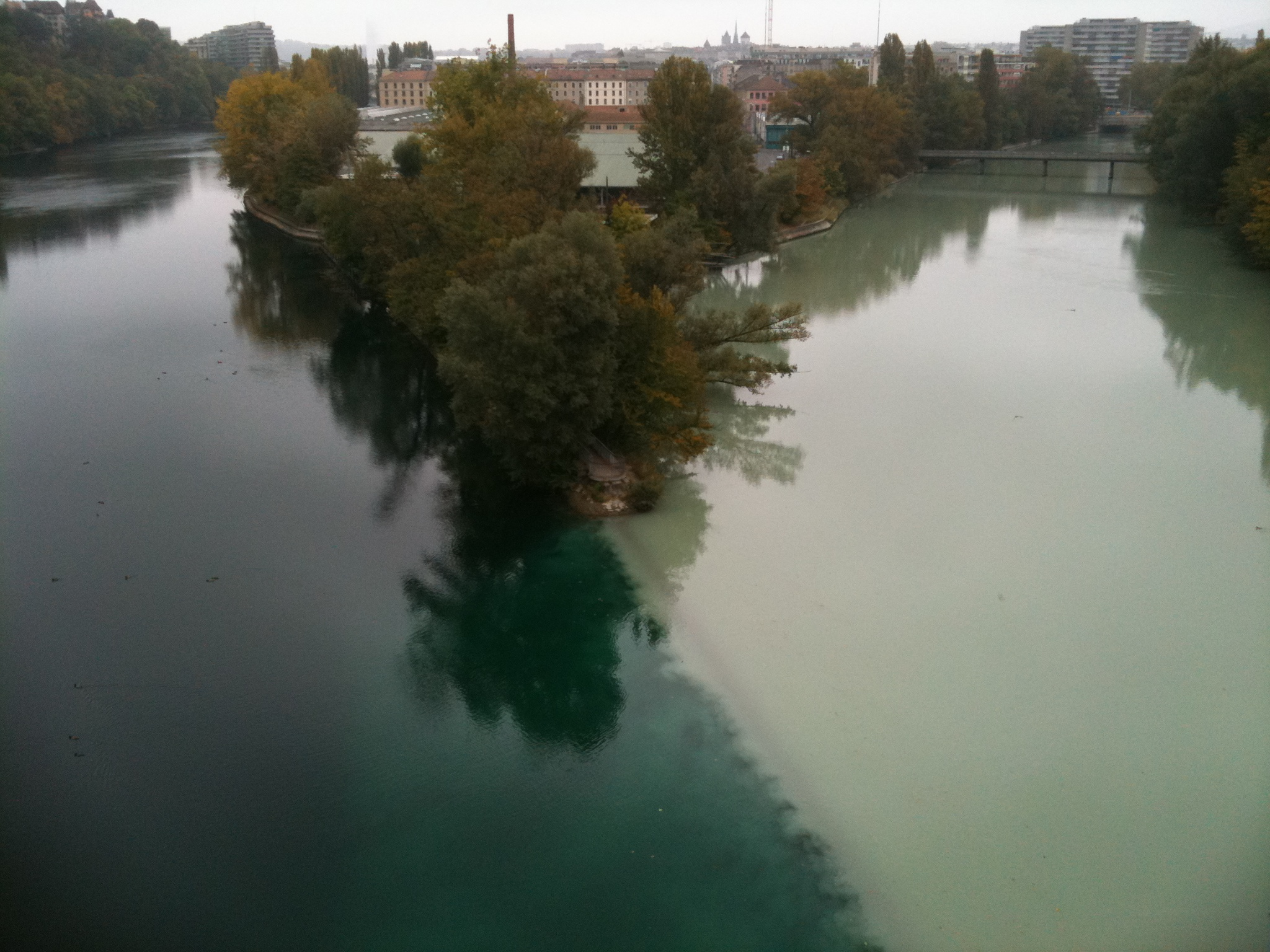
La Pointe de la Jonction à Genève — Le Rhône et l'Arve.

### Géologie

Carte tectonique simplifiée de la région lémanique. MCE = Massifs cristallins externes.

Le Bassin genevois fait partie du bassin versant du Rhône. Les reliefs qui limitent ce Bassin « au nord, à l’ouest et au sud, à savoir le Jura, le Vuache et la chaîne du Salève, correspondent à des structures tectoniques, élevées par plissement et par les chevauchements liés aux phases terminales de l'orogenèse alpine il y a 5 à 10 millions d'années. Ces mouvements s'expriment encore actuellement à travers une certaine activité sismique. »

### Climat
Genève a un climat semi-continental, codé « Cfb » selon la classification de Köppen,,. Le mois le plus froid (janvier) ne tombe pas en dessous de −3 °C et le mois le plus chaud (juillet) n'excède pas 22 °C en température moyenne. Comme dans l'ensemble du Plateau suisse, le climat de Genève est tempéré et influencé par l'Atlantique, car les vents d'ouest sont fréquents.
Les étés y sont agréablement chauds, les hivers plutôt froids et les précipitations sont assez abondantes et bien réparties sur l'année, il n'y a pas de saison sèche. Genève, à l'instar d'une grande partie de l'Europe, a tendance à se réchauffer (1,6 °C d'augmentation de la température moyenne annuelle entre 1961-1990 et 2010-2019 selon MétéoSuisse). L'ensoleillement y est également en nette augmentation, on constate ainsi 16,8 % d'ensoleillement en plus entre la période 1961-1990 (1 665 heures d'ensoleillement annuel moyen) et la période 2010-2019 (1 945 heures d'ensoleillement annuel moyen selon MétéoSuisse).
Genève, ville densément urbanisée, connaît le phénomène de chaleur urbaine. Ainsi, les températures ressenties en centre-ville sont supérieures à celles enregistrées à l’aéroport de Genève-Cointrin.
Pendant l'hiver, on peut observer plusieurs jours sans dégel. Lorsque la bise se met à souffler, la sensation de froid est accentuée et peut rendre parfois les conditions assez rudes. Il arrive que le soleil soit masqué par des stratus ou par le brouillard, ce qui peut s'observer plusieurs jours par mois en hiver. Les Alpes avoisinantes reçoivent en général une quantité substantielle de neige et les stations de ski se trouvent à une heure de route. Dès le mois de mars, les températures augmentent et deviennent presque estivales fin mai. Les précipitations s'intensifient et prennent souvent un caractère orageux au cours du mois de mai. Les étés sont plutôt chauds, propices à la baignade dans le lac. Les matinées restent, quant à elles, relativement fraîches. Durant la saison, les pluies se font moins fréquentes mais plus intenses. C'est en effet la saison des orages, exceptionnellement accompagnés de grêle. Genève est, avec Sion, la région ayant le plus de journées tropicales en Suisse (température atteignant au moins 30 °C la journée). Le record absolu de température maximale a été battu avec 39,7 °C le 7 juillet 2015. Le temps est encore estival début septembre, mais il se refroidit ensuite pour devenir hivernal fin novembre. Les chutes de neige surviennent en général à partir de fin novembre et jusqu'en mars, mais parfois dès fin octobre et jusqu'à fin mai (comme en 1935). Les vagues de froid peuvent être parfois extrêmement fortes, le record absolu de froid ayant été établi en janvier 1838 avec −25,3 °C.
| Mois                                              | jan.             | fév.             | mars             | avril           | mai             | juin            | jui.            | août            | sep.            | oct.            | nov.             | déc.             | année            |
| ------------------------------------------------- | ---------------- | ---------------- | ---------------- | --------------- | --------------- | --------------- | --------------- | --------------- | --------------- | --------------- | ---------------- | ---------------- | ---------------- |
| Température minimale moyenne (°C)                 | −1,1             | −1,1             | 1,7              | 5               | 9,1             | 12,7            | 14,6            | 14,2            | 10,7            | 7,2             | 2,6              | −0,2             | 6,3              |
| Température moyenne (°C)                          | 2,1              | 2,9              | 6,7              | 10,5            | 14,5            | 18,4            | 20,6            | 20              | 15,7            | 11,3            | 6                | 2,8              | 11               |
| Température maximale moyenne (°C)                 | 5,1              | 7                | 11,8             | 15,9            | 20,1            | 24,2            | 26,7            | 26,2            | 21,1            | 15,5            | 9,3              | 5,6              | 15,7             |
| Record de froid (°C) date du record               | −19,7 13.01.1968 | −19,6 10.02.1956 | −13,3 08.03.1895 | −6,4 01.04.1891 | −3,2 01.05.1945 | 0,3 11.06.1881  | 3,2 07.07.1962  | 3,5 28.08.1884  | −1,4 18.09.1889 | −7,9 28.10.1869 | −11,2 27.11.1989 | −16,8 30.12.1964 | −19,7 13.01.1968 |
| Record de chaleur (°C) date du record             | 18,1 25.01.2025  | 20,4 22.02.1903  | 24,5 22.03.1990  | 28,3 14.04.2024 | 33,8 24.05.2009 | 36,4 25.06.2003 | 39,7 07.07.2015 | 39,3 24.08.2023 | 35 05.09.1906   | 27,3 04.10.1985 | 22,9 03.11.1924  | 19,9 23.12.1909  | 39,7 07.07.2015  |
| Nombre de jours avec gel                          | 19,9             | 17,9             | 9,1              | 1,7             | 0,1             | 0               | 0               | 0               | 0               | 0,7             | 7,3              | 16               | 72,9             |
| Nombre de jours avec température maximale ≤ 0 °C  | 3,4              | 1,7              | 0                | 0               | 0               | 0               | 0               | 0               | 0               | 0               | 0,3              | 1,9              | 7,9              |
| Nombre de jours avec température maximale ≥ 25 °C | 0                | 0                | 0                | 0,8             | 4,5             | 13,7            | 20,7            | 18,4            | 5,5             | 0,2             | 0                | 0                | 63,8             |
| Nombre de jours avec température maximale ≥ 30 °C | 0                | 0                | 0                | 0               | 0,4             | 3,6             | 7,1             | 6,4             | 0,1             | 0               | 0                | 0                | 17,6             |
| Ensoleillement (h)                                | 61               | 96               | 161              | 187             | 212             | 246             | 269             | 242             | 184             | 116             | 65               | 48               | 1 887            |
| Précipitations (mm)                               | 73               | 56               | 62               | 67              | 78              | 83              | 79              | 81              | 91              | 96              | 89               | 90               | 946              |
| dont neige (cm)                                   | 8                | 5                | 2                | 0               | 0               | 0               | 0               | 0               | 0               | 0               | 3                | 5                | 23               |
| Record de pluie en 24 h (mm) date du record       | 57,2 27.01.1979  | 52,8 04.02.1976  | 59,4 06.03.1959  | 56,3 09.04.2006 | 55 15.05.1983   | 68,1 21.06.1997 | 72,7 28.07.2013 | 76,1 07.08.1978 | 85,2 09.09.1993 | 70,2 07.10.2014 | 92,6 14.11.2002  | 52,7 09.12.1954  | 92,6 14.11.2002  |
| dont nombre de jours avec précipitations ≥ 1 mm   | 9,5              | 7,9              | 8,2              | 8,6             | 10,2            | 9,1             | 8,1             | 7,8             | 8,3             | 9,7             | 9,9              | 10,3             | 107,6            |
| Humidité relative (%)                             | 81               | 75               | 68               | 65              | 68              | 66              | 64              | 67              | 73              | 80              | 82               | 82               | 73               |
| Nombre de jours avec neige                        | 2                | 1,5              | 0,8              | 0,1             | 0               | 0               | 0               | 0               | 0               | 0               | 0,8              | 1,8              | 7                |

| Diagramme climatique                                  |         |           |         |           |            |            |            |            |           |          |           |
| J                                                     | F       | M         | A       | M         | J          | J          | A          | S          | O         | N        | D         |
| 5,1−1,173                                             | 7−1,156 | 11,81,762 | 15,9567 | 20,19,178 | 24,212,783 | 26,714,679 | 26,214,281 | 21,110,791 | 15,57,296 | 9,32,689 | 5,6−0,290 |
| Moyennes : • Temp. maxi et mini °C • Précipitation mm |         |           |         |           |            |            |            |            |           |          |           |

| Ville             | Ensoleillement · (h/an) | Pluie · (mm/an) | Neige · (j/an) | Température moyenne · (°C) |
| ----------------- | ----------------------- | --------------- | -------------- | -------------------------- |
| Genève            | 1 887                   | 946             | 7.0            | 11.0                       |
| Zurich            | 1 531                   | 1 054           | 20             | 9                          |
| Lausanne          | 1 872                   | 1 153           | 10             | 11                         |
| Lugano            | 2 069                   | 1 559           | 4              | 12                         |
| La Chaux-de-Fonds | 1 710                   | 1 441           | 45             | 6                          |

### Évènements météorologiques majeurs
En 1985, d'importantes chutes de neige dans la nuit du 16 au 17 février sur le plateau, avec des cumuls variant entre 60 et 90 centimètres par endroits, paralysent la région genevoise pendant plusieurs jours. Malgré le dégagement de certains grands axes à la hâte par la voirie, la majorité des automobilistes présents se retrouvent immobilisés, piégés par l'amas de neige existant, entassé par des chasse-neiges. Nombreux sont ceux qui abandonnent leur voiture. La plupart des bus des TPG sont contraints de rester aux dépôts. Un Tramway « chasse-neige » déraille sur la place du Cirque. L'armée est appelée en renfort, ainsi que la voirie de la Chaux-de-Fonds.
En 2010, les chutes de neige dans la nuit du 30 novembre au 1er décembre perturbent le bassin genevois. Vingt centimètres tombent en une nuit. 

### Géographie administrative

Logo de la ville de Genève.

La commune de Genève s'est constituée sous sa forme actuelle en 1930, au moment de la fusion des communes de Genève (Genève-Cité), de Plainpalais, des Eaux-Vives et du Petit-Saconnex. Un projet supprimant la commune et mettant la ville sous la tutelle du canton échoue devant le peuple genevois en décembre 1926. Après la fusion, quatre arrondissements (portant les noms des anciennes communes) sont maintenus jusqu'en 1958, date à laquelle, avec le processus de dépeuplement du centre de la ville et de déplacement de la population à sa périphérie, ils sont supprimés.
Il apparaît, au début du XXIe siècle, qu'une distinction des tâches de la ville et de celles du canton n'est toujours pas clairement réalisée. Dans ce contexte, le Conseil d'État propose en 1999 une fusion entre ville et canton mais la ville, gérée par une majorité de gauche opposée à celle du gouvernement genevois, refuse la démarche au nom de l'autonomie communale.
La ville de Genève reste toutefois subdivisée en quatre secteurs : La Cité, Plainpalais, Les Eaux-Vives et Le Petit-Saconnex. Alors que l'Office fédéral de la statistique (OFS) recense au niveau fédéral les communes en Suisse, c'est l'administration cantonale genevoise qui se charge du découpage des communes genevoises (sous-secteurs),,.
| Section        | Code de l'OFS | Quartiers appelés Secteurs statistiques (selon l'OCSTAT) | Habitants fin 2015 | Autres quartiers (sous-secteurs) |
| -------------- | ------------- | -------------------------------------------------------- | ------------------ | --- |
| Cité           | 6621001       | Cité-centre                                              | 6 720              | Hollande (quartier des banques) - Les Rues-Basses - Rive - Les Tranchées - Saint-Léger - Les Bastions - Cité - Bourg-de-Four          |
| Cité           | 6621002       | Saint-Gervais - Chantepoulet                             | 4 474              | Seujet - James-Fazy - Cornavin - Les Bergues                                                                                          |
| Cité           | 6621003       | Délices - Grottes                                        | 13 806             | Prairie - Cropettes - Montbrillant |
| Cité           | 6621004       | Pâquis - Navigation                                      | 10 650             | Mont-Blanc - Wilson |
| Plainpalais    | 6621011       | Champel - Roseraie                                       | 17 968             | Hôpital - Malombré - Parc Bertrand - Miremont - Les Falaises - Les Crêts-de-Champel - Le Bout-du-Monde - Tour-de-Champel - La Colline |
| Plainpalais    | 6621012       | La Cluse - Philosophes                                   | 16 050             | Augustins - Les Minoteries |
| Plainpalais    | 6621013       | Jonction - Plainpalais                                   | 15 704             | Coulouvrenière - Rois - Les Savoises - Plaine de Plainpalais - Du-Bois-Melly - Ansermet - Village-Suisse                              |
| Plainpalais    | 6621014       | Bâtie - Acacias                                          | 4 835              | Saint-Georges - La Queue-d'Arve - Les Vernets - Parc des Acacias - Boissonnas - Le Royer                                              |
| Eaux-Vives     | 6621021       | Eaux-Vives - Lac                                         | 20 578             | Pierres du Niton - La Grange - Frontenex - Les Allières - Les Vollandes - Villereuse - Montchoisy - Jargonnant                        |
| Eaux-Vives     | 6621022       | Florissant - Malagnou                                    | 15 018             | De Beaumont - De Roches - Belmont - La Grande-Boissière - La Petite-Boissière - La Florence - Eugène-Pittard - Krieg - Contamines     |
| Petit-Saconnex | 6621031       | Sécheron - Prieuré                                       | 6 923              | Mont-Repos - Valais |
| Petit-Saconnex | 6621032       | O.N.U. (Nations) - Rigot                                 | 2 088              | Le Grand-Morillon - Ariana - La Voie-Creuse                                                                                           |
| Petit-Saconnex | 6621033       | Grand-Pré - Vermont                                      | 10 617             | Chandieu – Varembé - Beaulieu |
| Petit-Saconnex | 6621034       | Bouchet - Moillebeau                                     | 15 303             | Le Mervelet - Colladon - La Tourelle - De Budé - Les Genêts - Moillebeau - La Forêt - Le Bouchet - Les Crêts                          |
| Petit-Saconnex | 6621035       | Charmilles - Châtelaine                                  | 23 537             | Parc-des-Sports - Les Franchises - Cité Vieusseux - Liotard - Servette - Geisendorf - La Dôle - La Bourgogne - Soubeyran              |
| Petit-Saconnex | 6621036       | Saint-Jean - Aïre                                        | 9 529              | Saint-Jean-de-Gallatin - Saint-Jean-Falaises - Camille-Martin - Campagne-Masset - Nant-Cayla                                          |

### Via Gebennensis
Genève est l'une des étapes importantes sur le chemin du pèlerinage de Saint-Jacques-de-Compostelle. Elle donne son nom à la via Gebennensis qui part de Genève (où se rassemblent les pèlerins venus de Suisse et d'Allemagne) et va jusqu'au Puy-en-Velay (où elle prend le nom de via Podiensis). Le chemin est balisé de Genève à Pampelune d'après la classification française GR 65.

### Transports

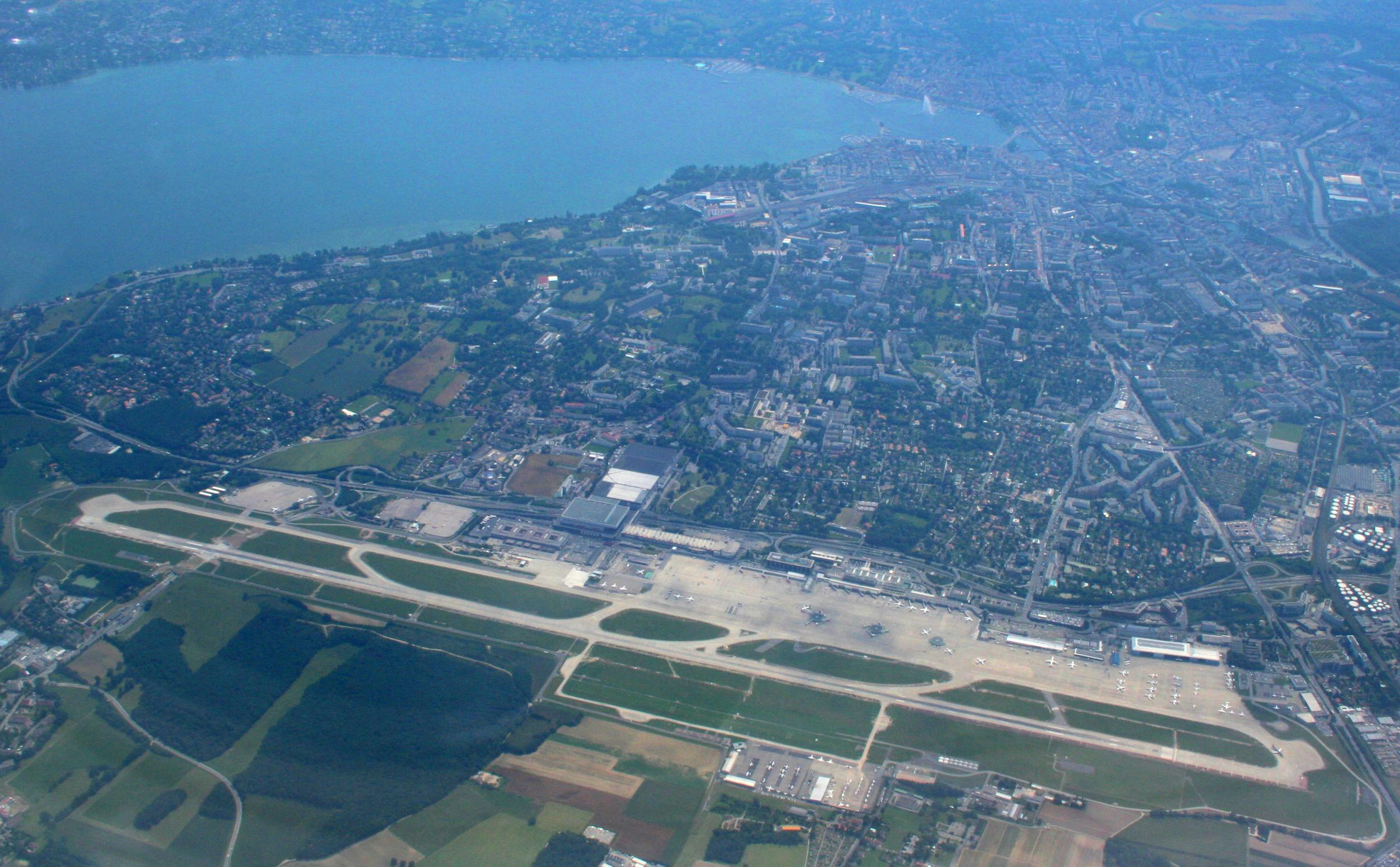
Vue aérienne de l'aéroport de Genève.

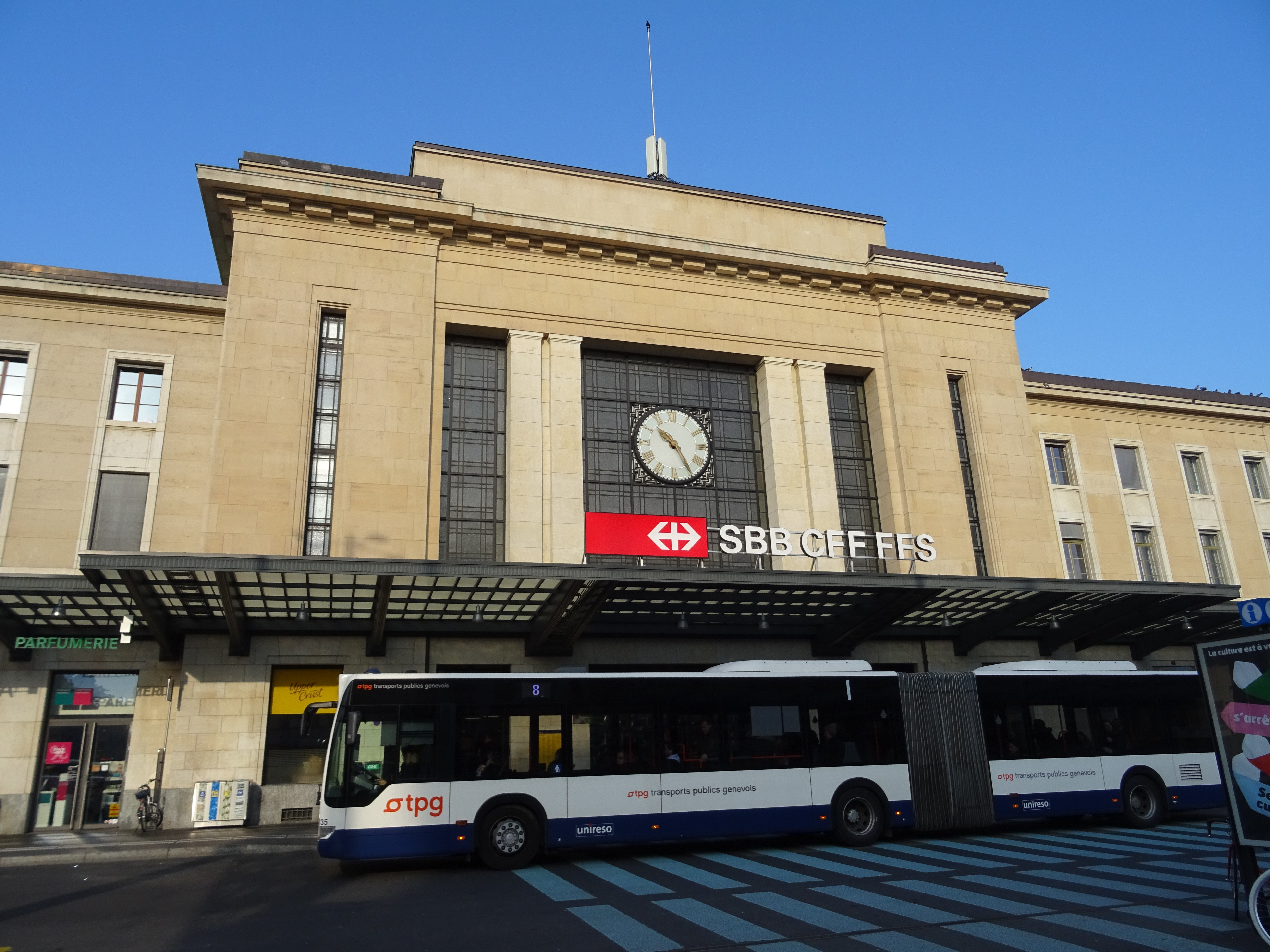
Gare de Genève-Cornavin.

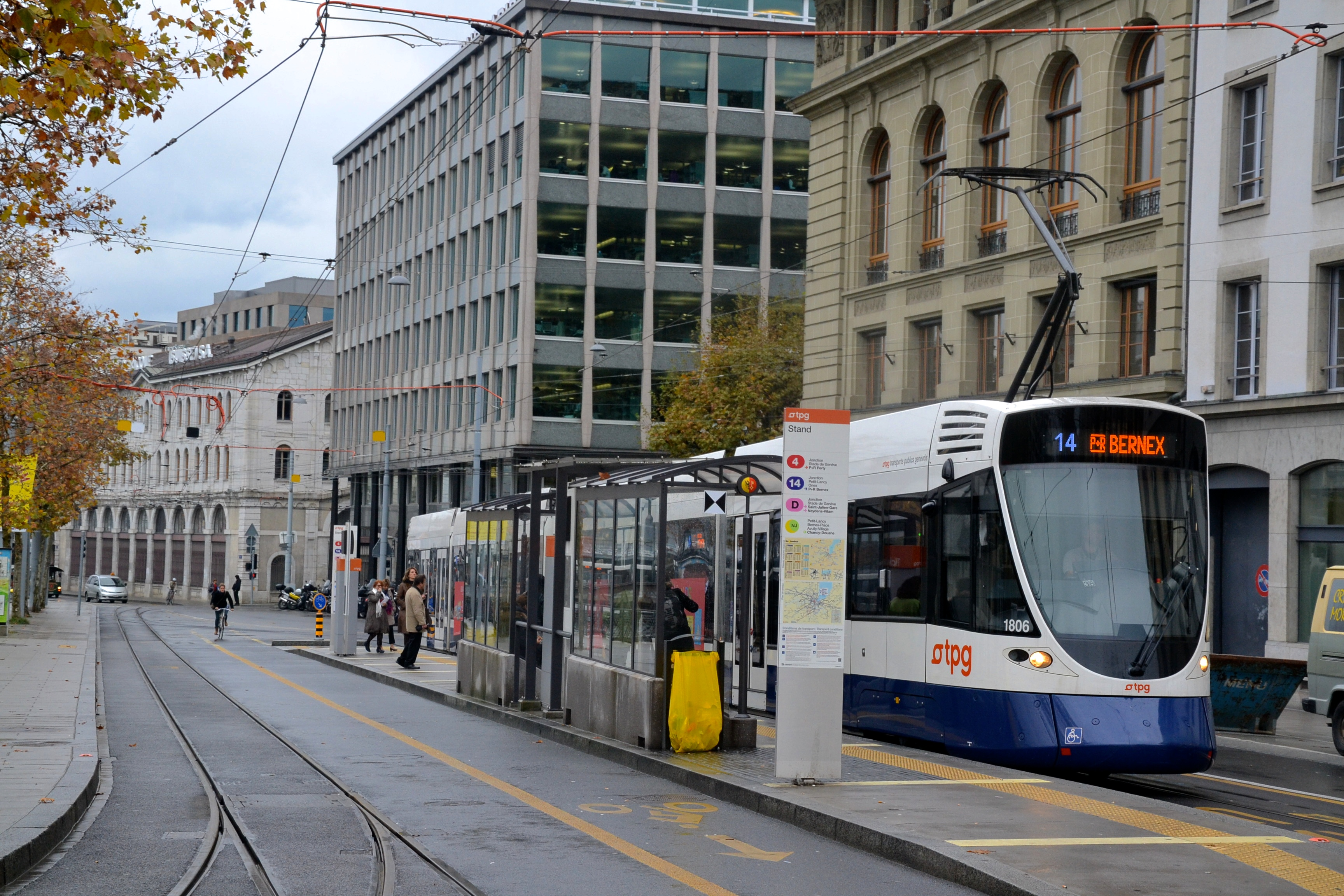
Tramway de la ligne 14 des TPG.

#### Transport ferroviaire
La ville est desservie par les réseaux ferroviaires suisse (CFF) et français (SNCF). Les liaisons directes IC et IR permettent des relations pendulaires vers toute la Suisse. Zürich et Lucerne peuvent être ralliées en moins de trois heures. L'hiver, des liaisons directes vers les stations de ski valaisannes ou encore vers les Grisons (Coire) sont proposées. L'axe Genève-Lausanne, le plus important de la Suisse romande, est desservi à raison de quatre à six trains par heure, pour un temps de parcours allant de trente-cinq à quarante-huit minutes selon les arrêts intermédiaires. Pour l'étranger, des liaisons TGV directes relient pluri-quotidiennement la gare de Genève-Cornavin à Paris (France), et en été à Lyon (France) et Marseille (France). La gare de Genève-Cornavin est aussi le point de départ de TER directs pour la région Auvergne-Rhône-Alpes, vers Lyon-Part-Dieu, Chambéry, Grenoble et Valence.
Le réseau express régional (Léman Express) est complété en décembre 2019 par l'achèvement du CEVA (Cornavin-Eaux-Vives-Annemasse) qui était envisagé depuis 1884. Six lignes RER desservant les cantons de Genève, Vaud ainsi que les départements français de l'Ain et de la Haute-Savoie sont désormais en service, marquant toutes l'arrêt à la gare de Genève-Cornavin. Après le contournement et la desserte du Canton, les trains du Léman Express continuent en direction d'Annemasse, Évian-les-Bains, Annecy ou Saint-Gervais-les-Bains-Le Fayet. Des trains régionaux des CFF (RE) circulent aussi chaque heure entre Annemasse et Coppet/Lausanne/Vevey/St-Maurice. Grâce à la connexion du réseau suisse avec le réseau haut-savoyard (par un long tunnel sous une partie de la ville), les trains peuvent circuler jusqu'à la région transfrontalière tout autour de Genève et, grâce à de nouvelles gares, desservir des zones densément peuplées du canton de Genève.

#### Transport en commun
Au sein de la ville, les Transports publics genevois (TPG) exploitent un réseau dense de bus et de trolleybus ainsi qu'un réseau de tramways en pleine renaissance. Ce réseau est transfrontalier puisqu'il dessert aussi une partie de l'Ain et de la Haute-Savoie (TPG France). Un service de bateaux est également assuré par les Mouettes genevoises, reliant les deux rives de la rade. D'un usage premier essentiellement touristique, leur développement actuel leur permet de plus en plus d'assurer un véritable rôle dans le transport urbain. À ces fins ont été créées en 2001 la communauté tarifaire Unireso puis en 2019 la communauté tarifaire Léman Pass, la première s'occupant des transports dans le canton, la seconde des transports transfrontaliers, les deux étant chapeautées par un gestionnaire unique. Ces associations regroupent les TPG, les CFF, les Mouettes genevoises, les TPN, les TAC, Transdev Haute-Savoie, Mobi'Vals, Star't, la SIBRA et la SNCF. Elles permettent le développement et la collaboration entre ces entreprises afin d'agrandir et d'améliorer le système de transports publics du Grand Genève.

#### Transport routier
Genève est reliée au réseau autoroutier suisse par l'A1 et français par les autoroutes A40 et A41, cette dernière prolongeant l'A1 suisse côté français.

#### Réseau cyclable
Genève possède un réseau cyclable correspondant à 62 % de la longueur des routes de la commune (soit 126 km), ce qui en fait la ville romande la mieux équipée.
La gare Cornavin est également le départ de la route cycliste nationale numéro 1 appelée « route du Rhône » qui mène à Andermatt.

#### Transport aérien
L'aéroport international de Genève (GVA), est situé à Cointrin, sur les communes de Meyrin, Grand-Saconnex et Bellevue, à quatre kilomètres du centre-ville. Il est accessible en sept minutes avec les trains CFF à raison de quatre à six trains par heure, ou en une vingtaine de minutes avec les lignes 5, 10, 23, 28, 50, 54, 55, 57, 59 (depuis la Suisse) et 66 (depuis la France) des TPG.

## Toponymie
Genève se prononce [ ʒə.nɛv] ou [ ʒnɛv] en Suisse.
L'étymologie de Genève (Genava sous la plume latine de Jules César) est peut-être identique à celle de la cité de Gênes en Italie, d'un terme ligure (peuplade du nord de l'Italie) qui fait allusion à la proximité d'une nappe d'eau : le Léman lui-même ou les marais à la sortie du Rhône du lac. De plus, genusus désigne le fleuve en illyrien. Mais Genava, alors sur le territoire de la tribu celtique des Allobroges, peut également provenir d'un terme gaulois, *genu-, qui aurait signifié « embouchure », sens figuré du mot « bouche » (qui se retrouve en vieil irlandais, giun, en breton, genoù, et en gallois, genau).
Dans les autres langues de la Suisse, la ville se nomme :
- arpitan : Genèva, prononcé [ðəˈnɛva][42] (l'origine du toponyme anglais, Geneva) ;
- allemand : Genf, prononcé [ɡɛnf][42] (Gämf ou Gänf en suisse-allemand) ;
- italien : Ginevra, prononcé [ d͡ʒiˈneːvra][42] ;
- romanche : Genevra[43].

## Histoire

### Antiquité
Le pays des Allobroges (Vienne) se soumet à la domination romaine dès 121 av. J.-C. Genève devient alors un poste avancé au nord de la province de la Gaule transalpine qui prend le nom de Gaule narbonnaise à partir du règne d'Auguste. Un port est aménagé en 123 av. J.-C.-105 av. J.-C.. La ville est alors constituée d'une modeste agglomération où les habitations sont bâties en bois et en torchis. Genève entre dans l'histoire en 58 av. J.-C., lorsque Jules César mentionne son passage dans cette cité (Genava) dans son De Bello Gallico (I, 6 et 7). Les Helvètes, qui souhaitent traverser le Rhône soit en attachant des bateaux ensemble pour en faire un passage flottant (ratis) soit en passant à gué, en sont empêchés par César (De Bello Gallico, I 8). Lorsque César s'installe provisoirement avec ses troupes en 58 av. J.-C., l'oppidum s'agrandit encore et devient dès lors une ville romaine (vicus puis civitas). Pourtant, Nyon (Colonia Julia Equestris) puis Avenches (Aventicum) occupent une place plus importante dans le réseau urbain régional. Après un incendie au milieu du Ier siècle, l'urbanisme est modifié et les constructions en pierre remplacent les édifices en matériaux légers. Les invasions alémanes provoquent la destruction de l'ensemble bâti dans le dernier quart du IIIe siècle.
Le premier sanctuaire chrétien est établi aux environs de 350. À la fin du IVe siècle, lorsque le christianisme devient la religion officielle de l'Empire romain, le complexe est achevé : il est constitué d'une église de plus de trente mètres de long bordée par un portique d'accès vers le baptistère et son annexe. Dans la ville haute, l'église Saint-Germain représente au Ve siècle un second point de focalisation des premiers temps chrétiens. L'installation des Burgondes en 443 et le choix de Genève comme capitale renforcent le rôle politique de la ville. Le centre du royaume burgonde se déplaçant vers 467 à Lyon, Genève subit les guerres fratricides entre Godégisel et Gondebaud qui incendient la ville. Jusqu'à la fin du haut Moyen Âge, on observe une continuité d'occupation dont le meilleur exemple est le groupe épiscopal. Les limites de la cité se maintiennent à l'intérieur de l'enceinte du Bas-Empire mais les faubourgs proches des grands cimetières se développent. L'éboulement de la montagne du Tauredunum en 563 provoque un raz-de-marée qui détruit le port et fait de nombreux morts. Au début du Moyen Âge, succédant au développement horizontal propre à l'époque romaine, l'espace urbain se réduit et se densifie sous les contraintes imposées par l'édification des fortifications, donnant une ville médiévale de plus en plus bâtie en hauteur.

### Moyen Âge
La structure du pouvoir entre l'arrivée des Burgondes et le traité de Seyssel de 1124 fait l'objet de débats qui ne sont pas clos aujourd'hui. En face du roi burgonde, l'évêque possède l'autorité spirituelle. Mais les querelles dynastiques affaiblissent la monarchie burgonde qui disparaît en 534 au profit des Francs. Genève devient alors le centre d'un pagus, le comté de Genève, qui dépend du roi régnant à Orléans ou du roi de Neustrie. Dès l'époque des Carolingiens, le diocèse de Genève est l'enjeu de luttes de pouvoir entre les souverains de la région et l'Empereur. Lors du partage de Verdun en 843 entre les trois fils de Louis Ier le Débonnaire, Genève entre dans le royaume dévolu à Lothaire, qui devient la Lotharingie. En 855, un nouveau partage a lieu par le traité de Prüm entre les trois fils de Lothaire. À cette occasion, Genève, Lausanne et Sion passent sous la souveraineté du fils aîné Louis II, roi d'Italie et Empereur. En 875, à la mort de Louis II, le diocèse de Genève passe sous la souveraineté de son oncle Charles II le Chauve, qui le donne en apanage à son fils aîné Louis le Bègue, futur roi des Francs de 877 à 879. Le 15 octobre 879 est créé le royaume de Bourgogne ou royaume de Provence des Bosonides (879-928), dont Genève devient partie intégrante, avec l'élection, par une assemblée de notables, de Boson, beau-frère de Charles le Chauve et comte d'Autun, duc du Lyonnais et de la Provence. En 888, à la mort de Boson, alors roi de Provence et Bourgogne transjurane, se crée un nouveau royaume de Bourgogne, le royaume de Bourgogne transjurane des Welf (888-1032) avec la proclamation de Rodolphe Ier de Bourgogne (859-911). L'évêque de Genève fait partie des prélats jurant fidélité à Rodolphe à l'abbaye territoriale de Saint-Maurice d'Agaune. Rodolphe est de la famille des Welf, seigneurs de la Haute-Bourgogne ; il épouse Willa, fille de Boson. L'évêché de Genève fait ainsi partie pendant 250 ans du royaume de Bourgogne transjurane à la tête duquel se succèdent Rodolphe II, Conrad le Pacifique, son fils, puis Rodolphe III de Bourgogne, son fils. Celui-ci meurt en 1032 et selon sa volonté, le royaume de Bourgogne devient possession de Conrad II le Salique, empereur du Saint-Empire romain germanique. Leur souverain devenant plus lointain, tous les évêques successifs de Genève se battent sans relâche pour faire reconnaître leurs droits régaliens, particulièrement face aux ambitions des comtes de Genève, seigneurs des terres alentour. Ainsi, s'il exerce un certain nombre de droits régaliens comme celui de battre monnaie, l'évêque ne reçoit pas pour l'une ou l'autre partie de son diocèse les droits comtaux qui sont exercés par le comte de Genève qui possède un château au-dessus du Bourg-de-Four.

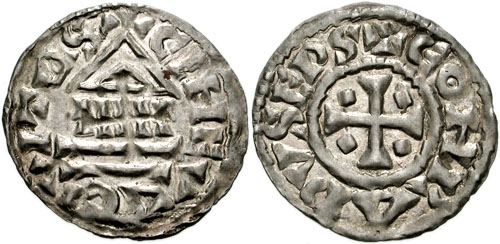
Denier en argent (début du XI).

Avec la réforme grégorienne, à la fin du XIe siècle, commence une réaction contre les empiètements du seigneur laïc sur les biens de l'Église. Soutenu par le pape, l'évêque Humbert de Grammont impose au comte Aymon Ier le traité de Seyssel qui établit la souveraineté de l'évêque sur la cité. Par des lettres patentes datées du 17 janvier 1154 à Spire, l'empereur Frédéric Barberousse investit l'évêque de Genève Ardutius de Faucigny (1135-1185) des droits régaliens de la cité et lui confirme ainsi qu'à ses successeurs tous les biens actuels de la dite Église et tous ceux qu'elle pourra acquérir. Ces lettres établissent définitivement l'indépendance des évêques désormais reconnus comme princes immédiats de l'Empire. Une bulle du pape Adrien IV confirme cet état le 21 mai 1157. Après une tentative de mise en cause d'Amédée Ier, comte de Genevois, en septembre 1162, les droits de l'évêque de Genève sont confirmés par une Bulle d'or de l'Empereur[réf. souhaitée]. Au début du XIIIe siècle entre en jeu un troisième pouvoir : celui de la maison de Savoie. Le comte de Savoie s'empare en 1250 du château du Bourg-de-Four. Au milieu du XIIIe siècle, les marchands et artisans se regroupent pour lutter contre la puissance seigneuriale de l'évêque. Ce mouvement est favorisé par les foires de Genève qui, à partir du milieu du XIIIe siècle, apportent aux citoyens l'exemple des communes libres d'Italie et la prospérité qui leur permet d'imposer leurs volontés à l'évêque. Dès la fin du siècle, le comte de Savoie s'attaque au pouvoir épiscopal.
En 1285, les citoyens désignent dix procureurs ou syndics pour les représenter. La décision est annulée par l'évêque le 29 septembre, mais le 1er octobre, le comte Amédée V leur accorde des lettres patentes garantissant la sécurité des marchands se rendant aux foires. En 1309, l'évêque reconnaît aux citoyens le droit de constituer des syndics ou procureurs pour traiter leurs affaires communes à condition qu'ils n'empiètent pas sur la juridiction épiscopale. En contrepartie, il leur impose la construction d'une halle, nécessaire à l'entreposage des marchandises destinées aux foires, et leur en assure le tiers des recettes. Dès lors, les citoyens, assemblés au début de chaque année au sein du Conseil général, élisent pour un an les syndics de Genève. En 1387, l'évêque Adhémar Fabri confirme les franchises accordées aux citoyens et à leurs syndics par une charte qui domine pendant cent cinquante ans la vie politique genevoise. Les comtes de Savoie s'arrogeant de plus en plus de pouvoir au détriment de l'évêque, les citoyens font front avec l'évêque contre l'ennemi commun. Mais Amédée VIII de Savoie, qui a acquis le comté de Genève, obtient pour les princes de sa maison un droit de présentation au diocèse : le siège épiscopal sera occupé par des Savoie ou des membres de familles vassales.
Engagée par son évêque aux côtés du duc de Bourgogne dans la guerre de Bourgogne, Genève est menacée par les Suisses après leur victoire et condamnée en 1475 à payer une amende importante. L'évêque se tourne alors vers les vainqueurs et conclut, le 14 novembre 1477, avec les villes de Berne et Fribourg un traité de combourgeoisie pour cinq ans. En 1519, c'est la communauté des citoyens qui signe avec Fribourg un traité de combourgeoisie mais le duc de Savoie contraint les Genevois à renoncer à cette alliance dirigée contre lui. Toutefois, le traité de 1526 entre Genève, Berne et Fribourg annonce la fin du pouvoir de l'évêque et l'émergence d'une seigneurie autonome. Les Eidguenots, partisans des Confédérés, font approuver le traité par le Conseil général le 25 février.

### La Réforme

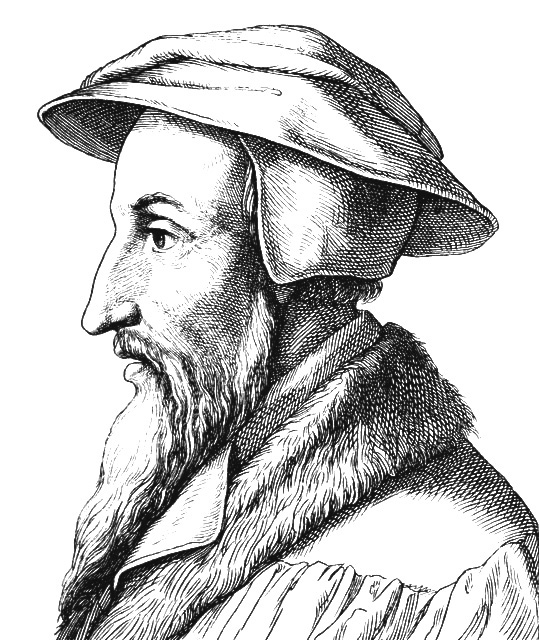
Jean Calvin.

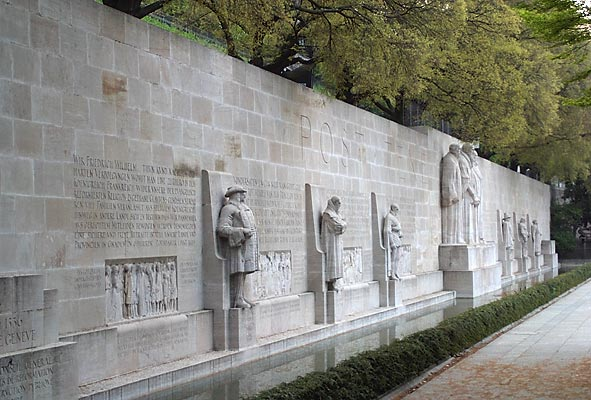
Mur des Réformateurs.

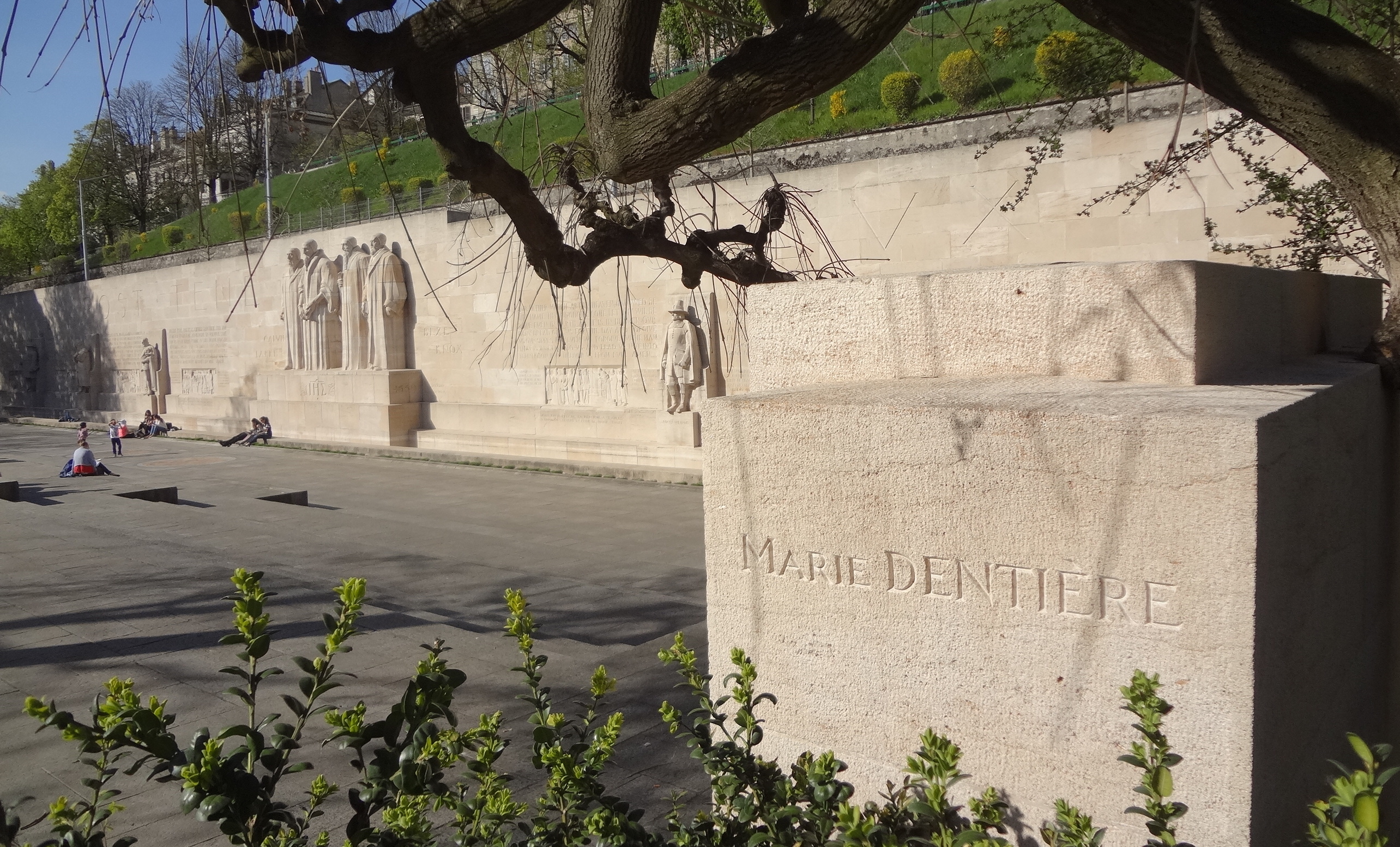
Inscription du nom de Marie Dentière sur le mur des Réformateurs à Genève.

Dès 1526, des marchands allemands propagent à Genève, parmi les commerçants, les idées de la Réforme luthérienne ; la même année, Genève signe un traité de combourgeoisie avec Berne et Fribourg. Sous l'influence de Berne, Genève accepte de laisser prêcher des prédicateurs dans la ville, dont Guillaume Farel en 1532. Le 10 août 1535, la célébration de la messe catholique est interdite et, le 26 novembre, le Conseil des Deux-Cents s'attribue le droit de battre monnaie à sa place alors que la ville est à nouveau menacée par la Savoie. La Réforme est définitivement adoptée le 21 mai 1536 en même temps que l'obligation pour chacun d'envoyer ses enfants à l'école. Genève devient dès lors le centre du calvinisme et se trouve parfois surnommée la « Rome protestante ».

### La République sous Jean Calvin
Arrivé à Genève en juillet 1536, Jean Calvin exerce une influence immense, en tant que président de la Compagnie des pasteurs, sur tous les aspects de la vie genevoise. Mais le nombre de ses opposants augmente à la suite de l'écriture de la « Confession de foi », 21 articles que Farel et Calvin entendent faire signer à tous les citoyens et bourgeois genevois, quitte à les excommunier s'ils refusent. Le mécontentement est tel que Calvin doit s'exiler à Strasbourg en 1538, avant de revenir en 1541 lorsque la république est proclamée sous le nom de « seigneurie de Genève » ; il en rédige alors les Ordonnances ecclésiastiques, puis les Édits civils en 1543 qui servent de constitution à cette nouvelle république. Les institutions politiques comprennent : le Conseil général (où siègent les membres de la bourgeoisie de Genève), le Conseil des Deux-Cents et le Conseil des Soixante. Les affaires religieuses sont du ressort du Consistoire. Le 27 octobre 1553, le médecin et théologien espagnol Michel Servet, qui a nié par ses écrits la Trinité et la divinité du Christ, est brûlé vif pour hérésie.
Une autre figure de la Réforme, oubliée puis remise à l'honneur en 2003 par l'apposition de son nom sur le mur des Réformateurs, est Marie Dentière. Théologienne majeure de l'époque ainsi que son mari Antoine Froment, elle expose les raisons de l'exil de Calvin dans un livre intitulé La guerre et deslivrance de la ville de Genève fidèlement faicte et composée par ung marchand demourant en icelle (1536).

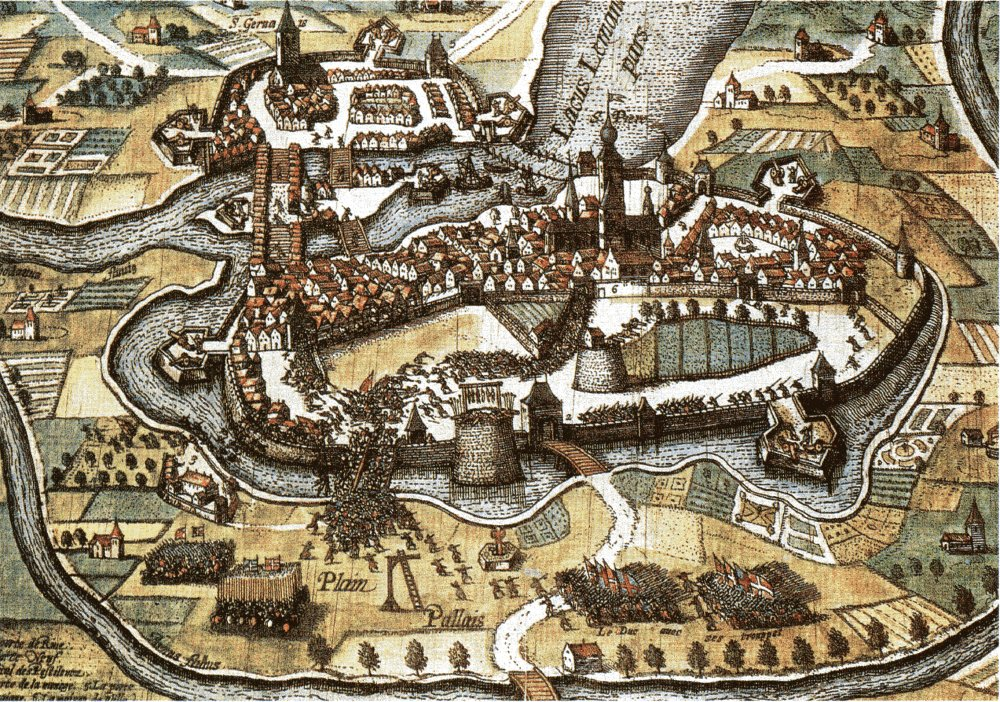
Bataille de l'Escalade (11-12 décembre 1602).

Pour un article plus général, voir République de Genève sous Jean Calvin.

### Attaques par le Duc de Savoie
Dans le contexte politique et géographique, Genève se trouve isolée de son seul allié suisse : Berne. En 1579, Genève bénéficie d'une protection grâce au traité de Soleure qui engage les cantons de Berne et Soleure (cantons protestants), associés à la France.
Dès son avènement en 1580, les attaques du duc Charles-Emmanuel Ier de Savoie se multiplient. Genève étend alors son alliance avec Soleure, Zurich et la France. En avril 1589, les Genevois et leurs alliés tentent de faire reculer les Savoyards qui parviennent à maintenir leur position.
Le 11 décembre 1602, la nouvelle attaque nocturne des Savoyards, défaite restée dans l'histoire sous le nom d'« Escalade », contraint le duc à accepter une paix durable scellée par le traité de Saint-Julien du 12 juillet 1603 qui reconnaît l'indépendance de la cité. Sur le plan économique, de nombreux protestants italiens mais surtout français doublent la population durant les années 1550 et donnent un nouveau dynamisme à la ville. Ces nouveaux venus, hommes d'affaires, banquiers ou artisans, apportent de l'argent et des relations avec les milieux d'affaires étrangers et développent le rôle de relais commercial de Genève. Les activités manufacturières implantées par leurs soins — soierie dont les maîtres sont Italiens, dorure et horlogerie après la disparition de la soierie au milieu du XVe siècle — se développent pour la première fois à l'exportation grâce au soutien que leur accordent les autorités municipales.
Le XVIIe siècle voit l'arrivée de nombreux huguenots créant des entreprises importantes, tels qu'Élisabeth Baulacre, spécialiste du fil d'or, ou Daniel Vasserot et Daniel Fazy, qui développent l'industrie des indiennes de coton.

### XVIIIesiècle
Le siècle, économiquement et culturellement florissant, est secoué par des troubles politiques que les contemporains appellent les « révolutions de Genève ». Le système politique en place repose sur la distinction entre deux groupes : ceux qui bénéficient des droits politiques et civils, aristocrates, bourgeois et citoyens qui restent minoritaires (27 % en 1781), et ceux qui n'ont pas de droits politiques et seulement certains droits civils (habitants et natifs). C'est toutefois à l'intérieur du groupe formé par les bourgeois et citoyens que la lutte finit par éclater.

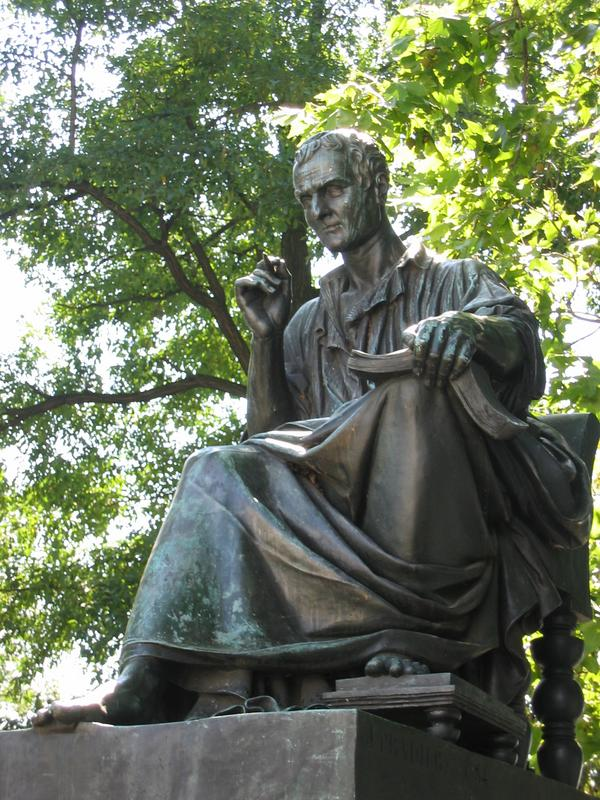
Statue de Jean-Jacques Rousseau.

Un mouvement de révolte éclate en 1707 en raison d'un mécontentement d'ordre économique. La révolte a pour chef un membre de l'aristocratie, l'avocat Pierre Fatio, qui fixe un programme aux aspirations confuses. Le soulèvement échoue grâce à l'appui de troupes bernoises et zurichoises et Fatio est fusillé secrètement en prison. En 1737, une nouvelle révolte provoque onze morts. Vaincu, le gouvernement alerte la France qui intervient par un arbitrage satisfaisant pour les bourgeois et citoyens. Pourtant, démentant le certificat de tolérance décerné par l'Encyclopédie de Diderot et d'Alembert, le Petit Conseil condamne en 1762 deux ouvrages de Rousseau — Émile ou De l'éducation et Du contrat social — à être brûlés devant l'hôtel de ville parce que « tendant à détruire la religion chrétienne et tous les gouvernements ». Les bourgeois et citoyens protestent en présentant au gouvernement des plaintes désignées sous le nom de « représentations ». Les bourgeois, les citoyens et les natifs finissent donc par occuper la ville en février 1781 et font voter une loi octroyant l'égalité civile aux natifs, aux habitants et aux sujets de la campagne. Cet « Édit Bienfaisant » ne sera cependant pas mis en application. En avril 1782, le Petit Conseil refuse une nouvelle fois d´appliquer l'édit et demande l'intervention de ses alliés. Le 8 avril 1782, le pouvoir patricien est renversé et les révolutionnaires proclament l'édit qui met en place un régime d'égalité en droits à Genève. Cet épisode sera nommé la Révolution genevoise de 1782.

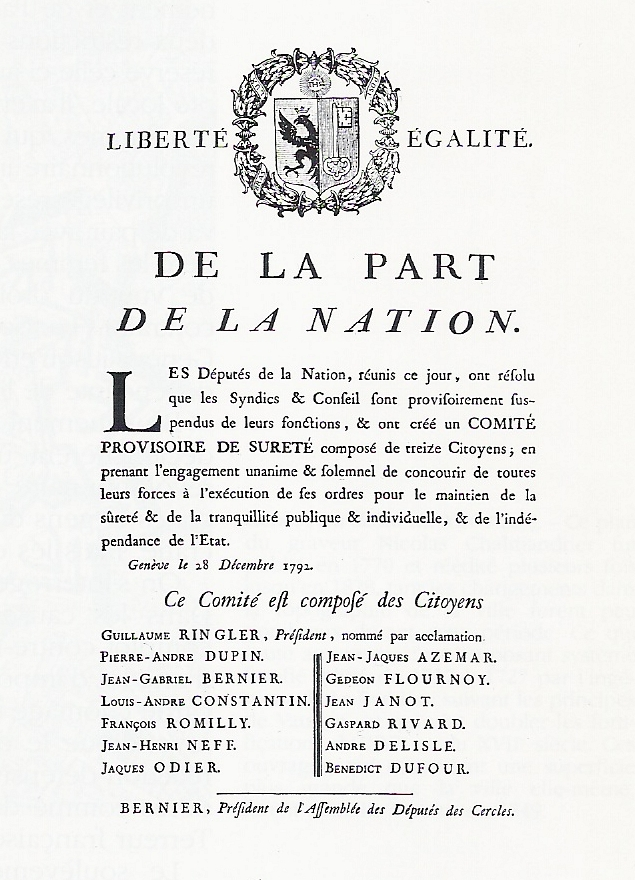
Proclamation du 28 décembre 1792.

L'aristocratie appelle Louis XVI à l'aide : trois armées coalisées — française, sarde et bernoise — assiègent Genève qui capitule le 2 juillet 1782. L'aristocratie retrouve le pouvoir mais les natifs conservent l'égalité civile. Un millier de représentants s'exilent vers Paris — où leurs idées participeront à la Révolution française —, Bruxelles ou Constance. La fin de la haute conjoncture économique entre 1785 et 1789, conséquence de la crise générale qui marque la période précédant la Révolution française, frappe la population (mais aussi les petits patrons) par une hausse des prix. Le 26 janvier 1789, le gouvernement genevois augmente le prix du pain à la suite d'une mauvaise récolte. Cette décision déclenche une émeute à Saint-Gervais qui conduit à l'annulation de la hausse et à la libéralisation progressive de la constitution.
Après la Révolution, l'encerclement de Genève par les révolutionnaires engendre, en décembre 1792, un mouvement qui abat le gouvernement de l'Ancien Régime le 28 décembre et proclame l'égalité politique de toutes les catégories de la population. En 1793, l'Ancien Régime prend fin à Genève : une constitution, rédigée par une assemblée nationale et votée par les citoyens le 5 février 1794, institue un contrôle étendu de la part des citoyens sur les actes du gouvernement et de l'administration.
L'économie genevoise est alors dominée — 32 % des actifs — par le secteur de l'horlogerie et ses métiers annexes regroupés sous le nom de « Fabrique », réseau de petits ateliers artisanaux situés à l'étage supérieur des bâtiments. Par ailleurs, le secteur textile voit se développer dans le premier tiers du siècle l'industrie des indiennes — caractérisée par de grandes manufactures —  qui devient le second secteur en termes d'importance. Liées au développement du commerce international et aux besoins d'argent pour les guerres de Louis XIV, les activités bancaires deviennent l'un des pivots de l'économie genevoise à partir de 1700.
Les progrès importants dans l'espérance de vie et son estimation qui se produisent au milieu du XVIIIe siècle, grâce aux tables de mortalité et à la vaccination, permettent à la communauté financière suisse de financer par le biais des rentes viagères la dette publique française, au moment des lourdes dépenses militaires de l'expédition Lafayette.

### XIXesiècle

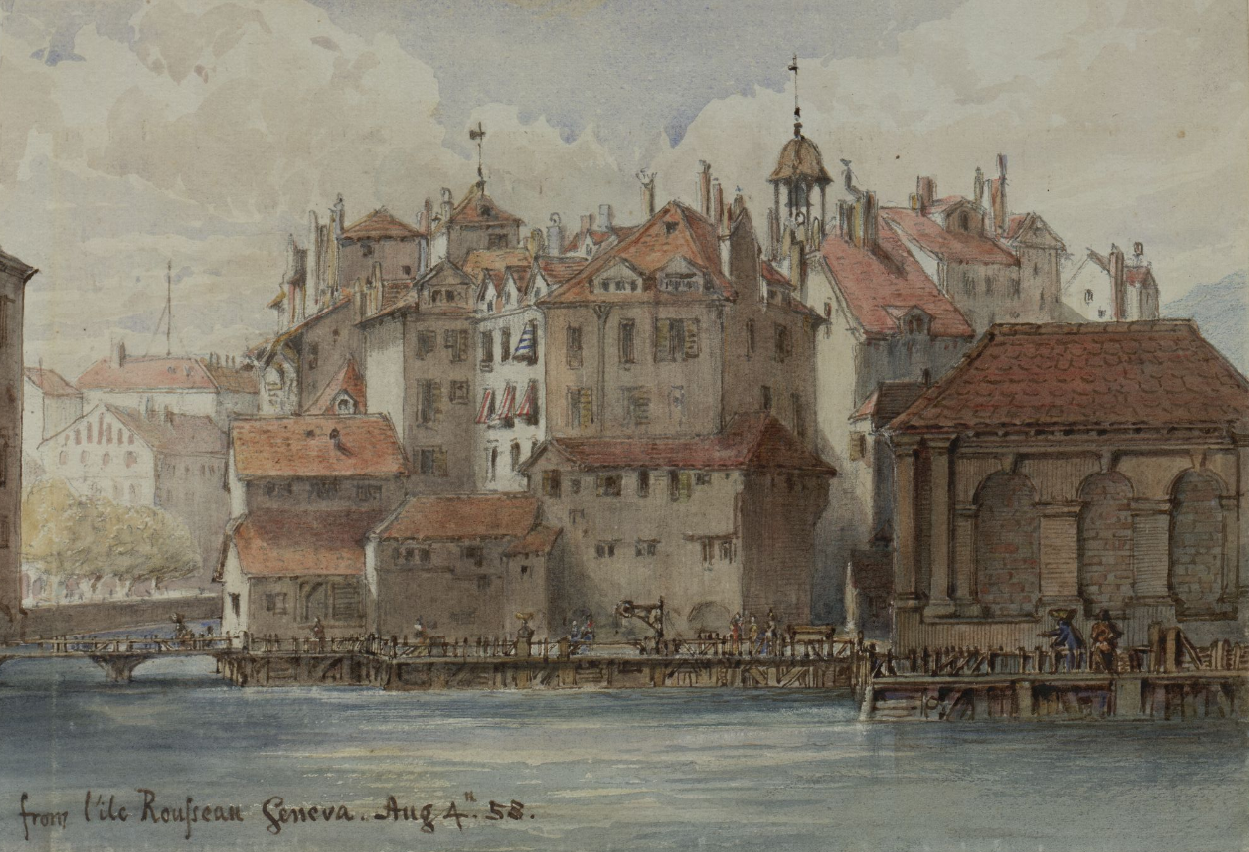
Genève, 1858.

Le 15 avril 1798, la République de Genève est annexée par la France (traité de Réunion) comme partie intégrante de la République française,. Fin août, après avoir renoncé à sa souveraineté et à ses alliances, Genève devient la préfecture et le chef-lieu de l'éphémère département du Léman. Genève sous l'occupation devient alors une ville française parmi d'autres et les Genevois éprouvent le centralisme à la française. Mais la défaite des armées napoléoniennes lui restitue son indépendance. Le 30 décembre 1813, la garnison française quitte la ville et le général autrichien Ferdinand von Bubna und Littitz y fait son entrée. Le lendemain, après le retrait définitif du préfet, un gouvernement réactionnaire dirigé par l'ancien syndic Ami Lullin proclame la restauration de la république de l'Ancien Régime. Cependant, les magistrats sont conscients que Genève ne peut plus former un État isolé et ils se tournent vers les anciens alliés suisses leur demandant l'entrée de la république dans la Confédération suisse. Malgré l'opposition des cantons catholiques, qui redoutent la « Rome protestante », le rattachement est effectif le 19 mai 1815.
Un monument a été érigé place du Rondeau à Carouge pour célébrer le centenaire du rattachement de Genève à la Suisse. Il porte l'inscription suivante :

« En exécution des actes de Vienne, Paris et Turin, grâce aux efforts des envoyés genevois Charles Pictet de Rochemont et François d'Ivernois, le territoire de la ville de Carouge et des communes de Aire-la-Ville, Anières, Avusy, Bardonnex, Bernex, Chêne-Bourg, Choulex, Confignon, Collonge-Bellerive, Corsier, Hermance, Laconnex, Lancy, Meinier, Plan-les-Ouates, Perly-Certoux, Onex, Presinge, Puplinge, Soral, Thônex, Troinex, Veyrier, a été réuni à la république de Genève devenue canton suisse. Érigé par ces communes en célébration du centenaire de 1816 le 7 juin 1925 »

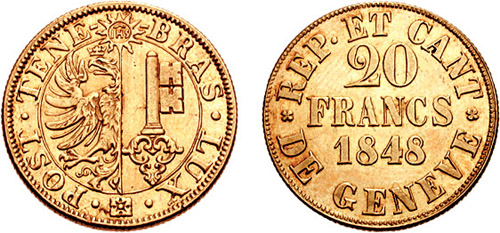
Pièce de 20 francs genevois.

En 1833 et 1834, les grèves des tailleurs et des serruriers sont parmi les premières grèves du XIXe siècle en Suisse et, en novembre 1841, une émeute a pour conséquence l'élection d'une assemblée constituante. La constitution de 1842 adopte le suffrage universel masculin et dote la ville de Genève d'institutions municipales propres. Toutefois, la guerre du Sonderbund finit par entraîner la chute du régime. Le 3 octobre 1846, les autorités refusent de recommander aux membres genevois de la Diète fédérale de voter la dissolution du Sonderbund. Le quartier ouvrier de Saint-Gervais se soulève en conséquence, deux jours après, et repousse les troupes gouvernementales. C'est le déclenchement d'une révolution de gauche menée par le Parti radical de James Fazy qui renverse le gouvernement et établit le 24 mai 1847 une nouvelle constitution qui supprime notamment le caractère dominant du protestantisme.

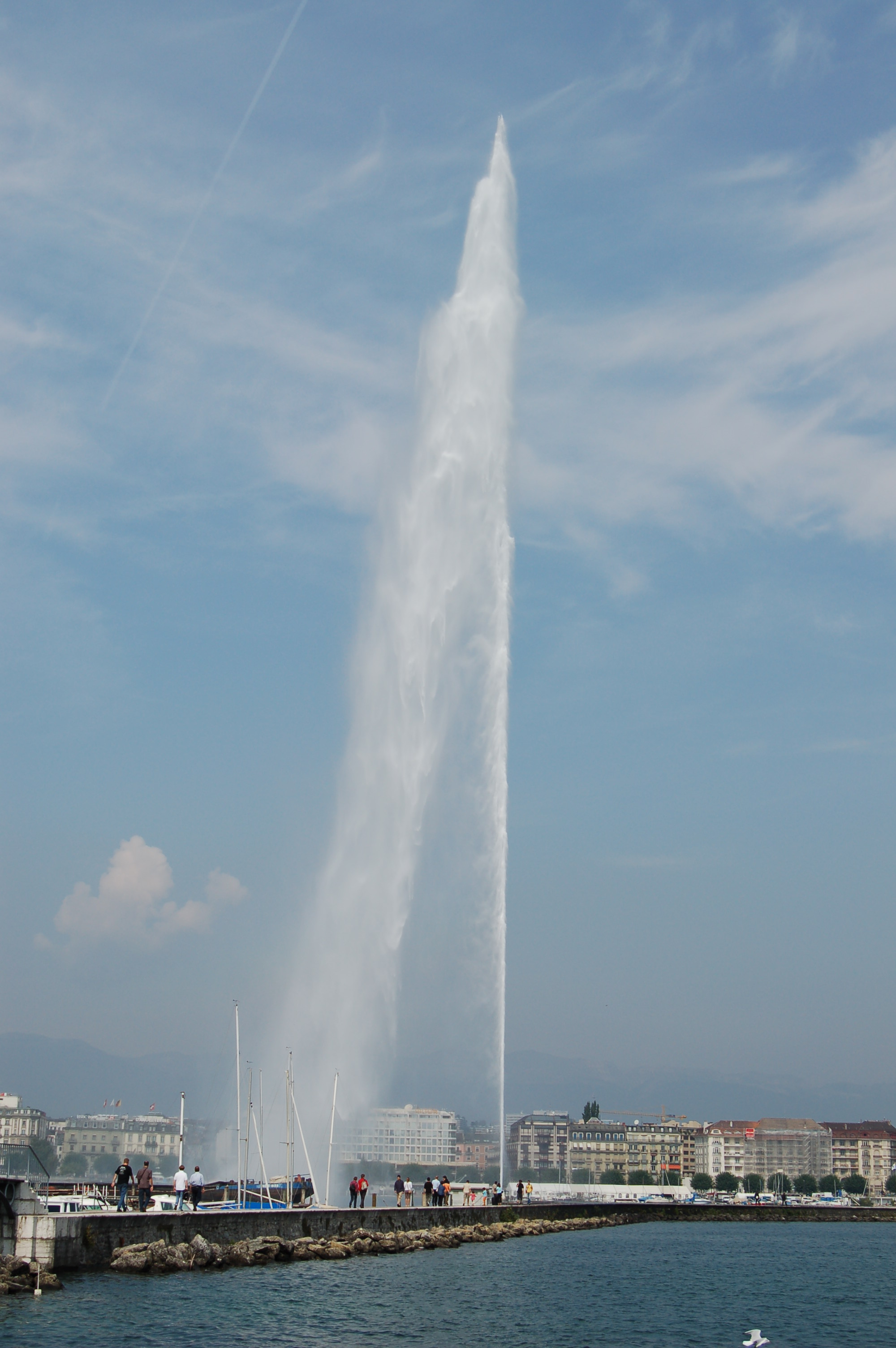
Le jet d'eau de Genève, fruit de l'industrialisation de la fin du XIXe siècle.

Photo aérienne (1966).

Sur le plan économique, la ville ouvre en 1850 la première bourse des valeurs de Suisse. L'industrialisation de la région évolue, avec l'apparition d'ateliers de mécanique, d'appareillages électriques, de motos (Motosacoche) et d'automobiles dont les fameuses Pic-Pic, alors que l'électrification de la cité se fait sous l'impulsion du conseiller administratif Théodore Turrettini avec la construction des usines des Forces motrices et de Chèvres. Par ailleurs, la venue toujours plus massive d'ouvriers étrangers achève de transformer la physionomie sociale de l'agglomération. Alors qu'au début du XIXe siècle, on peut encore distinguer un campagnard d'un citadin, les différences s'estompent progressivement et la population présente un visage toujours plus cosmopolite.

### XXesiècle
La mission internationale de la ville s'affirme particulièrement après la Première Guerre mondiale : elle devient — notamment par l'action de Gustave Ador et William Rappard — le siège de la Société des Nations en 1919.
Dans le sillage de la Première Guerre mondiale, la lutte des classes s'accentue et conduit à la grève générale du 11 novembre 1918 dirigée depuis la Suisse alémanique. Mais la francophilie ambiante réduit grandement son effet à Genève.
Le 9 novembre 1932, de petits partis d'inspiration fasciste, comme l'Union nationale, attaquent les dirigeants socialistes, ce qui entraîne une manifestation de la gauche anti-fasciste. À cette occasion, de jeunes recrues tirent sans sommation sur la foule, faisant treize morts et 63 blessés. Cette tragédie engendre, quelques jours plus tard, une nouvelle grève générale en signe de protestation.
Après la Seconde Guerre mondiale, le siège européen de l'Organisation des Nations unies (ONU) et des dizaines d'organisations internationales s'installent à Genève, ce qui est profitable au développement du tourisme de loisirs et d'affaires. Avec l'arrivée des années 1960, Genève est l'une des premières régions suisses où les mouvements xénophobes connaissent un certain succès, avec l'apparition de Vigilance, mais c'est aussi le troisième canton à accorder le droit de vote cantonal et communal aux femmes.
À partir de 1970, des conflits opposent des groupes d'habitants aux autorités municipales et à des promoteurs immobiliers, en raison d'abattages d'arbres pour construire de nouvelles routes ou des logements à Plainpalais. Des habitants grimpent dans les arbres menacés pour les protéger, tandis que des bûcherons arrivent escortés par la police avec trois bus. Lorsque le deuxième arbre est abattu, plusieurs occupants sont blessés, d'autres sont emmenés au poste. Malgré les pétitions et manifestations, l'autorisation de construire est maintenue. Les habitants n'obtiennent gain de cause qu'une génération plus tard, avec la création du parc des Minoteries à la place de deux rues contestées.

## Politique et administration

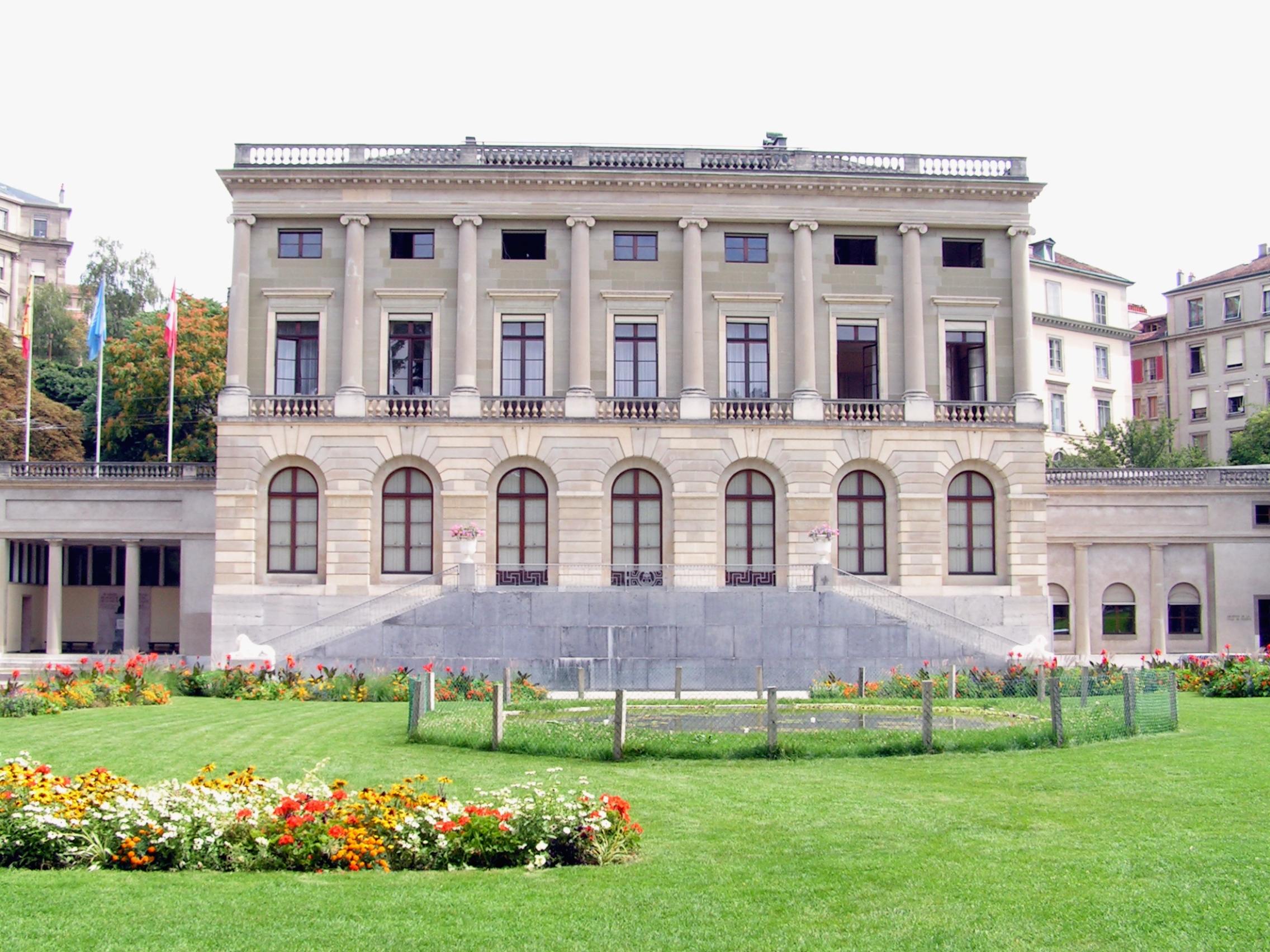
Le Palais Eynard, siège de l'exécutif.

L'exécutif de la ville est exercé par le Conseil administratif de Genève, qui est un collège de 5 membres élus directement et séparément par le corps électoral de la ville au scrutin majoritaire pour un mandat de cinq ans. Le maire est élu chaque année parmi ses membres selon un système de rotation.
Le pouvoir législatif est exercé par le Conseil municipal. Il est composé de 80 conseillers municipaux élus directement par le corps électoral au scrutin proportionnel, avec un quorum de 7 %. Leur mandat dure cinq ans et il est renouvelable indéfiniment.

### Pouvoir exécutif
À l'issue des élections administratives du 13 avril 2025, le Conseil administratif, entré en fonction le 1er juin 2025 jusqu'en 2030, se compose de la façon suivante :
| Identité | Identité              | Étiquette | Étiquette | Fonction (Période 2025-2026) | Dicastères                                                                       |
| -------- | --------------------- | --------- | --------- | ---------------------------- | -------------------------------------------------------------------------------- |
|          | Marjorie de Chastonay |           | Les Verts | Conseillère administrative   | Responsable du département de l'aménagement, des constructions et de la mobilité |
|          | Marie Barbey-Chappuis |           | Le Centre | Conseillère administrative   | Responsable du département de la sécurité et des sports                          |
|          | Joëlle Bertossa       |           | PS        | Conseillère administrative   | Responsable du département de la culture et de la transition numérique           |
|          | Alfonso Gomez         |           | Les Verts | Maire                        | Responsable du département des finances, de l'environnement et du logement       |
|          | Christina Kitsos      |           | PS        | Vice-présidente              | Responsable du département de la cohésion sociale et de la solidarité            |

#### Évolution partisane
Après la Seconde Guerre mondiale, les partis de droite sont très majoritaires au sein du Conseil administratif. Emmenés par le Parti radical-démocratique (deux sièges), les partis dits de l'Entente nationale détiennent par exemple quatre sièges à la suite des élections de 1947 contre un seul au Parti socialiste. L'équilibre des forces reste le même jusqu'en 1959 lorsqu'un indépendant, Pierre Bouffard, évince le parti socialiste de l'exécutif de la ville de Genève. Les élections de 1963 voient les femmes voter pour la première fois au niveau communal. Le nouveau Conseil administratif se compose alors d'un radical, d'un libéral, d'un chrétien-social, d'un indépendant et d'un socialiste. En 1967, une femme, Lise Girardin (PRD), devient pour la première fois membre du Conseil administratif. À la faveur des élections de 1971, un deuxième représentant de gauche entre au Conseil administratif : le communiste Roger Dafflon, membre du Parti du travail. Cet équilibre est bouleversé par l'apparition des Verts qui placent Alain Vaissade au Conseil administratif en 1991, donnant ainsi la majorité à la gauche. Cette majorité est renforcée par les élections de 1999 lorsque l'Alliance de gauche parvient à faire élire deux de ses membres. Depuis, les partis regroupés dans l'Alternative (Parti socialiste, Verts et Ensemble à Gauche) parviennent régulièrement à faire élire 4 de leurs membres, le siège restant revenant à l'Entente (PLR et PDC). Un véritable tournant a lieu lors des élections municipales de 2020. Pour la première fois depuis 1971, il n'y a plus de représentants d'extrême gauche au Conseil administratif, ni la candidate du parti du travail ni le candidat de solidaritéS (ne s'étant pas unis) ne sont élus. Le quatrième siège de gauche est repris par les Verts. À part cela, l'équilibre reste le même avec deux socialistes et une PDC, le PLR n'arrivant pas à prendre un siège.

### Pouvoir législatif (législature 2025-2030)
Le Conseil municipal vote le budget municipal et les projets d'arrêtés présentés par le Conseil administratif (CA) qui impliquent une obligation d'exécution. En outre, il peut prendre diverses initiatives :
- motion (chargeant le CA de déposer un projet d'arrêté visant un but déterminé ou une mesure à prendre) ;
- résolution (simple déclaration d'intention) ;
- motion préjudicielle ou d'ordre (concernant le déroulement de la séance) ;
- interpellation (demande d'explication adressée au CA) ;
- questions orales ou écrites au CA.

Lors des élections municipales du 23 mars 2025, le Conseil municipal, composé de 80 membres, est renouvelé et représenté de la façon suivante :
| Parti                                          | Voix  | Suffrages en % | +/-   | Sièges  | +/- |
| ---------------------------------------------- | ----- | -------------- | ----- | ------- | --- |
| Parti socialiste (PS)                          | 7 497 | 20,40 %        | 0,90  | 18 / 80 | 1   |
| Parti libéral-radical (PLR)                    | 5 293 | 14,42 %        | 1,56  | 12 / 80 | 2   |
| Les Verts (PES)                                | 4 916 | 13,49 %        | 6,34  | 12 / 80 | 6   |
| Le Centre (LC) - Vert'libéraux                 | 4 427 | 12,13 %        | 12,13 | 10 / 80 | 10  |
| Union démocratique du centre (UDC)             | 4 166 | 11,34 %        | 2,68  | 10 / 80 | 3   |
| Mouvement citoyen genevois (MCG)               | 4 075 | 11,14 %        | 3,41  | 9 / 80  | 2   |
| Ensemble à Gauche (EàG) - Union populaire (UP) | 3 681 | 10,13 %        | 10,13 | 9 / 80  | 9   |
| Libertés et Justice sociale (LJS)              | 2 129 | 5,81 %         | 5,81  | 0 / 80  | 0   |
| Le Peuple d'Abord                              | 417   | 1,14 %         | 1,14  | 0 / 100 | 0   |

### Autres

#### Droits populaires
Les citoyennes et citoyens sont électeurs et éligibles à condition d'être de nationalité suisse et d'être domiciliés sur le territoire de la commune. Les étrangers domiciliés depuis au moins huit ans en Suisse (dont trois mois dans la commune) ont également le droit de vote communal depuis l'adoption d'une initiative populaire cantonale lors de la votation du 24 avril 2005. L'autre initiative octroyant le droit d'éligibilité a en revanche été refusée. Genève suit ainsi la plupart des villes romandes, plus libérales que les villes alémaniques, quant aux possibilités données aux étrangers de participer à la vie politique locale.
Les citoyens et citoyennes de la Ville de Genève disposent du droit de référendum et d'initiative populaire. Ces droits existent aussi au niveau cantonal et fédéral. Ils permettent de soumettre au corps électoral un arrêté voté par le Conseil municipal ou une demande de délibération sur un objet déterminé. Il faut pour ce faire réunir les signatures de 4 000 électeurs au moins, dans les quarante jours qui suivent l'adoption de l'arrêté ou le lancement de l'initiative. Si les signatures sont réunies, le corps électoral est obligatoirement appelé aux urnes.

#### Élections cantonales
Lors des élections cantonales au Grand Conseil du 2 avril 2023, les habitants de la commune votent pour le Parti socialiste à 16,55 %, le Parti libéral-radical à 16,17 %, Les Verts à 14,62 %, le Mouvement citoyen genevois à 11,11 %, l'Union démocratique du Centre à 9,62 %, Libertés et Justice sociale à 8,74 %, les Vert'libéraux à 6,55 %, Le Centre à 5,62 %, Ensemble à gauche à 5,48 %, la Liste d'Union Populaire à 4,49 %, Civis à 0,84 % et Élan radical à 0,21 %. Le taux de participation était de 38,65 %.

### Ville internationale

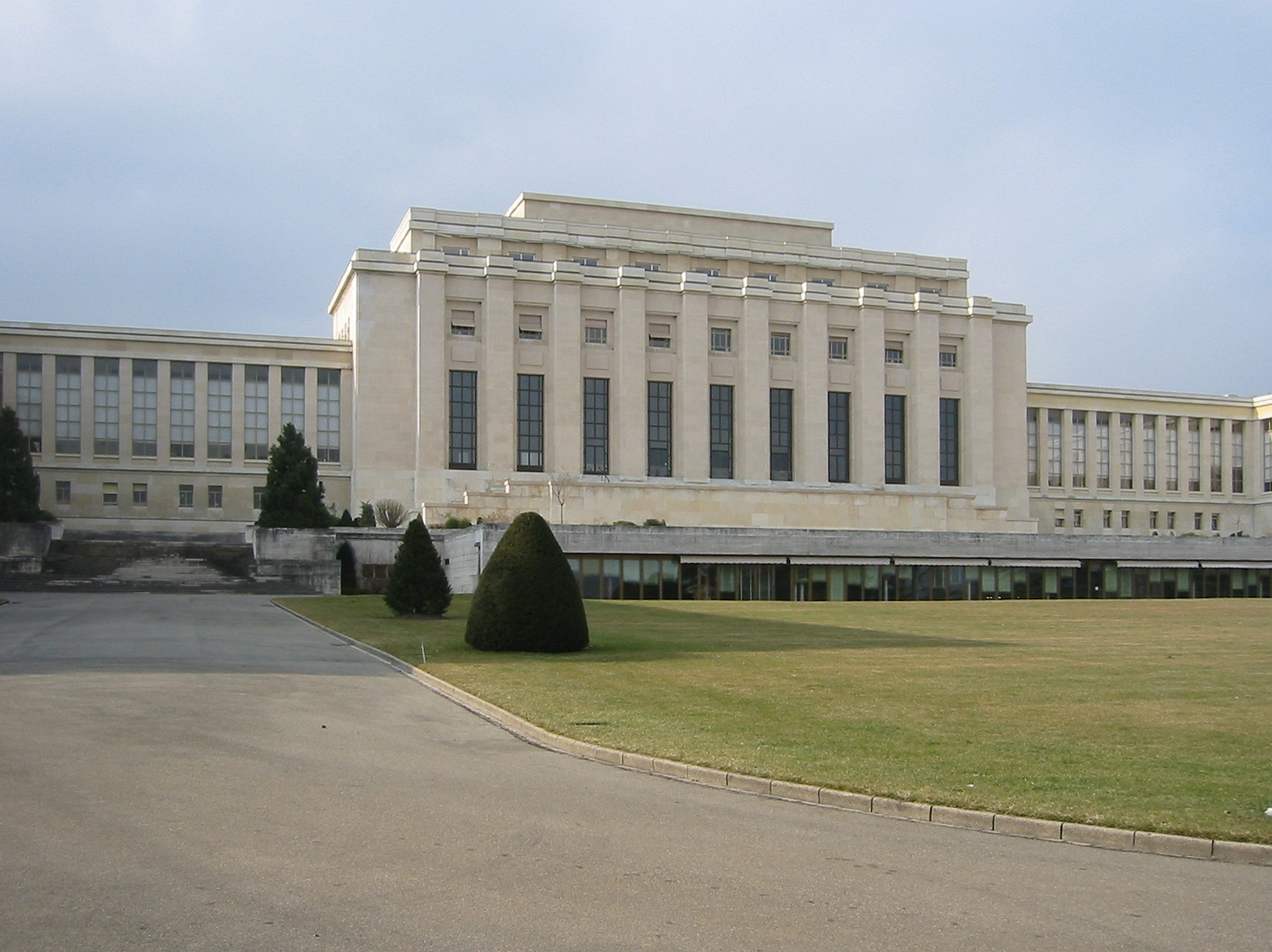
Le palais des Nations.

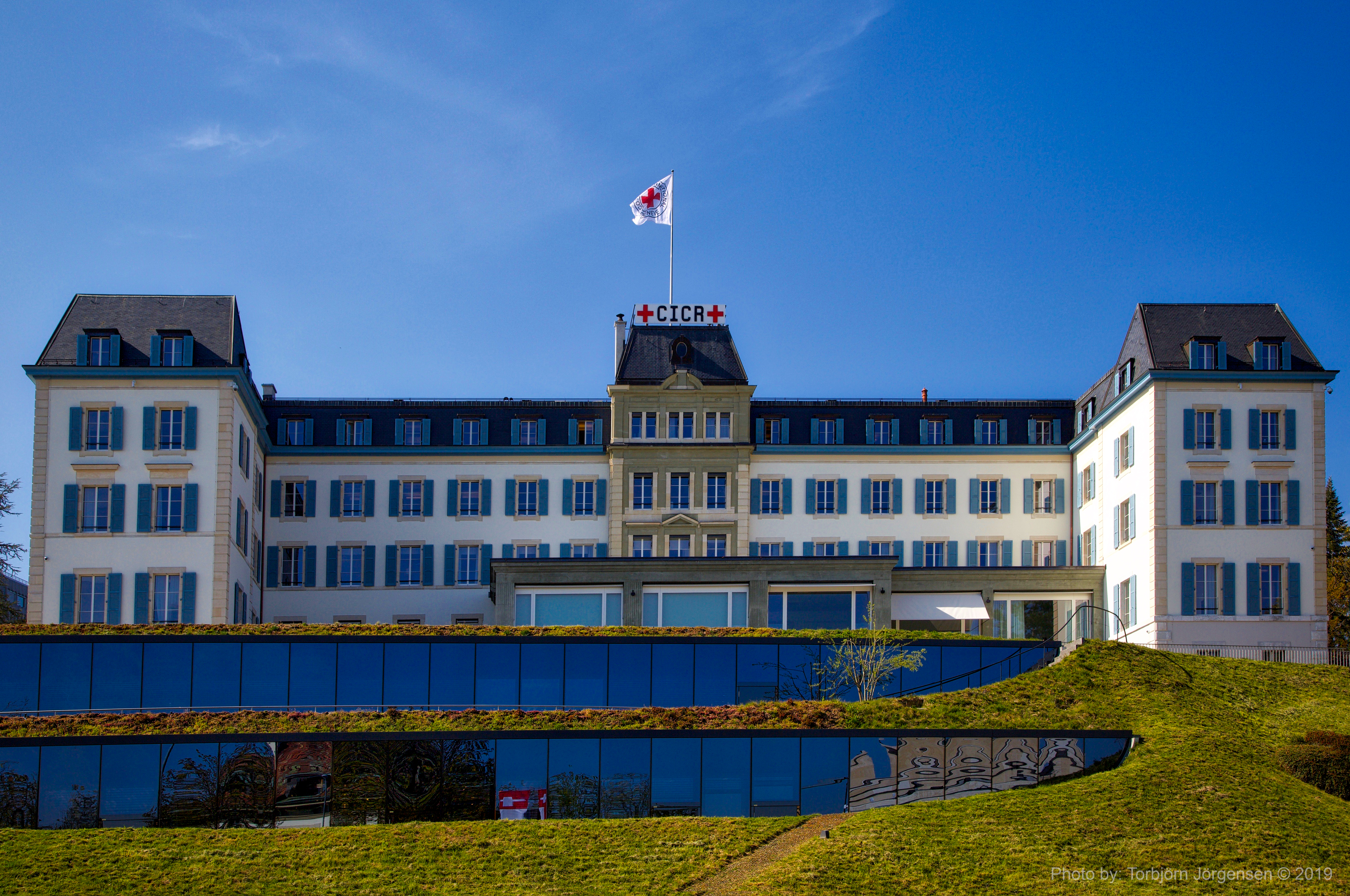
Le siège du CICR.

Genève est, depuis longtemps, considérée comme une terre d'asile du fait de son rôle de ville d'accueil pendant les persécutions contre des protestants qui ont suivi la Réforme. Avec l'accueil de nombreux réformateurs comme Guillaume Farel, Jean Calvin ou Théodore de Bèze, elle gagne son surnom de « Rome protestante » ou de « cité de Calvin ». De nombreuses personnalités internationales y trouvent refuge comme Lénine avant la révolution russe de 1917.
C'est grâce à cette tradition d'accueil et à la neutralité de la Suisse que de nombreuses organisations internationales décident d'y installer leur siège :
- l'Organisation des Nations unies (ONU) – siège européen (palais des Nations) ;
- le Haut Commissariat des Nations unies pour les réfugiés (HCR) ;
- le Conseil des droits de l'homme des Nations unies et le Haut-Commissariat des Nations unies aux droits de l'homme (HCDH) ;
- le Comité international de la Croix-Rouge (CICR) ;
- la Fédération internationale des Sociétés de la Croix-Rouge et du Croissant-Rouge (FISCR) ;
- le Forum économique mondial (WEF) ;
- l'Organisation internationale de normalisation (ISO) ;
- l'Organisation internationale du travail (OIT) ;
- l'Union internationale des télécommunications (UIT) ;
- l'Organisation météorologique mondiale (OMM) ;
- l'Organisation mondiale du commerce (OMC) ;
- l'Organisation mondiale de la propriété intellectuelle (OMPI) ;
- l'Organisation mondiale du mouvement scout (OMMS) ;
- l'Organisation internationale des migrations (OIM) ;
- la Cour Internationale de Médiation et d'Arbitrage (CIMEDA)[88].

Genève accueille également de nombreuses conférences internationales dont certaines sont restées célèbres. Ainsi, c'est là que sont signées les conventions de Genève en 1949, instrument fondamental du droit international humanitaire développant la convention de 1864, ainsi que la convention de 1951 sur le statut des réfugiés. Plus tard, les accords de Genève mettent fin à la guerre d'Indochine et l'initiative de Genève tente de contribuer à la résolution du conflit israélo-palestinien. De nombreuses conventions ont été signées à Genève.
De très nombreuses entreprises multinationales sont installées à Genève, qui participent pleinement au cosmopolitisme de la cité. En 2001, 569 multinationales et filiales de multinationales étaient actives dans le canton de Genève, ce qui ne représentait que 3 % des 19 070 entreprises recensées. En revanche, pour ce qui est de l'emploi, elles occupaient 56 812 personnes, ce qui représentait 29,5 % du total des emplois du secteur privé dans le canton (192 544), contre seulement 20,4 % dix ans plus tôt. En 2010, les dix principales multinationales d'origine étrangère implantées à Genève étaient :
- Procter & Gamble (2 890) ;
- Groupe HSBC (1 543) ;
- BNP Paribas (1 351) ;
- Groupe ISS (1 206) ;
- JPMorgan Chase (1 004 au 31 mai 2014) ;
- McDonald's (715) ;
- Japan Tobacco (700) ;
- Cargill (661) ;
- DuPont (644) ;
- Crédit agricole (640).

La place bancaire de Genève est également reconnue comme une des principales places de financement du commerce des matières premières. En raison de l'expertise bancaire offerte par les établissements sis à Genève, et par la présence de nombreuses sociétés actives dans le négoce, Genève est une des principales places de trading du pétrole, du sucre, de grains, ou encore des métaux non ferreux. Ainsi, 1/3 du pétrole libre et 75 % des exportations de pétrole russe se négocient à Genève.
Le Réseau environnement de Genève (GEN) publie le Guide vert de Genève présentant les organismes internationaux travaillant dans le domaine de l'environnement et du développement durable.

### Accords de coopération
La ville de Genève entretient des relations multilatérales et bilatérales avec de nombreuses villes dans le monde, mais ne pratique pas de jumelage avec d'autres villes.

## Eau, énergie et télécommunications

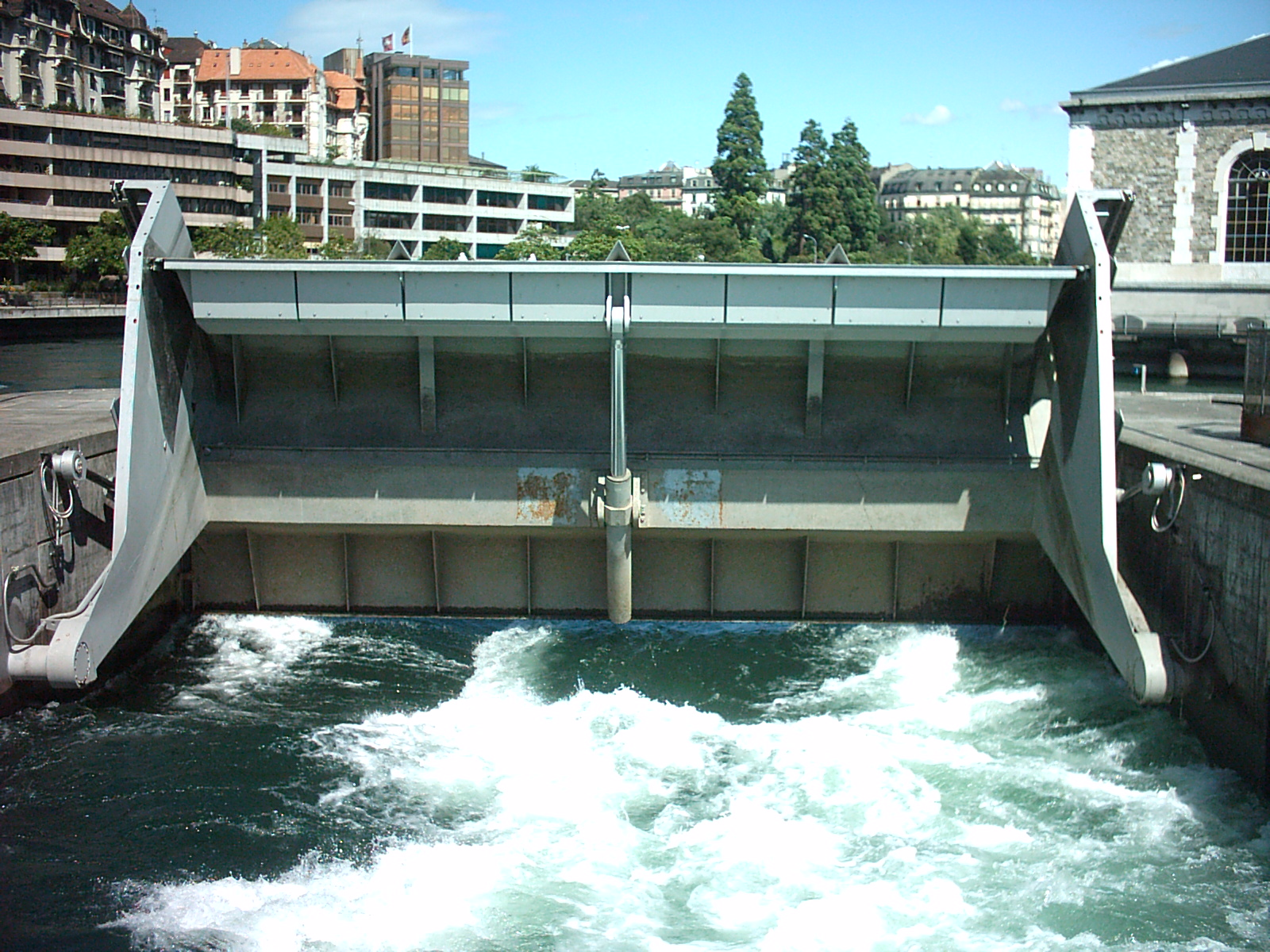
Vannes du barrage du Seujet.

L'eau potable, le gaz naturel, l'électricité et la fibre optique sont fournis par les Services industriels de Genève (SIG).
80 % de l'eau est extraite du Léman et 20 % d'une nappe phréatique née d'infiltrations de l'Arve. 22 % de l'électricité est produite localement par les barrages hydroélectriques sur le Rhône (Seujet, Verbois et Chancy-Pougny) ou par la chaleur induite par la combustion des déchets ménagers à l'usine des Cheneviers. Les 78 % restants sont importés d'autres cantons suisses ou d'autres pays européens.
Le gaz naturel est importé par la compagnie suisse Gaznat.

## Population et société

### Démographie

#### Évolution de la population
La commune compte 206 635 habitants au 31 décembre 2023 pour une densité de population de 12 971 hab/km2. Sur la période 2010-2023, sa population a augmenté de 10,2 % (canton : 14,6 % ; Suisse : 9,4 %). Au 31 décembre 2021, l’agglomération de Genève compte 610 737 habitants. Jusqu'en 1870, Genève est la plus peuplée des villes suisses mais elle est désormais dépassée par Zurich tout en demeurant placée devant Bâle, Lausanne et Berne.

#### Pyramide des âges
En 2023, le taux de personnes de moins de 30 ans s'élève à 31,1 %, au-dessous de la valeur cantonale (33,7 %). Le taux de personnes de plus de 60 ans est quant à lui de 21,4 %, alors qu'il est de 22,2 % au niveau cantonal.
La même année, la commune compte 99 036 hommes pour 107 599 femmes, soit un taux de 47,9 % d'hommes, inférieur à celui du canton (48,3 %).
| Hommes | Classe d’âge | Femmes |
| ------ | ------------ | ------ |
| 0,7    | 90 ans ou +  | 1,6    |
| 6,0    | 75 à 89 ans  | 8,3    |
| 12,7   | 60 à 74 ans  | 13,5   |
| 21,6   | 45 à 59 ans  | 20,9   |
| 26,6   | 30 à 44 ans  | 25,8   |
| 17,9   | 15 à 29 ans  | 17,0   |
| 14,5   | - de 14 ans  | 12,8   |

| Hommes | Classe d’âge | Femmes |
| ------ | ------------ | ------ |
| 0,7    | 90 ans ou +  | 1,5    |
| 6,5    | 75 à 89 ans  | 8,8    |
| 13,0   | 60 à 74 ans  | 13,8   |
| 21,7   | 45 à 59 ans  | 21,5   |
| 22,9   | 30 à 44 ans  | 22,4   |
| 18,6   | 15 à 29 ans  | 17,2   |
| 16,7   | - de 14 ans  | 14,8   |

#### Population étrangère
Les étrangers représentaient 48,7 % de la population totale à la fin 2015. Toutefois, en prenant en compte les employés internationaux et la présence d'immigrés illégaux, non recensés dans les statistiques officielles, ce pourcentage dépasserait probablement les 50 %, selon l'Office cantonal de la statistique. 192 nationalités s'y côtoient, ce qui représente le plus grand melting pot au monde. En 2009, on dénombre environ 63 % de personnes venant d'Europe, 16 % d'Afrique, 11 % des Amériques et 9 % d'Asie. Les communautés étrangères sont nombreuses en raison de l'accueil qui a été fait aux migrants venus d'Italie, du Portugal, d'Espagne, de France, d'ex-Yougoslavie ou encore des continents sud-américains et africains, ainsi qu'à la présence des organismes internationaux basés à Genève.
À la fin 2015, les hommes de nationalités étrangères étaient plus nombreux que les hommes de nationalité suisse, avec respectivement 49 603 étrangers et 47 190 Suisses. A contrario, les femmes de nationalité suisse étaient plus nombreuses que les femmes de nationalités étrangères, avec respectivement 48 346 étrangères et 56 025 suissesses.
| Hommes suisses | Femmes suisses | Total Suisses | Hommes étrangers | Femmes étrangères | Total étrangers | Total hommes | Total femmes | Total population |
| -------------- | -------------- | ------------- | ---------------- | ----------------- | --------------- | ------------ | ------------ | ---------------- |
| 47 190         | 56 025         | 103 215       | 49 603           | 48 346            | 97 949          | 96 793       | 104 371      | 201 164          |

### Infrastructures sociales

#### Hôpitaux
- Hôpitaux universitaires de Genève (HUG) ;
- Médecine dentaire[100] ;
- Hôpital des enfants[100].

#### Associations
- Croix-Rouge genevoise.

### Sports

#### Athlétisme
L'Association Genevoise d'Athlétisme (AGA) encadre la pratique de l'athlétisme dans le canton de Genève.
Il existe plusieurs clubs d'athlétisme, dont le Stade Genève et le Versoix Athlétisme (VA). Plusieurs de leurs athlètes ont obtenu des titres nationaux. Le Stade Genève est fondé en 1916 et compte plus de 600 membres à son actif. Il retrouve la ligue nationale A en 2008 et se place en 3e position au classement national en 2009. En 2010, un athlète de ce club réalise notamment la meilleure performance suisse de l'année en U16 sur 80 m. Leur meilleur athlète est Julien Wanders qui réalise le record du monde du 5 km ainsi que le record d'Europe du 10 km et du semi-marathon. Il remporte la Course de l'Escalade, la plus importante course populaire locale, en catégorie Escaladélite deux années d'affilée (en 2017 et en 2018).
Le VA est lui fondé en 2007 par Frida Svensson, et un de ses athlètes réalise la meilleure performance suisse de l'année sur 400 m dans la catégorie U18 en 2010.
D'autres clubs moins prestigieux sont présents dans le canton comme l'Athlétisme Viseu Genève (AVG), le Centre Athlétique de Genève (CAG), le Club Hygiénique de Plainpalais (CHP), le FSG Collonge-Bellerive ou encore le FSG Meyrin.
Bien qu'étant d'origine érythréenne, Tadesse Abraham, est naturalisé suisse en 2014. Domicilié à Genève, il remporte plusieurs fois des courses nationales prestigieuses comme le Grand Prix de Berne, la Course de l'Escalade ou encore la Course urbaine de Bâle. Il détient à l'heure actuelle le record de Suisse sur marathon.
Les courses majeures du canton sont le marathon de Genève disputé chaque année au mois de mai depuis 2005, les 20 km de Genève en octobre et la Course de l'Escalade en décembre. En mai-juin a lieu également le Tour du Canton de Genève (TCGE), une course disputée sur plusieurs étapes.

#### Basket-ball
En basket-ball, les Lions de Genève, qui évoluent en Ligue nationale A, sont fondés en 2010. Ils sont issus de la fusion entre les Geneva Devils (créés en 2002) et le Meyrin Grand-Saconnex[réf. nécessaire].

#### Football
Le 21 janvier 1869 sur la plaine de Plainpalais, un match de football a opposé les Geneva Eleven à onze compatriotes venus de Lausanne. Le Journal de Genève qui en rendait compte comme d'une nouveauté concluait toutefois : « Nous souhaitons que ce beau jeu, qui jadis était fort en honneur chez nous, se généralise de nouveau au milieu de nos adolescents ».
Les clubs genevois (Servette FC et Genève-Servette Hockey Club en particulier) jouent depuis le début du XXe siècle en grenat.
Le Servette Football Club 1890 (SFC), fondé en 1890, compte 17 titres de champion suisse à son actif, ce qui en fait le troisième club le plus titré du pays. Le club a évolué durant la majorité de son histoire en Super League (première division suisse). Des problèmes de gestion causent en 2005 la faillite du club qui est alors relégué en première ligue (amateur). L'équipe fait son retour dans l'élite du football suisse à la fin de la saison 2010-2011. Le club est basé au Stade de Genève, après avoir joué pendant un siècle (de 1902 à 2002) au stade des Charmilles.
Il existe d'autres équipes genevoises moins prestigieuses, comme le CS Chênois, l'Étoile Carouge FC, le Meyrin FC ou l'Urania Genève Sport (UGS).
La fédération cantonale chargée d'encadrer la pratique est l'Association cantonale genevoise de football (ACGF).

#### Hockey sur gazon
En hockey sur gazon, le Servette HC évolue en Ligue nationale A. Le Blackboys Hockey Club Genève a quant à lui été fondé en 1933, le club évoluant actuellement au plus haut niveau suisse (Ligue nationale A) par sa première équipe.

#### Hockey sur glace
En hockey sur glace, sport très populaire en Suisse, le Genève-Servette Hockey Club (GSHC), créé en 1905, évolue depuis la saison 2002-2003 en National League (première division) et est la première équipe sportive de la ville[réf. nécessaire]. À l'issue des saisons 2007-2008, 2009-2010 et 2020-2021, elle s'est qualifiée pour la finale des play-offs du Championnat suisse, où elle s'est inclinée respectivement contre les ZSC Lions en 2008, le CP Berne en 2009 et le EV Zoug en 2021. Le taux d'affluence moyen dans la patinoire des Vernets est de 7 772 personnes pour la saison 2013-2014, soit 108,9 % de remplissage. Grâce à son taux d'affluence, le GSHC est classé 17e européen. L'équipe gagne son premier titre de champion suisse lors de la saison 2022-2023 contre le Hockey Club Bienne et son premier titre européen dans le cadre de la Champions Hockey League lors de la saison 2023-2024 face à l'équipe suédoise de Skellefteå.

#### Handball
En handball, le Club sportif chênois évolue promu en LNB (2e division) après avoir joué deux saisons en SHL (ou LNA) de 2006 à 2008 grâce à une wild card offerte par la Ligue nationale de handball suisse.

#### Handisport
En handisport, l'association Handisport Genève (anciennement Sport Handicap Genève) est la plus ancienne association sportive pour personnes handicapées en Suisse. Son équipe de handibasket, Les Aigles de Meyrin, est championne suisse sans interruption de 1960 à 1977. L'équipe participe chaque année aux coupes d'Europe depuis 1994.

#### Natation
En natation, Genève compte plusieurs clubs dont Natation Sportive Genève (NSG) et Genève Natation 1885 (GN 1885). La piscine des Vernets (comprenant un bassin olympique) et la piscine de Varembé sont les deux piscines publiques de la Ville de Genève. D'autres piscines publiques sont notamment situées sur les communes de Carouge, Lancy, Meyrin et Onex.
On peut aussi pratiquer la nage en eau libre dans le Léman. La ville compte plusieurs plages : les plus populaires étant les Bains des Pâquis (rive droite du lac) et Genève-Plage (rive gauche du lac). Afin d'offrir une alternative à la population et de décongestionner les deux plages genevoises principales, est ouverte dès le 22 juin 2019 sur la rive gauche du lac, la plage des Eaux-Vives, qui peut accueillir jusqu'à 8 000 personnes.
La nageuse genevoise Swann Oberson a notamment remporté le 5 km en eau libre lors des Championnats du monde de natation 2011. Le nageur genevois Jérémy Desplanches remporte la médaile de bronze sur le 200 m 4 nages lors des Jeux olympiques d'été de 2020.

#### Rugby
Le Servette Rugby Club est le club de la ville il joue en Fédérale 2 en France [réf. nécessaire]

#### Swimrun
Depuis 2018, existe une compétition de swimrun disputée sur la commune de Vernier et organisée par cette dernière. Cet évènement alterne des sections de course à pied et de natation dans le Rhône.

#### Tennis
En tennis, le tournoi de tennis de Genève, faisant partie du circuit ATP est disputé chaque année au mois de mai au Tennis Club de Genève Eaux-Vives.
Deux clubs genevois jouent dans la Ligue nationale A (élite hommes) d'Interclub. Ils se sont d'ailleurs rencontré en finale de l'édition 2011, où le Centre sportif de Cologny a battu son voisin Genève E.V. 5-4, ce qui fait d'eux les deux meilleurs clubs suisses de l'année.

#### Voile

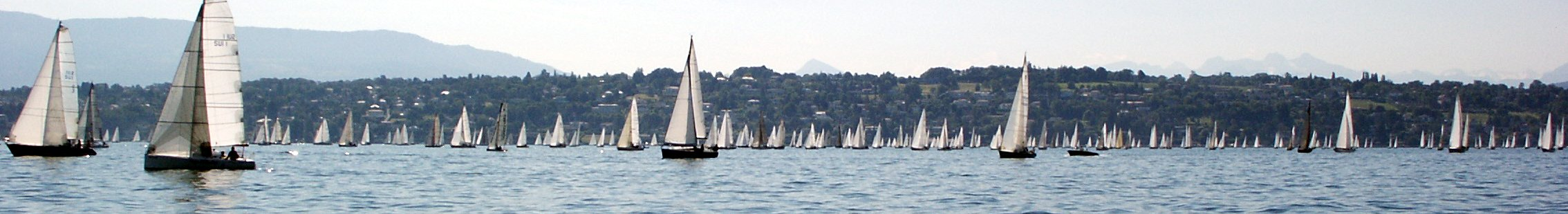
Départ du Bol d'Or en 2005.

En voile, Alinghi est le syndicat suisse de la Société nautique de Genève (SNG) qui a participé à la Coupe de l'America. Il a remporté deux éditions en 2003 à Auckland et 2007 à Valence (en tant que defender). Son propriétaire est l'homme d'affaires Ernesto Bertarelli. Le défi suisse a également reçu le prix de l'équipe de l'année 2003 en Suisse. La SNG organise le Bol d'or, une régate sur le Léman à la mi-juin, et le tour du lac Léman à l'aviron, la plus longue régate du monde pour rameurs avec ses 160 km.

#### Volley-ball
En volley-ball, le Club sportif Chênois Genève, qui évolue en Ligue nationale A, a été cinq fois champion suisse, détient huit coupes de Suisse et a remporté deux super-coupes de Suisse. En 2006, Chênois a remporté les trois trophées. Elle a en outre participé régulièrement à la Coupe d'Europe, avec des résultats mitigés. Le taux d'affluence de la salle de Sous-Moulin (Thônex) se situe aux alentours de 300 spectateurs par match. L'autre club historique du volley-ball suisse à Genève est le Servette Star-Onex VBC. Issu de la fusion du Servette VB et du Star-Onex, tous deux fondés dans les années 1950, ce club a plus de 20 titres nationaux et 120 régionaux et présente ainsi un des plus grands palmarès suisse.

### Enseignement

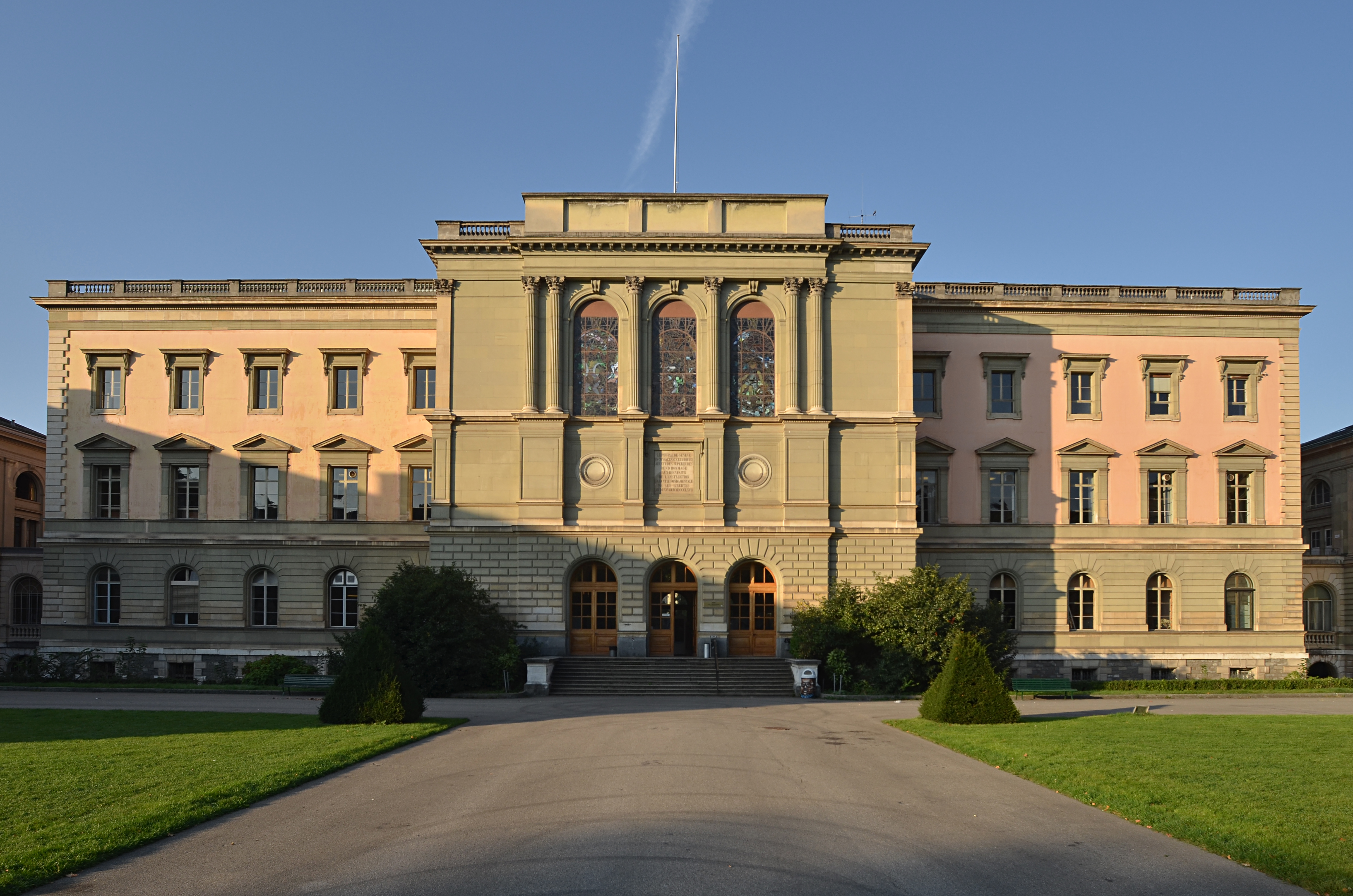
Université de Genève (Bastions).

Genève est le siège de l'université de Genève, fondée par Jean Calvin en 1559, à laquelle est rattachée la Bibliothèque de Genève (ancienne Bibliothèque publique et universitaire). Malgré sa taille moyenne (environ 13 000 étudiants), elle se classe régulièrement parmi les 150 meilleures universités mondiales dans les palmarès universitaires et abrite de nombreux lauréats du prix Nobel, dont Michel Mayor et Didier Queloz. En 2006, le magazine Newsweek l'a classée 32e université mondiale.
La ville abrite par ailleurs de prestigieux établissements spécialisés comme l'Institut de hautes études internationales et du développement, la Haute École de gestion (HEG) ainsi que l'École hôtelière de Genève.
Le système éducatif genevois est organisé en divisions primaire, cycle d'orientation et secondaire II. Les élèves sont répartis en écoles primaires (4 à 12 ans), cycles d'orientation (12 à 15 ans) et enfin collège, école de commerce, centre de formation professionnelle, école de culture générale, ou autre (15 à 19 ans). Le plus ancien d'entre eux étant le collège Calvin situé dans les anciens bâtiments de l'université (Académie de Genève).
Le caractère international de la ville et les clivages idéologiques profonds relatifs à la politique d'enseignement ont vu la floraison d'écoles privées, souvent en langues étrangères, parfois confessionnelles. Parmi les plus connues : l'École internationale de Genève, fondée en 1924, l'Institut Florimont (fondé en 1905), le collège du Léman, etc. accueillent plusieurs milliers d'enfants au total.
Genève possède également des établissements tertiaires tels que la Haute École du paysage, d'ingénierie et d'architecture de Genève ainsi que plusieurs établissements d'enseignement musical, dont l'Institut Jaques-Dalcroze, l'École des musiques actuelles (EMA, anciennement ETM) et le Conservatoire de musique de Genève.

### Cimetières
Entre 1700 et 1853, le seul cimetière de la ville est le cimetière de Plainpalais (également appelé « cimetière des Rois »). Il se situe à Plainpalais. Au début des années 1850, le cimetière de Châtelaine est construit, puis celui de Saint-Georges dans les années 1880. Le cimetière du Petit-Saconnex est intégré à la ville en 1931 à la suite de la fusion des communes.
À la fin du XIXe siècle, des études sont entamées en vue de la construction d'un crématorium au cimetière de Saint-Georges. Le projet aboutit et l'inauguration a lieu en mars 1902. À côté de l'installation, on construit un columbarium (agrandi en 1916). En 1907, un second four est installé. Durant les deux dernières années de la Première Guerre mondiale, les incinérations sont interrompues à cause de la pénurie de combustible. L'installation est modernisée dans son ensemble en 1942.
Par la suite, des centres funéraires sont construits comme la chapelle des Rois en 1956 et le centre funéraire de Saint-Georges en 1976.

#### Plainpalais
La Ville de Genève entre en possession du cimetière protestant de Plainpalais (également appelé « cimetière des Rois ») en 1869. Il est alors géré par l'hôpital général de Genève. Jusqu'en 1876, seuls les protestants y sont ensevelis. Dès 1883, le cimetière est fermé pour les inhumations ordinaires et est réservé aux personnes ayant acquis une concession. Le prix de la concession y étant plus élevé que dans les autres cimetières, le nombre d'inhumations diminue et la coutume d'ensevelir à cet endroit les conseillers d'État, les conseillers administratifs ou d'autres personnalités s'installe peu à peu. Autour de 1945, des aménagements sont effectués et le lieu peut désormais être apparenté à un parc.
Parmi les personnalités qui y reposent :
- Ernest Ansermet, chef d'orchestre
- Samuel Baud-Bovy (1906–1986), musicien, ethnomusicologue et homme politique
- Jorge Luis Borges, écrivain argentin
- Jean Calvin, réformateur picard
- André Chavanne, homme politique
- Humphry Davy, physicien et chimiste anglais
- Guillaume Henri Dufour, général
- Georges Favon (1843–1902), homme politique et journaliste
- Guglielmo Ferrero, historien italien
- Alberto Ginastera, compositeur argentin
- Charles Giron (1850–1914), peintre
- Jeanne Hersch (1910–2000), philosophe
- Adrien Lachenal (1849–1918), président de la Confédération
- Paul Lachenal (1884–1955), président du Grand Conseil
- François Lachenal (1918–1997), diplomate, éditeur
- Émile Jaques-Dalcroze, compositeur, musicien et pédagogue
- Wilfred Jenks, directeur général de l'Organisation internationale du travail de 1970 à 1973
- Rodolphe Kreutzer, violoniste français
- Frank Martin, compositeur
- Léon Nicole, homme politique
- Jean Piaget, psychologue
- Ludwig Quidde, historien et homme politique allemand, prix Nobel de la paix en 1927
- Grisélidis Réal, écrivaine et prostituée
- Alice Rivaz, écrivaine
- Charles Rollier, peintre
- Denis de Rougemont, écrivain et philosophe
- François Simon, acteur et metteur en scène
- Michel Soutter (1932–1991), cinéaste
- Ernst Stueckelberg, physicien
- Sérgio Vieira de Mello, diplomate brésilien

#### Châtelaine
Ouvert en 1853, le cimetière dit « du Lazaret » est d'abord réservé aux catholiques. Dès 1864, on y ensevelit en général les personnes décédées sur la rive droite du Rhône et il est considérablement agrandi. Cependant, la nature marécageuse du terrain pose de nombreux problèmes et des travaux de drainage doivent être entrepris. Entre 1899 et 1911, le nombre d'inhumations est donc limité au strict minimum. Il est véritablement rouvert en 1918. Dès 1946, les inhumations sont à nouveau limitées, puis restreintes dès 1969 aux carrés réservés.

#### Saint-Georges
Le cimetière est ouvert en 1883. Durant les dix premières années, seule la moitié de l'espace est utilisée. En 1898, une convention est passée avec la commune de Lancy qui cède du terrain à Genève afin d'augmenter la surface du site. D'une façon générale, Saint-Georges accueille alors les personnes décédées sur la rive gauche du Rhône. En 1911, le cimetière est encore agrandi en raison de sa promotion comme unique cimetière pour les inhumations ordinaires des personnes domiciliées à Genève. Un emplacement spécial et gratuit est concédé pour les soldats allemands décédés à Genève pendant la Première Guerre mondiale. Entre 1942 et 1944, le site est cultivé et plusieurs tonnes de légumes et céréales sont récoltées chaque année. En 1945, la partie orientale est transformée en parc. Le peintre suisse Ferdinand Hodler, le philosophe russe African Spir et l'ésotériste russe Boris Mouravieff y sont enterrés.

#### Petit-Saconnex
Le Petit-Saconnex constitue une commune à part entière jusqu'en 1931. Son cimetière est ouvert en 1815 et partagé en deux parties jusqu'en 1878. À partir de juillet 1931, Genève prend en charge l'entretien du site. Ce cimetière est ensuite agrandi en 1932 et 1942. Dès 1946, le conseil administratif décide que toutes les personnes décédées sur la rive droite du Rhône sont inhumées au Petit-Saconnex. Dès 1947, le nombre de sépultures augmente à la suite de la fermeture provisoire du cimetière de Châtelaine. À la suite d'une décision du Conseil administratif de la Ville de Genève dans les années 1980, des personnes de confession musulmane peuvent y être inhumées dans un quartier du cimetière qui leur est réservé. L'écrivain iranien Mohammad-Ali Djamalzadeh et le comte russe Alexandre Ostermann-Tolstoï y sont enterrés.

### Médias

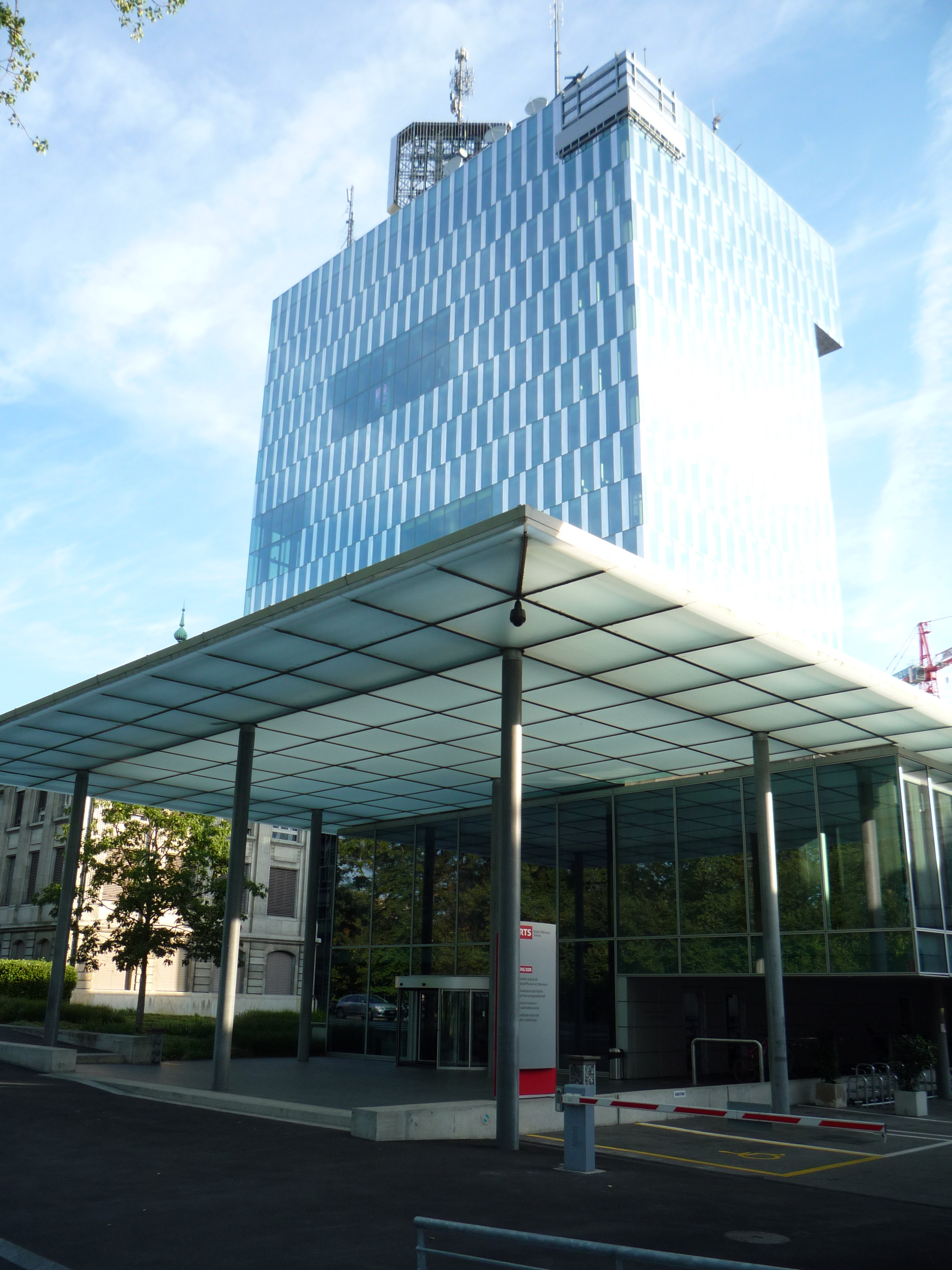
Tour de la Radio télévision suisse (RTS) à Genève.

Après la faillite de La Suisse en 1994, le principal journal local est la Tribune de Genève. Le Courrier, fondé en 1868 et longtemps soutenu par l'Église catholique romaine, devient indépendant en 1996. Principalement centré sur Genève, il essaye de s'étendre en Suisse romande, mais connaît régulièrement des difficultés financières. Le Temps et Le Matin (basés à Lausanne) ne couvrent pas spécifiquement l'actualité locale.
Depuis mars 2006, le quotidien gratuit 20 Minutes a une édition genevoise. La reprise de l'activité « presse » de la société Edipresse par Tamedia en 2009 entraîne la disparition du principal concurrent de 20 Minutes, Matin Bleu en septembre de la même année. L'actualité financière est couverte par le quotidien L'Agefi mais aussi depuis 2007 par un nouveau magazine mensuel gratuit, L'Extension (qui fait suite au journal du même nom créé en 1987), qui a vocation à traiter de l'information genevoise et de sa région sous l'angle socio-économique.
Le Journal de Genève a fusionné en 1998 avec Le Nouveau Quotidien pour former Le Temps.
L'agence de presse LargeNetwork, à l'origine du magazine en ligne Largeur.com et qui édite de nombreux périodiques suisses, est basée à Genève depuis 1999.
Depuis 2020, la plateforme journalistique Geneva Solutions couvre l'actualité en lien avec les organisations internationales basées à Genève.
De nombreuses radios sont disponibles dont celles, bien sûr, de la Radio télévision suisse (RTS), ainsi que des stations privées comme Radio Lac, NRJ Léman, One FM, Rouge FM, Radio Plus ou encore Radio Orient (en arabe) et World Radio Switzerland (en anglais), réalisée dans les studios genevois de la RTS et connue jusqu'au 1er novembre 2007 sous le nom de World Radio Geneva.
Outre la Radio télévision suisse, dont les studios TV sont à Genève, la ville dispose également d'une chaîne locale fondée en 1996, Léman bleu.

## Économie
La rue du Rhône est réputée pour être la rue commerçante la plus chère de Suisse, après la Bahnhofstrasse de Zurich. Elle pointe au 35e rang sur le continent européen et au 56e rang dans le monde. En 2007, le loyer mensuel au mètre carré y coûtait 3 700 francs suisses. Selon le site Forbes, les personnes qui travaillent à Genève toucheraient en 2009 le second salaire horaire net le plus élevé au monde, soit 20,40 $.
L'arc lémanique est l'aire urbaine située autour du Léman, ses deux pôles principaux étant Genève et Lausanne, distants de 60 km ainsi que les villes de Vevey-Montreux. Depuis le 1er janvier 2010, à l'image du Greater London ou du Greater Zurich, la région a vu la naissance du Greater Geneva Berne area, un espace économique regroupant six cantons suisses pour environ 2 800 000 habitants.
Le Grand Genève est l'agglomération transfrontalière de Genève composée du canton de Genève, du district de Nyon et du Pôle métropolitain du Genevois français. Cette agglomération compte en 2015 une population totale de 946 000 habitants et 212 communes (45 dans le canton de Genève, 47 dans le district de Nyon, 42 dans l'Ain et 78 en Haute-Savoie). Le but est de renforcer la coordination concernant en particulier l'économie, la santé, les transports, l'environnement, les logements et les emplois.

### Industrie
L'économie de la ville de Genève a au cours du temps subi un glissement du secondaire vers le tertiaire. La ville de Genève était célèbre pour ses industries électriques et ferroviaires dans une large zone.

#### Société des instruments de Physique ( SIP )
La Société genevoise d'instruments de physique (SIP) est fondée en 1862 à la suite de l'association d'Auguste De la Rive et de Marc Thury en 1858 déjà. Le premier atelier est installé dans une villa située à Plainpalais.

#### Société Anonyme des ateliers de Sécheron ( SAAS )
En 1918, la Société Anonyme des Ateliers de Sécheron (SAAS) est formée à partir de la Compagnie industrielle électrique et mécanique (CIEM), anciennement (CIE). Cette ancienne compagnie a électrifié Genève, une partie de la France et de la Romandie, grâce à René Thury. Devenue genevoise après la réorganisation territoriale de 1930, la CIEM, puis Sécheron, participent à l'électrification du réseau des Chemins de fer fédéraux (CFF) et occupent jusqu'à 1600 personnes en 1966. En 1969, la CIEM est rachetée par la zurichoise Brown Bovery Co. (BBC). En 1982, Brown Bovery change le nom de la société genevoise en BBC-Sécheron SA, puis en ABB-Sécheron SA en 1988. En 1989, Sécheron SA reprend le matériel ferroviaire, alors que ABB poursuit ses activités à Satigny.

#### Firmenich SA
Fondée le 1er novembre 1895 à la Servette, dans la Commune du Petit Saconnex, par le chimiste Philippe Chuit (1866-1939) et le négociant Martin Naef (1869-1954), la firme Firmenich a son siège à Genève. En 1897, elle déplace sa production à La Jonction et au fil du temps, elle s'est acquis une réputation mondiale dans le domaine des parfums. Le groupe dispose aujourd'hui de 22 usines, d'une cinquantaine de sociétés et de 23 filiales réparties sur tous les continents. Elle emploie en 2005 quelque 4760 personnes, dont environ 1400 en Suisse.

## Culture et patrimoine

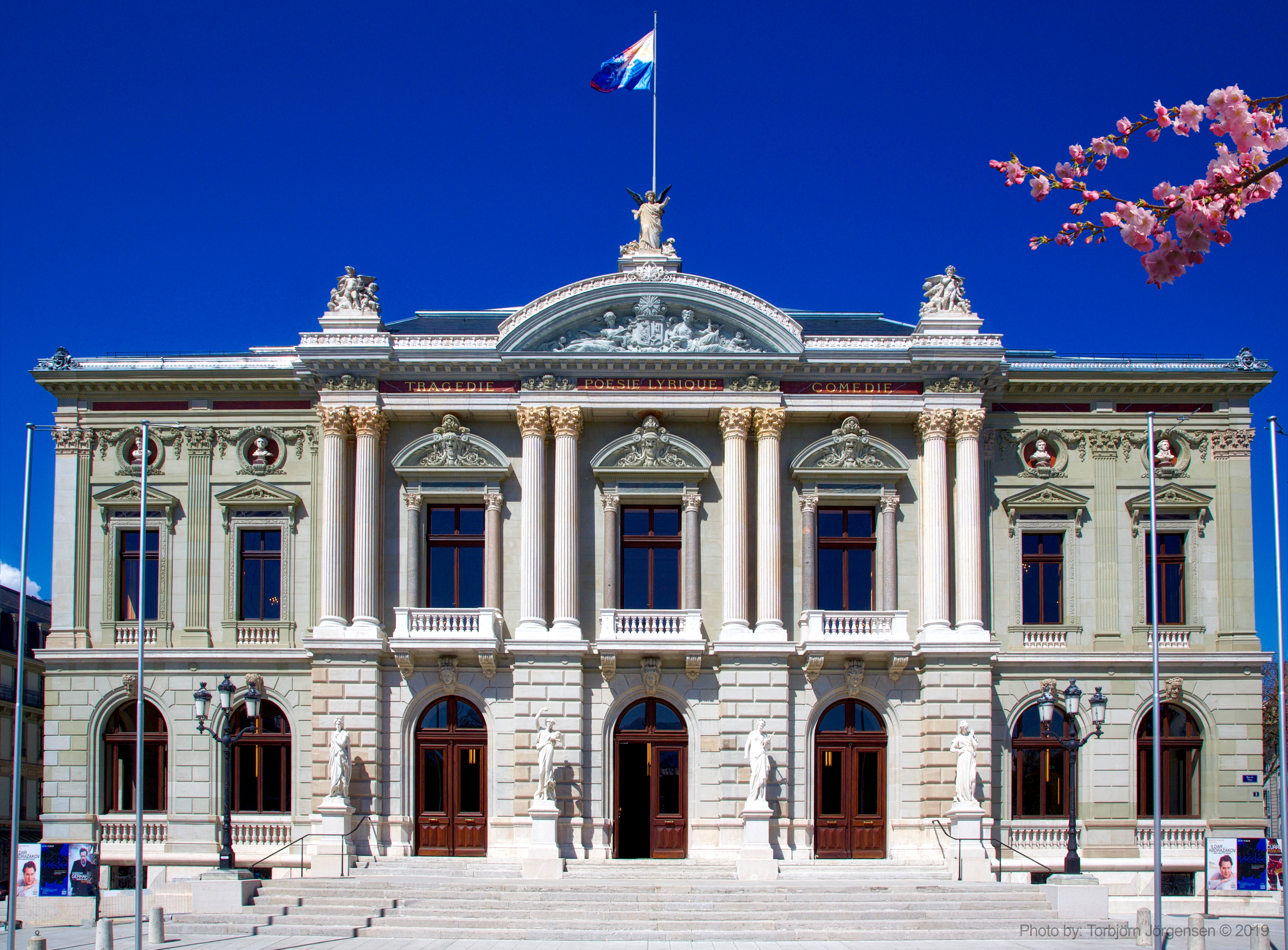
Grand Théâtre.

### Patrimoine bâti

#### Monuments

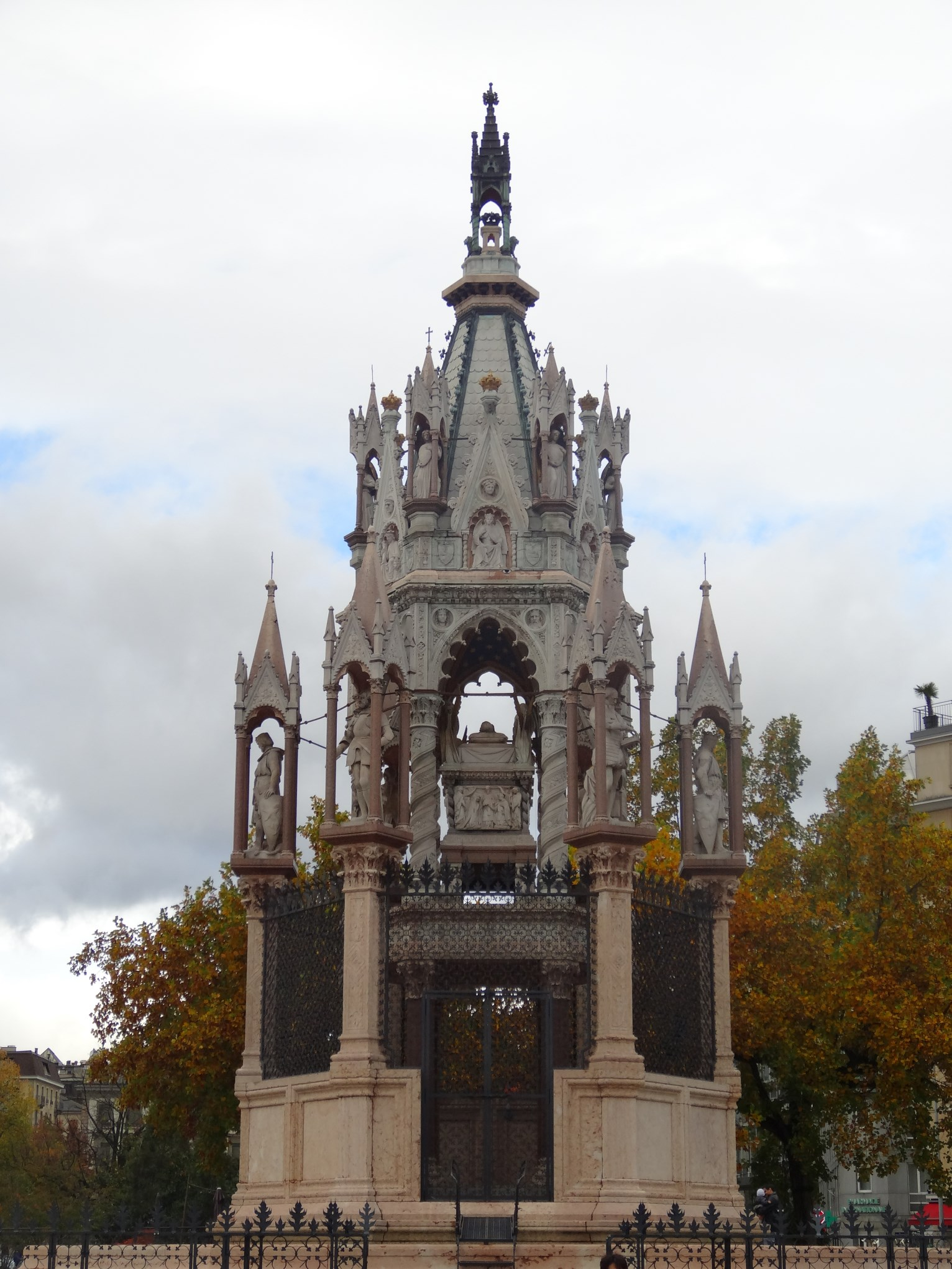
Monument Brunswick.

Les principales attractions touristiques de Genève incluent le mur des Réformateurs, l'Horloge fleurie, le monument Brunswick, le jet d'eau et le palais des Nations qui abrite le siège européen des Nations unies.
L'un des monuments les plus visités de la ville est la cathédrale Saint-Pierre située au sommet de la vieille-ville. Un musée souterrain présente l'évolution du site et l'implantation du christianisme dans la cité. Il est complété par le musée international de la Réforme situé dans la maison Mallet. Un couloir souterrain, rouvert à l'occasion de l'ouverture du musée de la Réforme, relie les deux bâtiments.
Un autre site apprécié des touristes est la vieille-ville elle-même. Elle préserve en effet l'architecture typique d'une ville européenne du XVIIIe siècle. De nombreuses personnalités ont vécu dans cette partie de la ville, dont Jean-Jacques Rousseau, Franz Liszt ou Jorge Luis Borges.

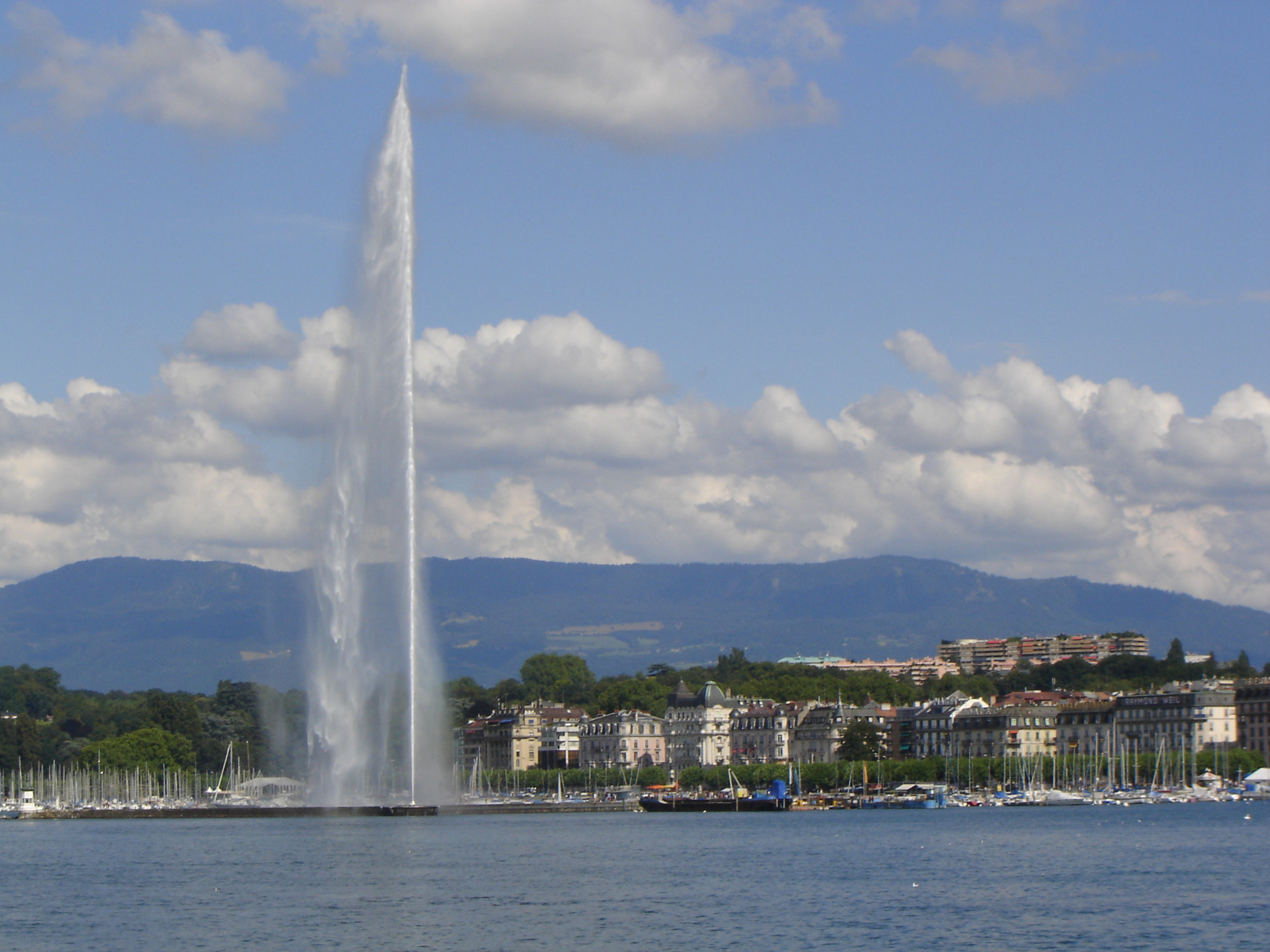
Jet d'eau.

Toutefois, le symbole de Genève reste le Jet d'eau, situé au bout de la jetée des Eaux-Vives. Au XIXe siècle, l'industrie en développement et les habitants de la ville avaient impérativement besoin d'eau. La ville décide donc de créer à la Coulouvrenière une usine hydraulique qui est mise en service le 17 mai 1886. Cependant, le soir, quand les artisans arrêtent leurs machines, il se produit des surpressions imprévisibles. Par conséquent, on a l'idée de créer un débit supplémentaire, grâce à une vanne de sécurité, qui permet de contrôler la pression en laissant s'échapper vers le ciel l'eau en surpression à une hauteur de trente mètres. Cinq ans plus tard, en 1891, et alors que la vanne de sécurité n'est plus nécessaire, il est décidé de recréer artificiellement le jet d'eau au bout de la jetée des Eaux-Vives, au cœur de la rade. Plusieurs améliorations permettent au jet de culminer aujourd'hui à cent quarante mètres.

#### Édifices religieux

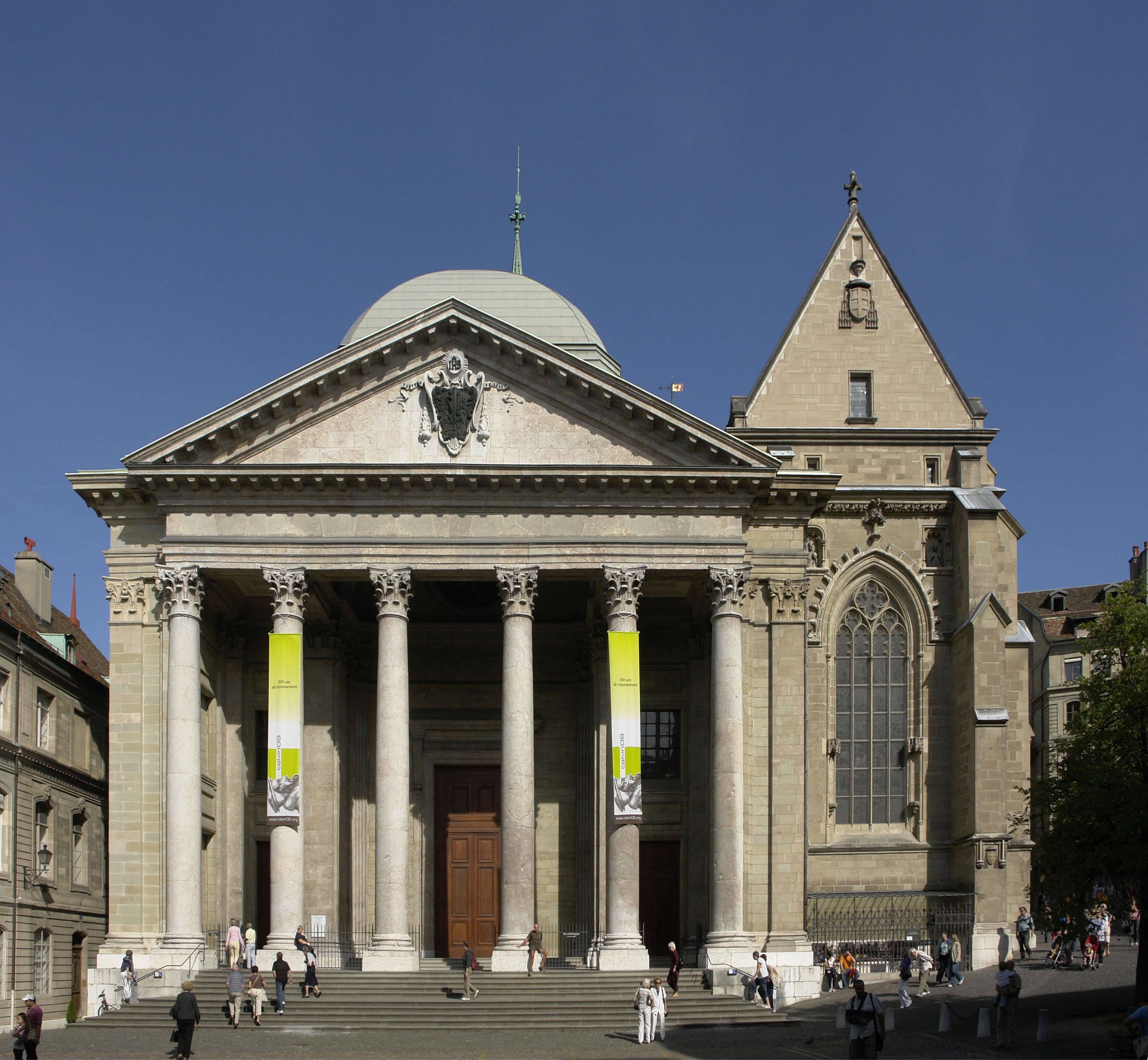
Cathédrale Saint-Pierre.

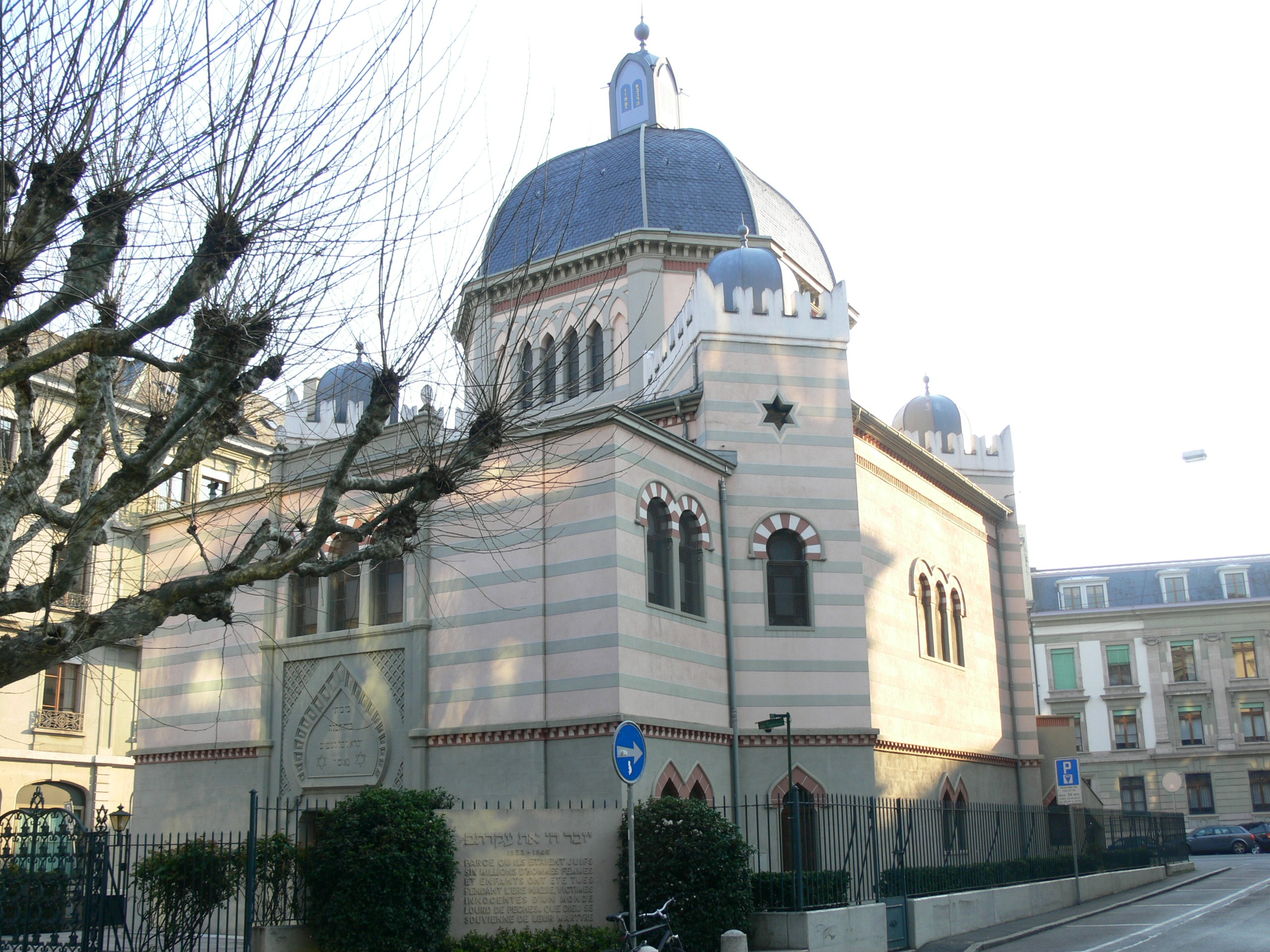
Synagogue Beth-Yaacov de Genève.

Il existe un grand nombre de communautés religieuses à Genève. Même si Genève est supposée être la « Rome protestante », les catholiques ont vu leur nombre croître en raison de l'immigration venue des pays latins. La communauté juive est l'une des plus anciennes de Genève alors que la communauté musulmane fait plus récemment son apparition.
- Cathédrale Saint-Pierre de Genève (protestante) ;
- Église luthérienne[123] ;
- Temple de la Madeleine[124],[125] ;
- Temple de Saint-Gervais[126] ;
- Basilique Notre-Dame de Genève (catholique romaine) ;
- Église Saint-Germain (catholique chrétienne)[127] ;
- Église orthodoxe russe de Genève ;
- Auditoire de Calvin ;
- Église anglaise de Genève ;
- Synagogue Beth-Yaacov de Genève ;
- Synagogue Hekhal Haness ;
- Mosquée de Genève;
- Église Saint-François-de-Sales.

#### Édifices publics
- L'hôtel de ville d'origine médiévale, mais marqué tout particulièrement par les phases de développement du XVIe siècle, XVIIe siècle et XVIIIe siècle, compte parmi les édifices majeurs de la Cité ;
- la Halle de la Maison de Ville est un ancien marché couvert, qui a été utilisé aussi, au cours du temps, comme grenier, arsenal, musée, et qui abrite aujourd'hui les Archives d'État de Genève.
- la Tour de l'Île, d'origine médiévale.
- le palais Eynard
- l'Athénée
- villa Rigot

#### Architecture civile
Dès le XVIIe siècle, la prospérité de l'économie permet à de riches Genevois de se faire construire ou restaurer des maisons selon le modèle de l'hôtel particulier. La plupart sont situées dans la « Haute-Ville » (actuelle vieille-ville), d'autres au bord du Léman. Côté rue se trouve un mur élevé où une porte cochère permet d'accéder, par une cour carrée, à un bâtiment central flanqué de deux bâtiments secondaires. On peut aussi y trouver un balcon, une tour ou un escalier monumental. Il y a parfois un jardin de l'autre côté du bâtiment central. Si les ornements restent sobres, les fers forgés et les menuiseries sont soignés. Seize de ces bâtiments existaient encore au milieu du XXe siècle. Certains abritent actuellement les autorités cantonales (Hôtel de Ville) et municipales (Hôtel municipal) ; le Palais de justice (ancien hôpital général) ; l'ancienne maison Micheli abrite les archives d'État de Genève. La maison Tavel est un musée.

Débarquement de pierres de Meillerie aux Eaux-Vives en 1908.

En 1850, James Fazy décide de démolir les remparts afin de libérer l'espace pour une urbanisation moderne. Les nouveaux bâtiments construits autour de la ville haute sont appelés « ceinture fazyste ». À la fin du siècle, la surface de la ville a triplé. Les logements, écoles, églises de différentes religions et confessions sont alignés le long de larges avenues ponctuées de squares.
Les architectes Paul-Eugène Henssler et William Henssler ont contribué à façonner l'architecture genevoise, et tout particulièrement les immeubles d'habitation, au début du XXe siècle.
À la fin des années vingt, Maurice Braillard réalise entre autres la maison Ronde de Saint-Jean. Cet immeuble met en pratique son engagement pour le logement social, qui relie l'individu et la communauté, l'intérieur et l'extérieur, avec un soin formel jusque dans les détails.
Après 1945, l'arrivée d'institutions internationales sur la rive droite conduit à l'urbanisation du quartier au-dessus de la voie du chemin de fer. De 1950 à 1954, les architectes André Bordigoni, Jean Gros et Antoine de Saussure conçoivent Vermont-parc, immeuble d'habitation original par son plan sinueux. L'emplacement du bâti en bordure du terrain ménage un vaste espace vert où des vieux chênes, hêtres et cèdres sont conservés. En 1957, les architectes érigent à la suite une tour de quinze étages, la première du canton.
À partir de 1970, la ville prend des couleurs. De nouveaux matériaux multicolores prêts à l'emploi et l'évolution des goûts contribuent à un changement nuancé des façades.

### Espaces verts

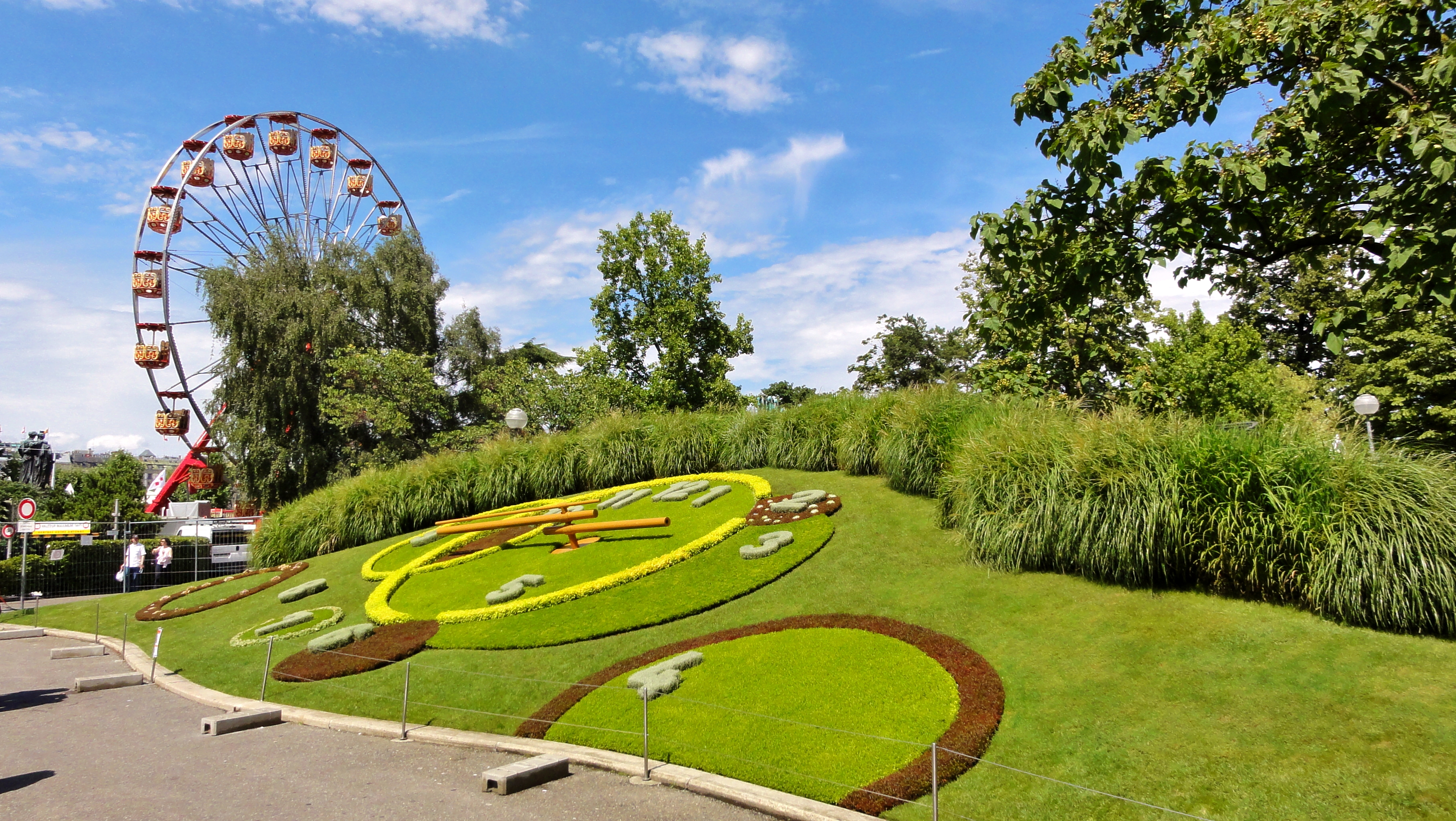
Horloge fleurie au quai du Général-Guisan (Jardin anglais). Fêtes de Genève 2012.

De nombreux parcs, couvrant au total 310 hectares (soit près de 20 % du territoire) forment de grands espaces de loisirs et de détente disséminés à travers les différents quartiers. La plupart, situés au bord du lac, abritent des maisons de maître et disposent d'une arborisation de grande qualité. Certains de ces parcs étaient auparavant de grandes propriétés privées rachetées ou offertes à la Ville de Genève au fil du temps. Leur entretien est assuré par le Service des espaces verts et de l'environnement.
L'île Rousseau, anciennement l'« île aux Barques », nommée en hommage à Jean-Jacques Rousseau, se trouve sur le Rhône (entre le pont du Mont-Blanc et le pont des Bergues) et accueille de nombreux oiseaux.

#### Cité-Centre
La promenade de la Treille et la promenade Saint-Antoine sont deux importants espaces verts en vieille ville de Genève.

#### Rive gauche

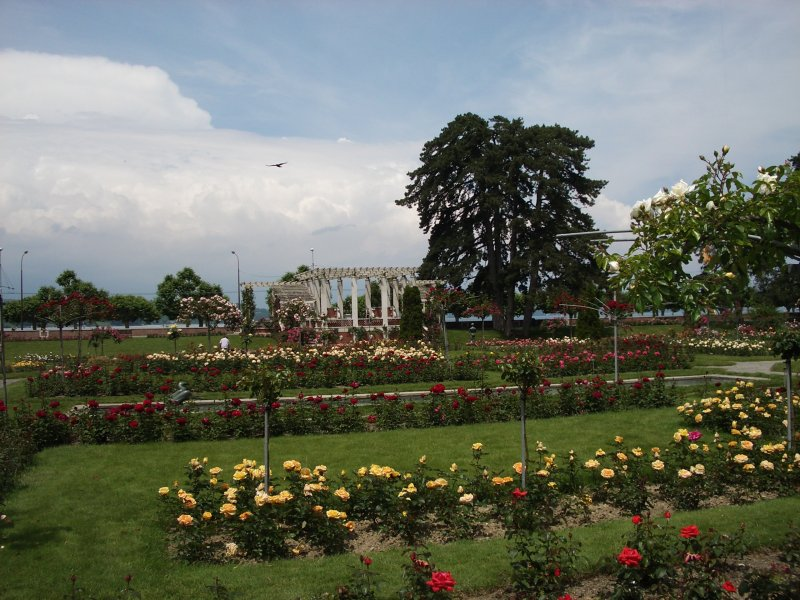
Roseraie du parc La Grange.

- Le Jardin anglais est un parc public situé au bord du lac, entre le pont du Mont-Blanc et le quai Gustave-Ador, où se trouve le Monument national (célébrant l'union avec la Confédération en 1815) et l'Horloge fleurie ;
- le parc des Bastions[135], situé au pied des fortifications de la Treille, accueille l'un des bâtiments de l'université de Genève ainsi que le mur des Réformateurs, où sont sculptés Jean Calvin, Guillaume Farel, Théodore de Bèze et John Knox ;
- le parc Bertrand, situé dans le quartier de Champel, comprend de très beaux spécimens dont un grand pin de l'Himalaya, des hêtres pourpres, deux très grands platanes et trois séquoias géants ;
- le parc des Eaux-Vives, l'un des plus beaux sites des bords du lac, abrite de très vieux arbres[136] et un hôtel-restaurant ;
- le parc de La Grange, adjacent au parc des Eaux-Vives, abrite une grande roseraie, une demeure du XVIIIe siècle et des vestiges gallo-romains attestant de la présence d'une grande propriété sur ce terrain au début de l'ère chrétienne. L'été, en juillet et août, des concerts gratuits sont organisés sur la scène Ella-Fitzgerald. Le 16 juin 2021, c'est dans la bibliothèque de la villa du parc de la Grange que le président de la Confédération, Guy Parmelin, accueilli le 46e président des États-Unis d'Amérique, Joe Biden, ainsi que le président russe Vladimir Poutine lors du sommet de Genève ;
- le parc Baud-Bovy, situé dans le quartier Plainpalais ;
- la voie verte, destinée aux cyclistes et aux piétons, qui relie sur près de 5 kilomètres, la gare de Genève-Eaux-Vives à la gare d'Annemasse[137].

Entre le Jardin anglais et le parc La Grange, une promenade au bord du lac permet de parcourir environ quatre kilomètres avant de rejoindre le siège de la Société nautique de Genève et Genève-Plage.

#### Rive droite
- le parc Trembley ;

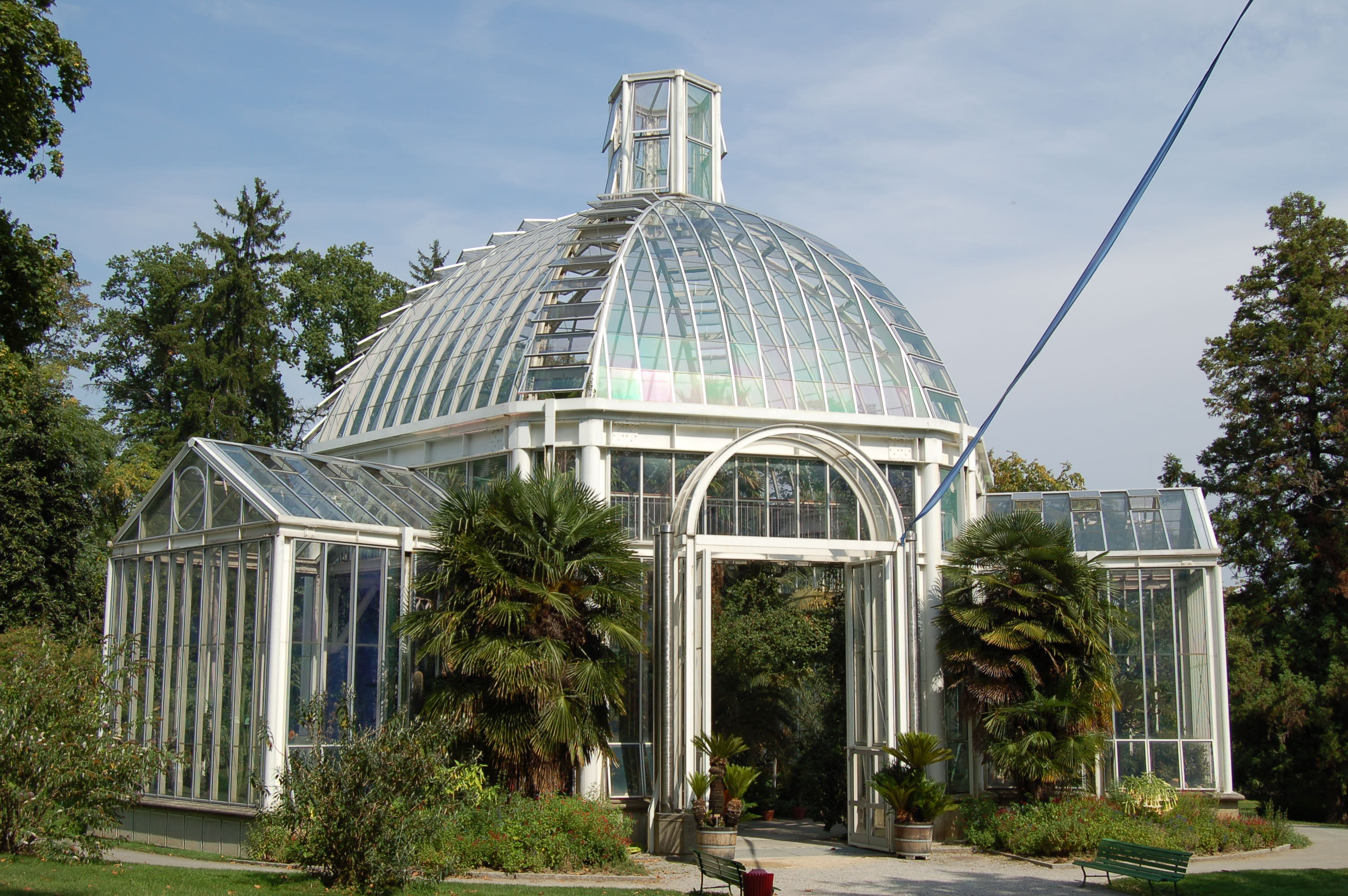
Jardin botanique.

- le parc de l'Ariana abrite le musée de la céramique et du verre et le palais des Nations ;
- le parc Barton comprend un magnifique peuplement de séquoias géants ;
- le jardin botanique ;
- le parc des Délices abrite le musée Voltaire ;
- le parc Mon Repos ;
- le parc Moynier ;
- la Perle du Lac abrite le musée d'histoire des sciences.

#### Biodiversité sur vieux murs
Des murs anciens, construits et entretenus avec des matériaux naturels, abritent une flore et une faune particulières. Huit d'entre eux ont été identifiés comme « murs sanctuaires » afin de les protéger avec leurs habitants : le bastion de Saint-Antoine, la rampe de la Treille, la rue de la Croix-Rouge, le bastion de Saint-Léger, le cimetière de Plainpalais, la Perle du Lac, le cimetière du Petit-Saconnex et la rue de Montbrillant. On peut y observer en particulier des mousses (certaines rares et menacées), des lichens et une grande variété d'autres plantes.

### Musées

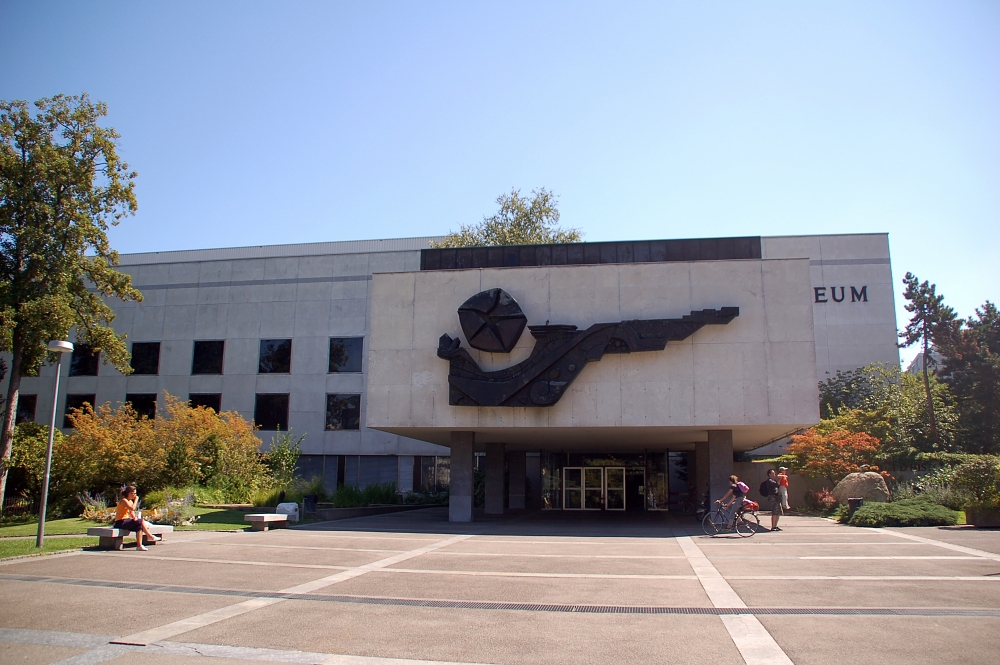
Le muséum d'histoire naturelle de Genève.

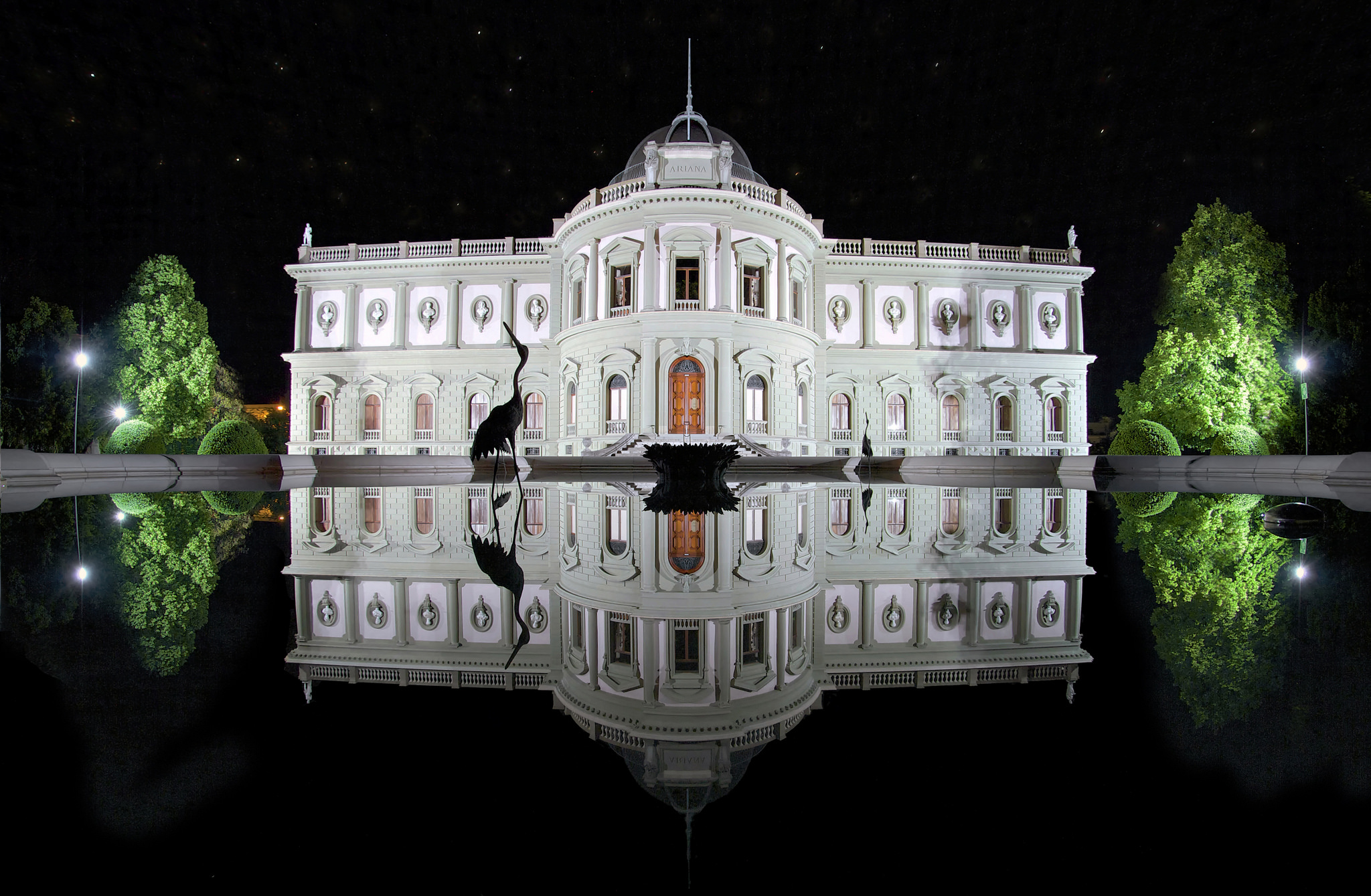
Le musée Ariana.

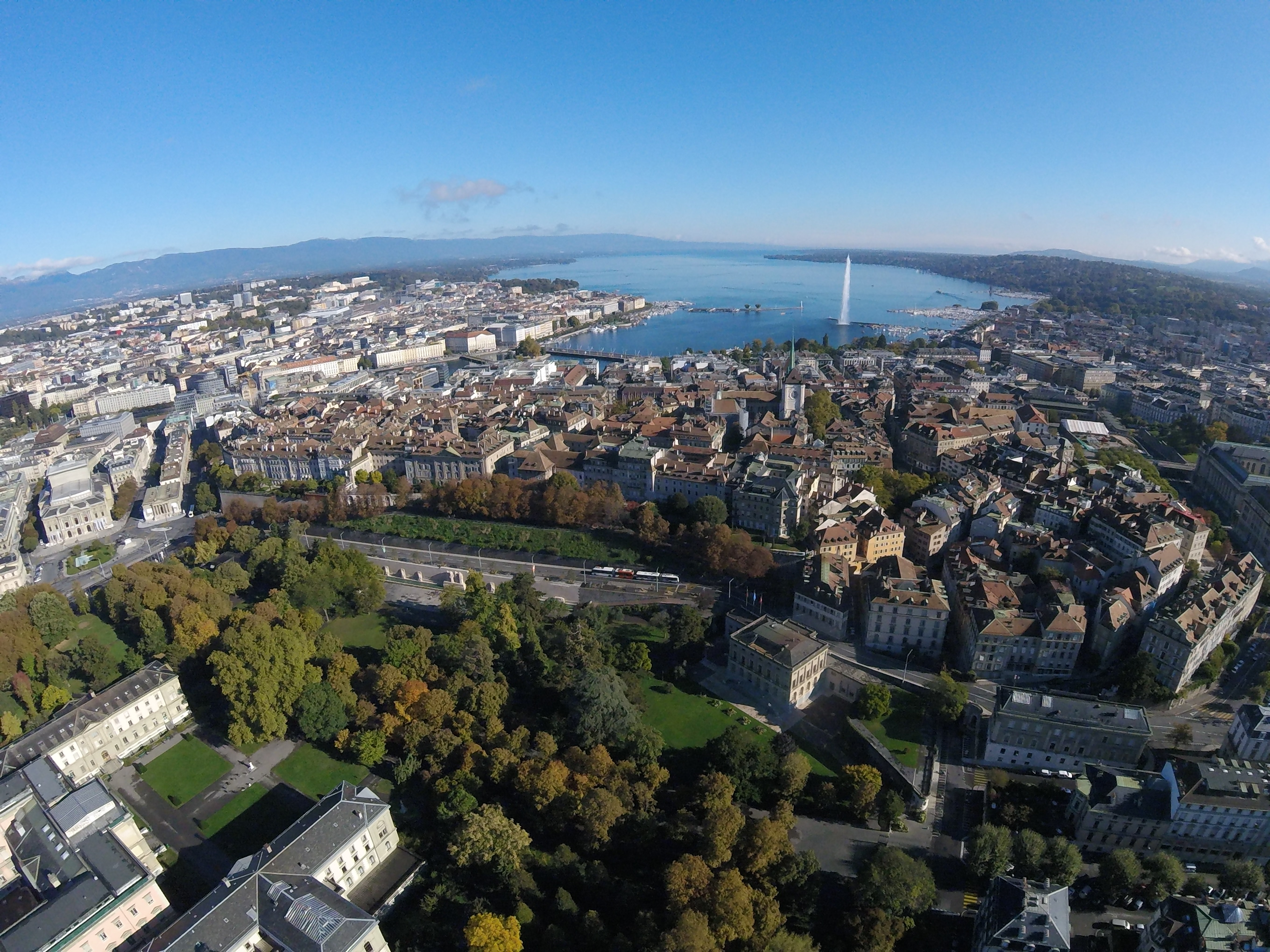
Genève, vue aérienne.

La commune est propriétaire de seize musées, parmi lesquels les musées d'art et d'histoire — musée d'art et d'histoire, maison Tavel et musée Rath — forment le plus grand ensemble muséal de Suisse avec ses huit musées et leur million d'objets, son centre iconographique, sa bibliothèque, son laboratoire de recherche et ses ateliers de restauration.
À ses côtés se trouvent les Conservatoire et Jardin botaniques et leurs herbiers, regroupant quelque six millions d'échantillons, le musée d'ethnographie et son annexe de Conches, le muséum d'histoire naturelle, le musée Ariana — musée suisse de la céramique et du verre —, la gypsothèque de l'université de Genève (la plus ancienne collection de moulages de Suisse) ou encore l'Institut et musée Voltaire, connu internationalement pour sa collection de documents du XVIIIe siècle.
Les musées privés, subventionnés — comme le Mamco (art moderne et contemporain) —, ou entièrement privés — comme le musée Patek Philippe et le musée international de la Réforme —, sont une vingtaine.
- Le musée du Petit Palais de Genève, importante collection d'œuvres impressionnistes et de l'école de Paris ; ouvert en 1968, il a fermé à la mort de son fondateur Oscar Ghez en 1998 et ne semble pas près de rouvrir, ses collections circulent régulièrement dans le cadre d'expositions en Suisse et à l'étranger.

### Arts
À Genève, la plupart des salles de spectacles sont la propriété de collectivités publiques. Si certaines sont de véritables institutions, d'autres, tournées vers les compagnies indépendantes, parviennent également à mettre sur pied des saisons complètes. D'autres encore n'ont pas de direction artistique, mais sont louées aux compagnies locales.
Ernest Ansermet et l'Orchestre de la Suisse romande, l'Orchestre de chambre de Genève, le Grand Théâtre, le Victoria Hall, l'Ensemble Contrechamps, Armin Jordan, l'Usine, Artamis ou encore le Chat noir ont fait et font la réputation de la ville.
Les Ateliers d'ethnomusicologie font connaître les danses et musiques du monde. L'AMR est un centre musical consacré aux jazz et aux musiques improvisées.
L'Institut des cultures arabes et méditerranéennes (ICAM) organise des concerts et expositions consacrés à la culture arabe et méditerranéenne.
Genève abrite également des compagnies théâtrales qui y sont nées ou ont décidé de s'y implanter.
À l'exception du ballet du Grand Théâtre qui possède un lieu de répétition et une salle de représentation, les compagnies de danses genevoises ne possèdent pas de salles fixes. Défendues par l'Association pour la danse contemporaine, elles militent pour la création d'une Maison de la danse.

### Peinture et sculpture
Genève a vu se développer une école miniaturiste d'importance au XVIIIe siècle, notamment fréquentée par le célèbre peintre autochtone Jean-Étienne Liotard à ses débuts, avant de devenir l'un des maîtres du pastel en Europe, ou encore les portraitistes Élisabeth Terroux et Henriette Rath. D'autres artistes se sont consacrés à la peinture d'histoire, tel Jean-Pierre Saint-Ours, ou aux paysages alpestres (Pierre-Louis de La Rive, François Diday). Les représentants des mouvements d'avant-garde sont moins nombreux (Alice Bailly).
C'est à Genève que naquit et vécut le dessinateur, peintre, critique d'art et homme politique Rodolphe Töpffer, considéré comme l'inventeur de la bande dessinée, dont le père Wolfgang Adam Tœpffer était déjà l'un des premiers caricaturistes. D'autres artistes ont contribué à l'essor de la bande dessinée genevoise contemporaine, comme Pierre Wazem, Tom Tirabosco, Albertine, Zep, Guillaume Long ou Adrienne Barman.
Sur la scène internationale, l'histoire de la sculpture genevoise est largement dominée par la figure de James Pradier. Parmi d'autres artistes, on retiendra John-Étienne Chaponnière, qui se forme notamment dans l'atelier de Pradier, et Jean Jaquet, sculpteur-décorateur très actif dans la région genevoise. En art contemporain, il faut citer les installations de John M. Armleder, de Sylvie Fleury ou encore de Manolo Torres.

### Art culinaire
Parmi les plats traditionnels genevois, on peut citer la longeole, dont la recette genevoise inclut des couennes. Des spécialités chocolatières existent également : les poubelles genevoises, les pavés, la marmite de l'Escalade emplie de légumes en massepain. Le cardon est un légume typiquement local qui a fait l'objet d'une AOC.

### Évènements

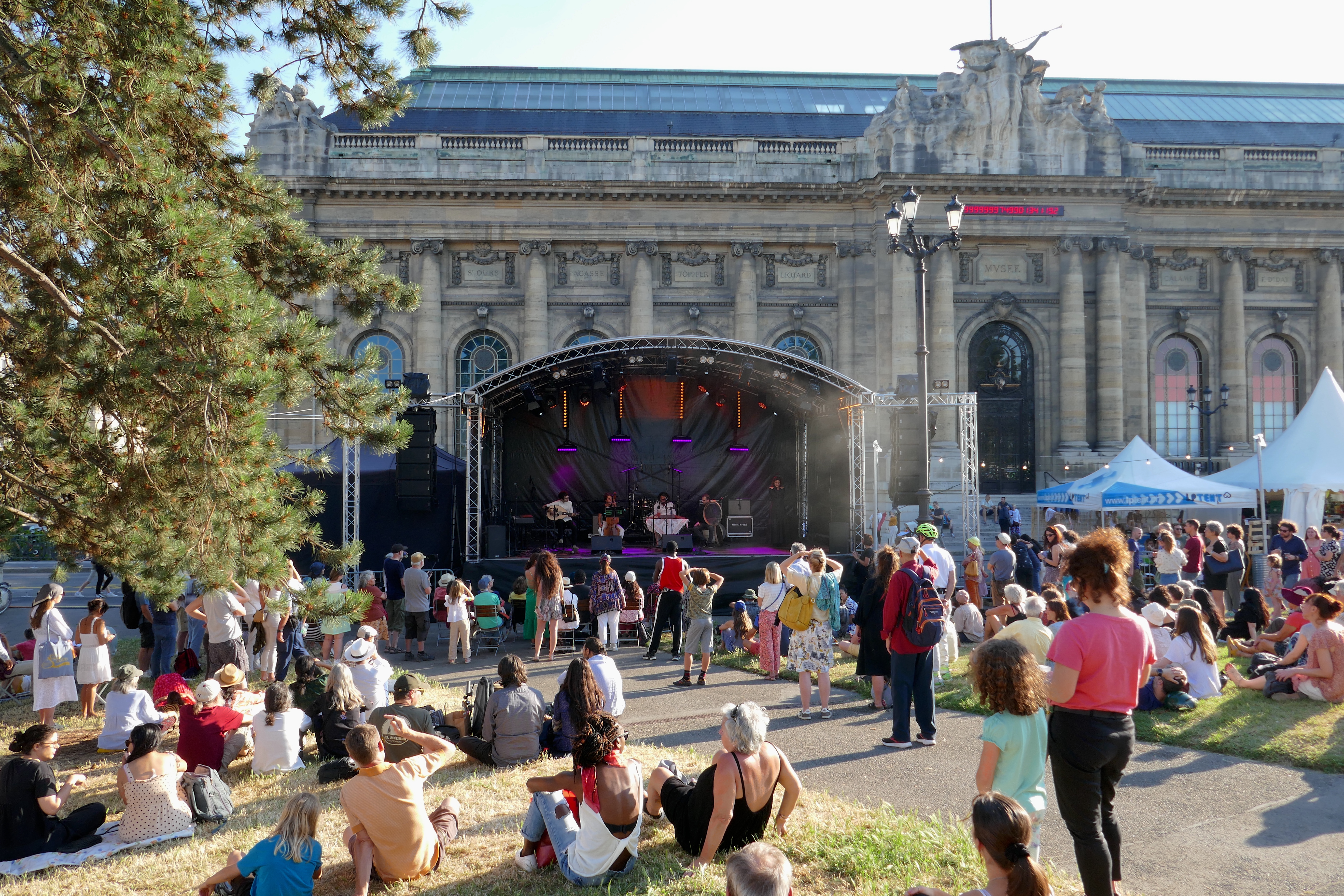
Fête de la musique.

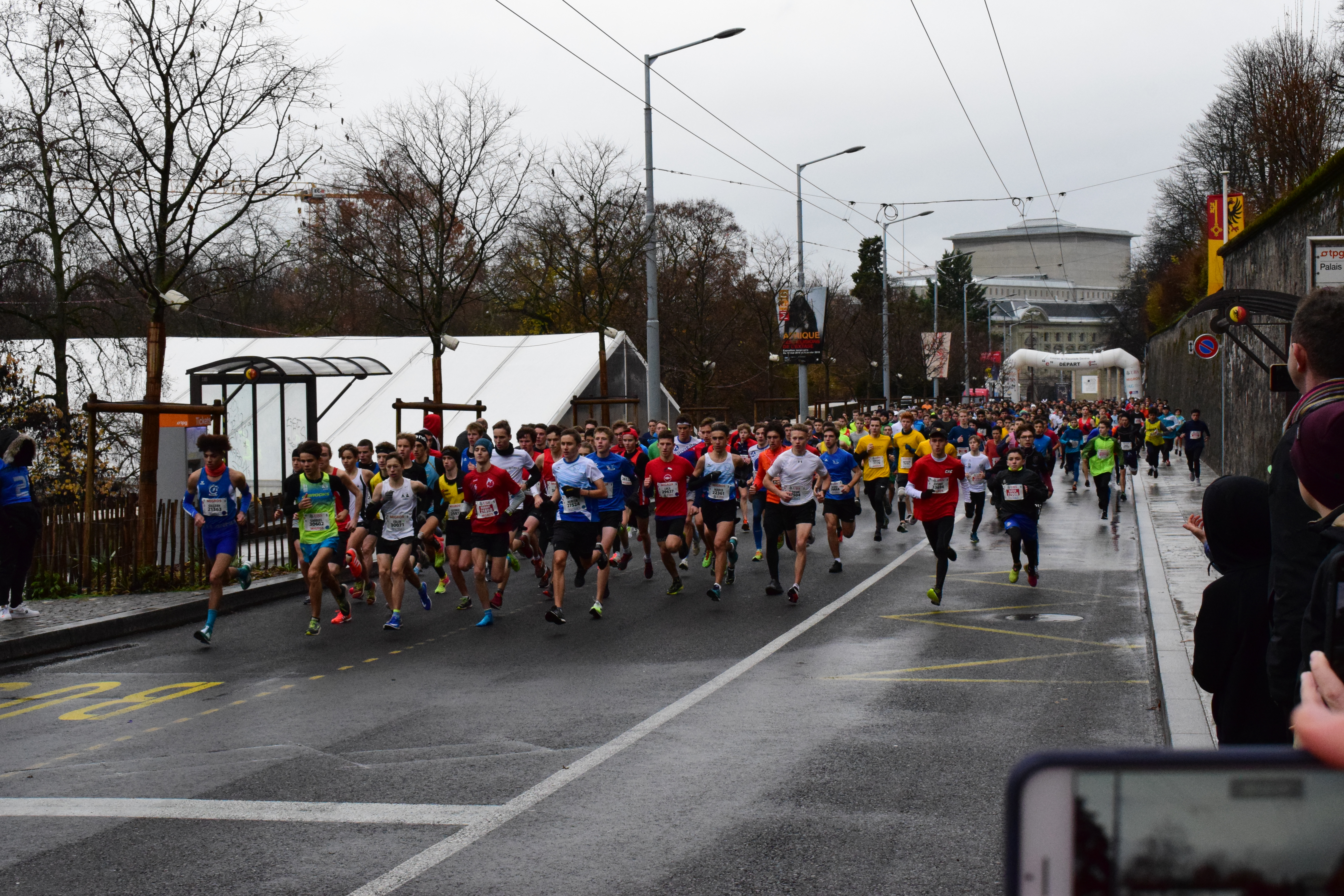
Course de l'Escalade en décembre 2018.

De nombreuses manifestations ont lieu tout au long de l'année parmi lesquelles :
| - Festival OpenGeneva (mars) - Watches and Wonders (mars-avril) - Salon international des inventions (avril) - Salon du livre et de la presse (avril-mai) - Salon international de l'aviation d'affaires (mai) - Prise d'armes des Vieux-Grenadiers de Genève (avril-mai) - Marathon de Genève (mai) - Fête de l'Espoir (mai) - Bol d'or (voile) (juin) - Fête de la musique (juin) - Lake Parade (juillet) - Musiques en été (juillet-août) - Tour du lac Léman à l'aviron (septembre) | - La Bâtie-Festival de Genève (septembre) - WWE World Tour (septembre) - Festival International Médias Nord-Sud (octobre) - Les Automnales (novembre) - Course de l'Escalade (décembre) - L'Escalade (décembre) - Coupe de Noël (décembre) - Concours hippique international (décembre) - International SuperCross Geneva (décembre) - Geneva Lux (décembre-janvier) |

### Traditions
Depuis 1818, un marronnier de la promenade de la Treille est utilisé afin de déterminer le début du printemps. C'est le sautier qui observe l'arbre et qui note le jour de l'arrivée du premier bourgeon. Le sautier publie alors un communiqué de presse qui est repris dans la presse locale.
Le jeudi suivant le premier dimanche de septembre, Genève fête le Jeûne genevois. Selon la tradition locale invalidée par la recherche historique, cette fête commémorerait la nouvelle du massacre de la Saint-Barthélemy rapportée par les huguenots arrivés à Genève.
Chaque année, début décembre, Genève célèbre l'Escalade, qui commémore une bataille en 1602 entre les Genevois et les Savoyards.
Chaque année le 31 décembre a lieu une commémoration de la Restauration genevoise, conséquence du départ des troupes napoléoniennes en 1813.

### Genève dans les arts

#### Littérature
- Frankenstein ou le Prométhée moderne de Mary Shelley.
- Les Confessions de Jean-Jacques Rousseau.
- Quai Wilson de Jacques Aeschlimann (1946)
- Belle du Seigneur d'Albert Cohen (1968) (ISBN 2070404021).
- Sous les yeux d'Occident (Under Western Eyes) de Joseph Conrad.
- Les Thibault : l'été 1914 de Roger Martin du Gard.
- L'âme de Genève de Léon Savary, Slatkine, 1978.
- Nuages dans la main, Comme le sable, Le Creux de la vague et Jette ton pain d'Alice Rivaz.
- Un bal masqué à Genève de Jean Parvulesco (1999).
- Flashforward de Robert J. Sawyer (1999).
- Onze minutes de Paulo Coelho (2003).
- À livre ouvert de William Boyd (2004).
- Anges et Démons de Dan Brown (2009).
- L'indice de la peur de Robert Harris (2012) (ISBN 2259214827).
- L'attente de l'aube de William Boyd (2012) (ISBN 2021065006)[141].
- Laurence Boissier, Rentrée des classes, Lausanne, art&fiction, 2017, 249 p. (ISBN 978-2-940570-29-4).
- Joël Dicker, L’Énigme de la chambre 622, éditions de Fallois, 2020 (ISBN 979-10-321-0238-1)[142]

#### Bande dessinée
- L'Affaire Tournesol d'Hergé (1956).
- Astérix chez les Helvètes de René Goscinny et Albert Uderzo (1970).
- Le Genevois Daniel Ceppi situe l'action de plusieurs de ses BD à Genève.
  - CD Corps Diplomatique (1991).
  - Vanina Business de la série Stéphane Clément, chroniques d'un voyageur (1999).
  - CH Confidentiel (2006-2007).
- Les dossiers d'Olivier Varèse : Le parfum du magnolia d'Enrico Marini (T. 1-T. 4 1990-1993).

#### Peinture
- Groupe de Saint-Luc (ou École des Pâquis), groupe d'artistes suisses engagés dans l'art sacré, de 1919 à 1945.
- La rade de Genève est représentée dans le retable de Konrad Witz La pêche miraculeuse (1444), l'un des premiers paysages de la peinture européenne.

#### Musique
- Genève dans l'album Dans un vieux rock 'n' roll de William Sheller sorti en 1976;
- Genève...ou bien dans l'album Reconnaissances de Marie Laforêt sorti en 1993;
- Inoubliable Genève chanté par Charles Aznavour pour le film Genève de François Reichenbach ;
- Geneva dans l'album It's a Miracle du groupe Chokebore sorti en 2002 [i];
- Genève de Benjamin Vuillermoz sorti en 2019.

L'humoriste genevois Laurent Nicolet a parodié le clip Gangnam Style du chanteur Psy, en effectuant une version locale des supposés travers des Genevois dans une chanson dans un premier temps, puis dans un clip nommé le Gen'vois staïle, qui a remporté un succès inattendu à Genève et en Suisse romande, en étant visionné des centaines de milliers de fois sur YouTube notamment.

#### Jeux vidéo
- Dans le jeu vidéo Call of Duty: Infinite Warfare, la capitale de l'UNSA est Genève. La ville sert d'ailleurs de décors à plusieurs missions du jeu.

### Héraldique
- écu : parti, au 1 d'or, à la demi-aigle éployée de sable, mouvant du trait du parti, couronnée, becquée, languée, membrée et armée de gueules ; au deuxième de gueules, à la clef d'or en pal, contournée ;
- cimier : soleil d'or, figuré naissant[j], portant en cœur le trigramme de sable ΙΗΣ ;
- devise : Post tenebras lux[144].

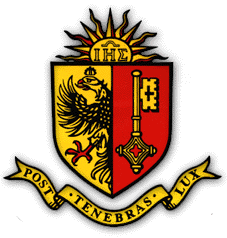
Armoiries actuelles.
Armoiries actuelles simplifiées.
Drapeau.
Armoiries sous le Ier Empire français.

Pendant le Premier Empire, Genève fut au nombre des « bonnes villes » et autorisée à ce titre à demander des armoiries au nouveau pouvoir. Elles devenaient : parti, au 1) d'or à une demi-aigle bicéphale de sable, armée, languée et becquée de gueules mouvant de la partition et au 2) de gueules à une clé d'or contournée; au chef de gueules chargé de trois abeilles d'or, qui est des bonnes villes d'Empire.
Les armoiries actuelles sur fond jaune et rouge, adoptées dès le milieu du XVe siècle, représentent la réunion d'un demi-aigle provenant de l'aigle bicéphale du blason du Saint-Empire romain germanique, auquel Genève appartenait dès le Moyen Âge, et de la clé d'or issue des armoiries de l'Évêché de Genève (Chapitre de Saint-Pierre), la clé étant l'attribut de saint Pierre, patron de la cathédrale. Vassal direct de l'empereur, l'évêque exerçait en son nom un pouvoir temporel sur la ville. Symbolisant l'union d'un pouvoir spirituel et temporel, ces armoiries furent adoptées par la communauté des citoyens de Genève à laquelle l'évêque Adhémar Fabri confirma ses droits en 1387.
Le cimier est un soleil apparaissant à demi sur le bord supérieur et portant le trigramme IHΣ faisant référence au nom grec de Jésus IHΣOYΣ ou aux initiales de Jesus homini salvator (Jésus sauveur des hommes). Ce motif existe dès le XVe siècle mais ne fut utilisé dans les armoiries genevoises qu'à partir du XVIe siècle, comme l'inscription en grec.
Les anciennes couleurs de Genève étaient le gris et le noir. Puis le noir et le violet au XVIIe siècle. Le jaune et le rouge prévalurent au XVIIIe siècle ; le noir fut ensuite ajouté durant la période révolutionnaire.
La devise de Genève, « Post tenebras lux » et signifiant Après les ténèbres la lumière, est extraite d'un verset biblique provenant de la Vulgate du livre de Job. Datant du XVe siècle sous la forme « Post tenebras spero lucem », elle se transforma en affirmation peu après 1536 en référence à l'adoption à cette date de la Réforme à Genève.